# Lublaň
Lublaň (slovinsky Ljubljana,  [lʲubˈlʲana]IPA, německy Laibach) je hlavní město Slovinska, sídlo stejnojmenné městské občiny a je zároveň největší obcí ve Slovinsku. Je zeměpisným, kulturním, vědeckým, ekonomickým, politickým a administrativním centrem státu. Během celé historie byla Lublaň ovlivněna několika kulturami, neboť se nachází na křižovatce germánských, románských a slovanských národů, jejich jazyků, zvyků a obyčejů. Město zaujímá plochu 164 km² a v roce 2019 zde žilo okolo 293 000 obyvatel. Centrem města protéká řeka Lublaňka.
Dopravní spojení, hustota průmyslu, vědecké a výzkumné instituce a obchodní tradice jsou faktory, které přispěly k vedoucí ekonomické pozici Lublaně. Lublaň je sídlem ústřední vlády, veřejné správy a všech slovinských ministerstev. Je také sídlem slovinského Národního shromáždění, slovinské vlády a prezidenta Slovinska, největší univerzity, Národního muzea, Etnografického muzea, Slovinské národní galerie, Muzea moderního umění a Slovinské akademie věd a umění.
Ve starověku na území Lublaně stávalo římské město Emona. Lublaň je poprvé zmiňována v první polovině 12. století. Od středověku až do rozpadu Rakouska-Uherska v roce 1918 byla součástí habsburské říše, poté se stala součástí Království Srbů, Chorvatů a Slovinců. Po druhé světové válce se Lublaň stala hlavním městem Socialistické republiky Slovinsko, která byla součástí Socialistické federativní republiky Jugoslávie. Tento status si udržela až do roku 1991, kdy Slovinsko získalo nezávislost a Lublaň se stala hlavním městem nově vzniklého státu. Nachází se uprostřed obchodní cesty mezi severním Jaderským mořem a oblastí Dunaje, byla historickým hlavním městem Kraňska, jedné z částí Habsburské monarchie obydlené Slovinci.

## Jméno a symboly

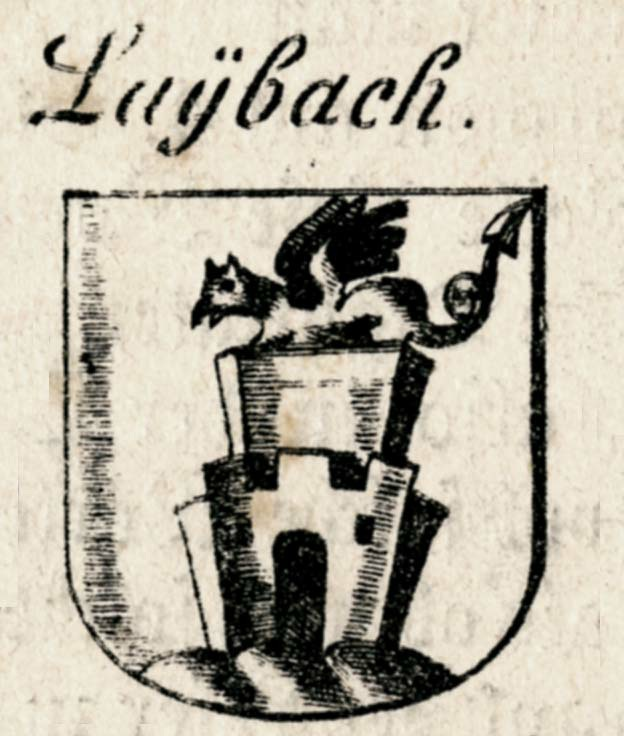
Vyobrazení městského znaku s drakem na vrcholu hradu na Valvasorově díle Slávě země Kraňské, 1689

Lublaň se nazývá italsky Lubiana, německy Laibach, latinsky Labacum a slovensky Ľubľana; ve starověku se místo nazývalo Emona (též Æmona, v některých pramenech i Hemona či Semona).
Původ názvu města Lublaň je nejasný. Ve středověku bylo město i řeka známé i pod německým názvem Laibach. Tento název byl až do roku 1918 oficiálně používán jako endonymum a zůstal jako časté německé exonymum, a to jak v běžné řeči, tak v úředním styku.
Problém pro jazykovědce je, jak spojit slovinská a německá jména. Původ ze slovanského ljuba – „láska, líbit se“ byl v roce 2007 jako nejpravděpodobnější podpořen lingvistou Tijmenem Pronkem, odborníkem na srovnávací indoevropskou jazykovědu a na slovinská nářečí z Univerzity v Leidenu. Podpořil tezi, že jméno řeky pochází z názvu osady. Jazykovědec Silvo Torkar, který se specializuje na slovinská osobní a místní jména, obhajuje na stejném místě tezi, že jméno Ljubljana pochází z Ljubije, z původního názvu řeky Lublaňka (Lublanica), která protéká tímto územím, samo odvozeného od staroslovanského mužského jména Ljubovid, „ten krásného vzhledu“. O jménu Laibach tvrdí, že je ve skutečnosti hybridem němčiny a slovinštiny a pochází ze stejného osobního jména.
Symbolem města je Lublaňský drak. Je zobrazen na vrcholu věže Lublaňského hradu ve znaku Lublaně a na Dračím mostě (Zmajski most) přes řeku Lublaňku. Symbolizuje sílu, odvahu a velikost.
Existuje několik vysvětlení o původu lublaňského draka. Podle slovanského mýtu zabití draka uvolňuje vody a zajišťuje úrodnost země a předpokládá se, že mýtus je spojen s Lublaňskými bažinami, rozsáhlým bažinatým územím, které pravidelně ohrožuje Lublaň povodněmi. Podle slavné řecké legendy Argonauti při návratu domů poté, co vzali zlaté rouno, našli velké jezero obklopené mokřinou mezi současnými městy Vrhnika a Lublaň. Právě tam Iásón porazil nestvůru. Tato nestvůra se vyvinula v draka, který je v současnosti vyobrazen na městském znaku a na vlajce.
Historicky uvěřitelnější je, že drak byl osvojen od sv. Jiřího, patrona kaple Lublaňského hradu postavené v 15. století. V legendě o svatém Jiří představuje drak staré pohanství předků přemožené křesťanstvím. Podle dalšího vysvětlení, spojeného s tím předcházejícím, byl drak zpočátku pouze dekorace nad městským znakem. V baroku se stal součástí znaku a v 19. a zvláště v 20. století převýšil důležitostí věž a další prvky.

## Historie
Oblast Lublaně byla osídlena už v době Římanů, kteří zde zřídili tábor nazvaný Emona. Roku 1144 dostala německý název Laibach a od 13. století byla pod nadvládou habsburské říše jako hlavní město Kraňska až do roku 1918, s výjimkou let 1809–1813, kdy byla sídelním městem Francouzi zřízených Ilyrských provincií. Při vzniku Království Srbů, Chorvatů a Slovinců byla kulturní metropolí Slovinců. Za II. světové války ji obsadili Italové (12. dubna 1941). Metropolí Slovinska se Lublaň stala oficiálně roku 1963, nezávislé Slovinsko zde bylo vyhlášeno v červnu roku 1991.

### Prehistorie
Okolo roku 2000 př. n. l. se v bezprostřední blízkosti Lublaně usadili obyvatelé žijící v kůlových obydlích. Mezi nejvýznamnější archeologické nálezy patří prehistorické kůlové obydlí a nejstarší dřevěné kolo na světě nalezené v bažinách. Toto jezerní obyvatelstvo se živilo lovem, rybařením a primitivním zemědělstvím. Na cestu přes bažiny používali monoxyl, dlouhou kánoi, která byla vydlabána z vnitřku kmene stromu. Tyto archeologické nálezy, dnes umístěné v občině Ig, jsou od června 2011 vyhlášeny za místo světového dědictví UNESCO ve společné nominaci šesti alpských států.

### Starověk

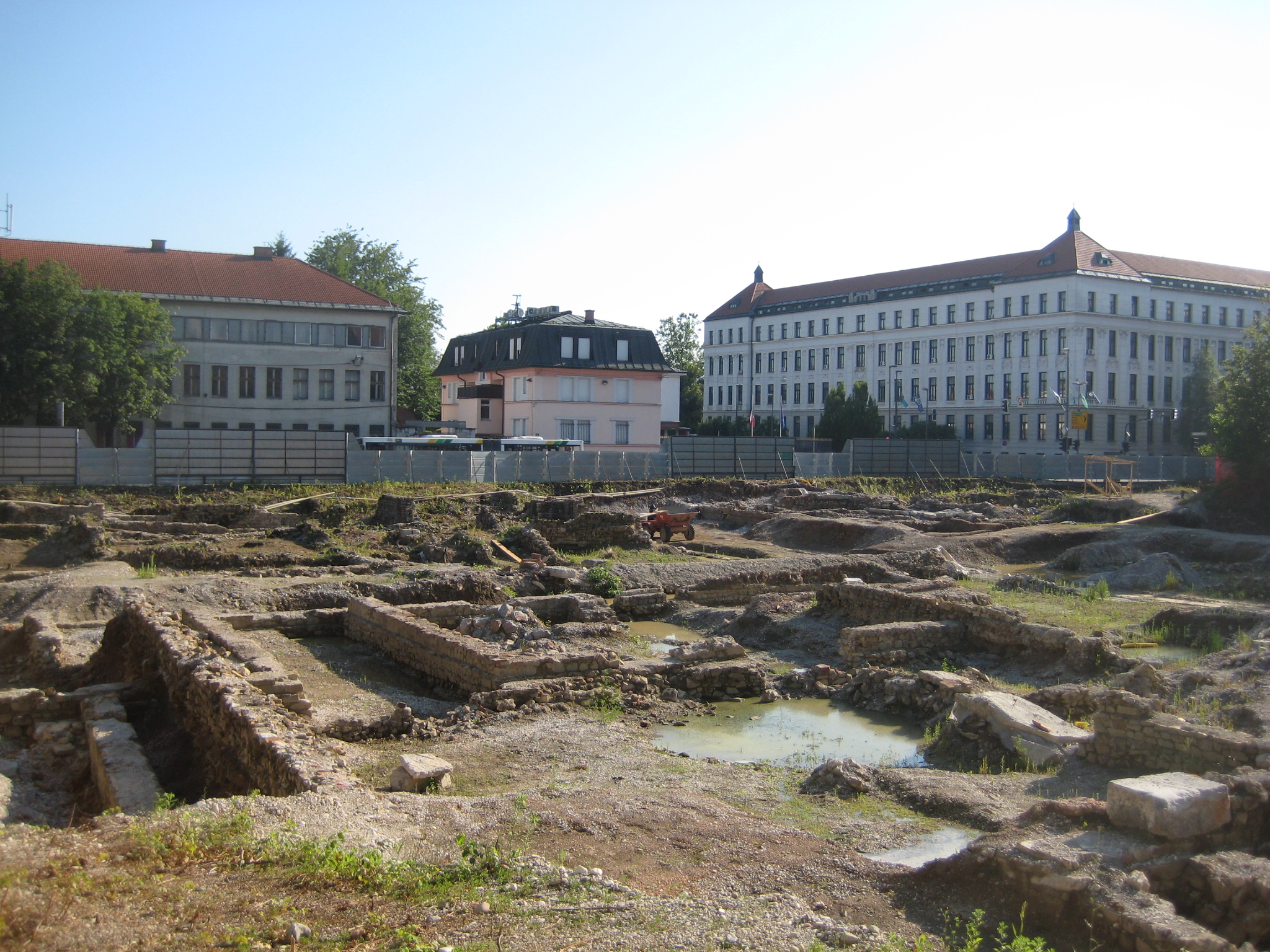
Výkopy na místě plánované nové Národní a univerzitní knihovny

Okolo 50 př. n. l. na území současné Lublaně postavili Římané vojenský tábor, který se později stal trvalým sídlem nazvaným Julia Emona. Tato opevněná pevnost byla obývána Legií XV Apollinaris. Emona měla 5 až 6 tisíc obyvatel a hrála významnou roli během mnoha bitev. Její omítnuté cihlové domy, které byly pomalovány různými barvami, byly již tehdy napojeny na systém odvodu odpadních vod. V roce 452 Emonu na rozkaz krále Attily zničili Hunové, a později Ostrogóti a Langobardi.
V 6. století se sem přistěhovali předchůdci Slovinců a začali pod dnešním hradním kopcem stavět osadu. V 9. století osídlení padlo pod nadvládu Franků a zažívalo časté maďarské nájezdy. O osídlení Slovanů v době mezi pádem Emony a raným středověkem není známo mnoho.

### Středověk
Pergamenový list Nomina defunctorum („Jména mrtvých“), pravděpodobně napsaný ve druhé polovině roku 1161, se zmiňuje o šlechtici Rudolfu Tarcentovi, advokátovi Akvileiského patriarchátu, který předal kanovníkovi do tohoto patriarchátu 20 hospodářství u Lublaňského hradu (Castrum Leibach).
Území jižně od řeky Sávy původně vlastnila řada majitelů a to až do první poloviny 12. století, kdy se rozvíjející město Lublaň postupně stalo majetkem korutanské rodiny vévodů ze Sponheimu. Městské osídlení v Lublani započalo v druhé polovině 12. století. Okolo roku 1200 byla Starému trhu (Stari trg) udělena tržní práva; staré náměstí bylo jedním ze tří čtvrtí, ze kterých vznikla Lublaň. Dalšími dvěma čtvrtěmi byla oblast nazvaná „město“ (Mesto), postavená kolem předchůdkyně dnešní Lublaňské katedrály na jedné straně řeky Lublaňky a Nového trhu (Novi trg) na druhé straně. Franzův most, předchůdce dnešního Trojmostí, a Řeznický most spojovaly opevněná území s dřevěnými budovami. Lublaň získala městská privilegia někdy mezi lety 1220 a 1243. Ve středověku zde propuklo sedm požárů. Řemeslníci byli zorganizováni do gild. Ve městě se usadili němečtí rytíři a minorité (františkáni).
V roce 1270 Lublaň dobyl český král Přemysl Otakar II. V roce 1278 se po Otakarově porážce stala spolu se zbytkem Kraňska majetkem Rudolfa I. Habsburského. Od roku 1279 až do roku 1335 byla spravována gorickými hrabaty, kdy se stala hlavním městem Kraňska. Byla přejmenována na Laibach a až do roku 1797 byla vlastněna Habsburky. V roce 1327 byla v Lublani založena židovská čtvrť se synagogou — nyní už jen zbytky „Židovské ulice“ (Židovska ulica) — ta trvala až do roku 1515, kdy císař Maxmilián I. podlehl středověkému antisemitismu a Židy z Lublaně vyhnal. V roce 1382 byla před kostelem sv. Bartoloměje v Šišce, v té době nedaleké vesnici, nyní součásti Lublaně, podepsána mírová dohoda mezi Benátskou republikou a Leopoldem III. Habsburským.

### Raný novověk

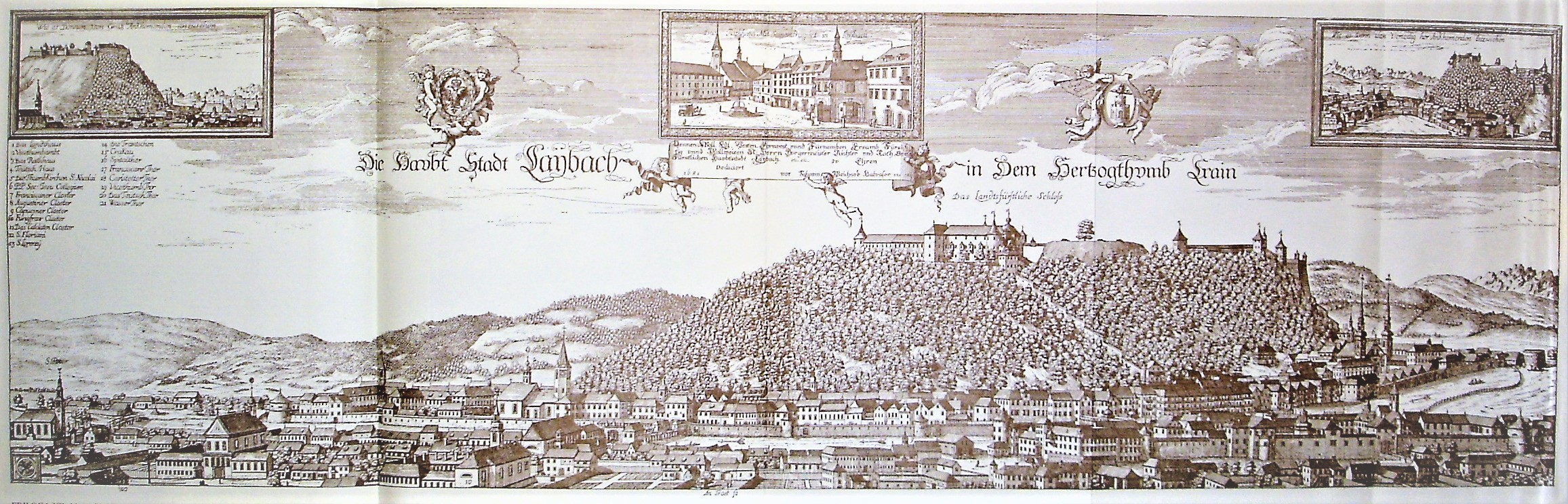
„Laybach“ (Lublaň) v práci Johanna Weikharda von Valvasora Sláva vévodství Kraňského z roku 1689

V 15. století se Lublaň proslavila uměním, zejména malířstvím a sochařstvím. Římská Arcidiecéze lublaňská byla založena roku 1461 a kostel sv. Mikuláše se stal diecézní katedrálou. Po Idrijském zemětřesení v roce 1511 bylo město přestavěno v renesančním stylu a kolem byly postaveny nové hradby. Po velkém požáru na Novém náměstí byly v roce 1524 zakázány dřevěné stavby.
V 16. století byla v Lublani otevřena první střední škola, veřejná knihovna a tiskárna a město se stalo důležitým vzdělávacím centrem. Od roku 1529 měla Lublaň aktivní slovinskou protestantskou komunitu. V roce 1598 byli protestanti vyhoštěni a tento rok se označuje za začátek protireformace. Katolický biskup Thomas Chrön nařídil veřejné spálení osmi fůr evangelických knih.
V roce 1597 dorazili do města jezuité, následováni v roce 1606 kapucíny, aby jedni i druzí vymýtili protestantismus. Jezuité ve městě uspořádali první divadelní představení, podpořili rozvoj barokní hudby a založili katolické školy. Uprostřed a v druhé polovině 17. století postavili zahraniční architekti v Lublani četné kláštery, kostely a paláce a uvedli barokní architekturu. V roce 1702 se ve městě usadily voršilky a hned další rok otevřely veřejnou školu pro dívky, nejstarší ve slovinských zemích. O několik let později začala stavba kostela Nejsvětější Trojice (dnešní Voršilský kostel Nejsvětější Trojice). V roce 1779 hřbitov sv. Krištofa nahradil hřbitov sv. Petra jako hlavní hřbitov v Lublani.

### Novověk, současnost

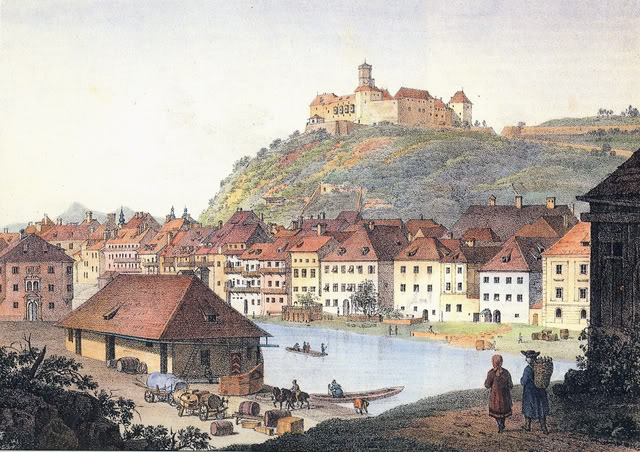
Lublaň v 18. století

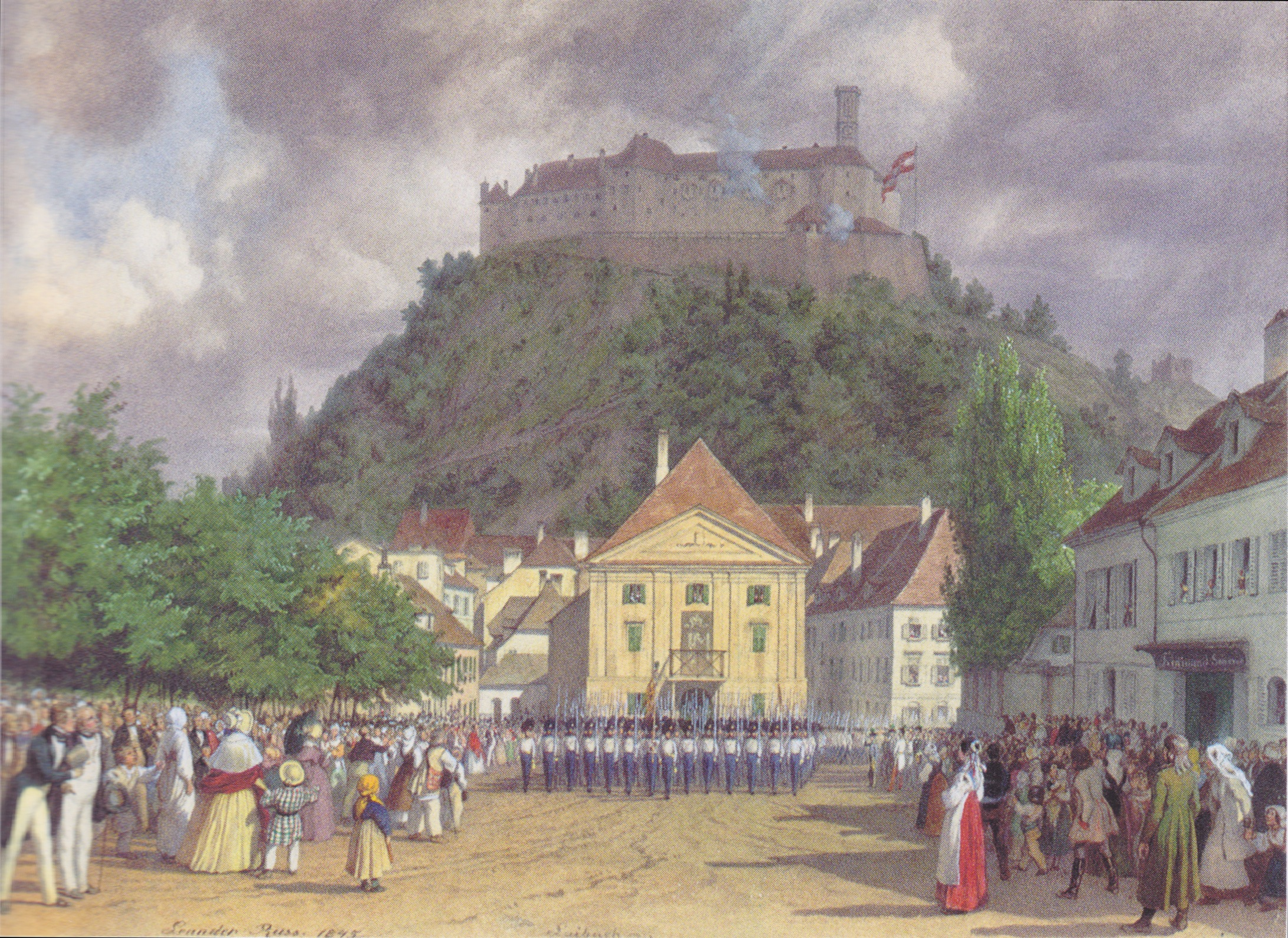
Slavnost během Lublaňského kongresu v roce 1821

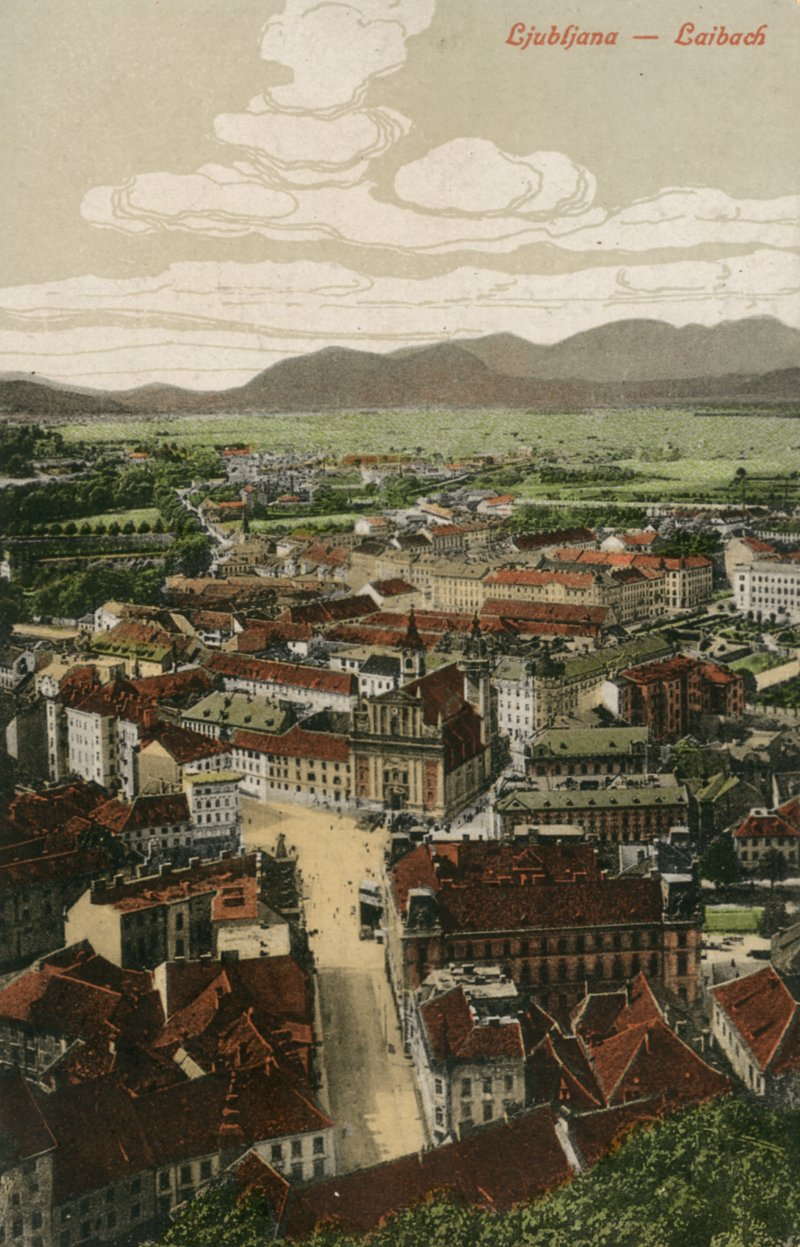
Lublaň kolem roku 1900

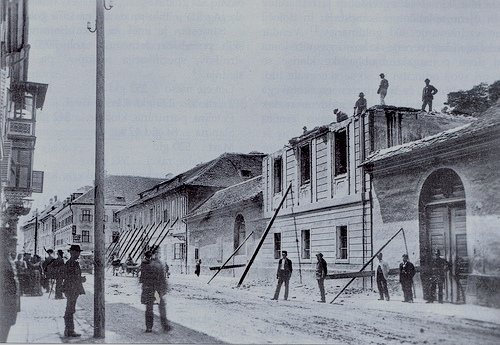
Zemětřesení z roku 1895 zničilo většinu centra města a umožnilo rozsáhlý program renovace

Během napoleonského mezidobí od roku 1809 do 1813 byla Lublaň (pod jménem Laybach) hlavním městem Ilyrských provincií. V roce 1813 se město znovu stalo rakouským a od roku 1815 do roku 1849 bylo správním centrem Ilyrského království v Rakouském císařství. V roce 1821 se zde konal Lublaňský kongres, který pro následující roky stanovil politické hranice v Evropě. První vlak dorazil v roce 1849 z Vídně a v roce 1857 byla trať rozšířena až do Terstu.
V roce 1895 postihla Lublaň, tehdy město s 31 000 obyvateli, série zemětřesení o maximální hodnotě 6,1 stupně Richterovy stupnice neboli 8–9 Mercalliho stupnice. Během následující rekonstrukce byla řada čtvrtí přestavěna do stylu Vídeňské secese. Období přestavby mezi lety 1896 a 1910 se označuje jako „oživení Lublaně“ – kvůli architektonickým změnám, z nichž velké množství zůstalo až do dnešních dnů, a pro následnou reformu městské správy, zdravotnictví, vzdělávání a cestovního ruchu.
V roce 1918 po skončení první světové války a rozpadu Rakousko-Uherska se region připojil ke Království Srbů, Chorvatů a Slovinců.
Během druhé světové války v roce 1941 bylo město obsazeno fašistickou Itálií a 3. května 1941 se tehdejší Lubiana stala hlavním městem italské Lublaňské provincie s bývalým jugoslávským generálem Leonem Rupnikem jako starostou. Po italské kapitulaci v roce 1943 převzalo kontrolu nacistické Německo v čele s SS-generály Erwinem Rösenerem a Friedrichem Rainerem. Okupační síly přeměnily Lublaň na pevnost a v Lublani fungovaly dvě kolaborantské organizace, jednak Protikomunistická dobrovolnická milice pod italskou, jednak Slovinská domácí garda pod německou správou. Od února 1942 bylo město obklopeno ostnatým drátem, později opevněnými bunkry, aby se zabránilo spolupráci s Osvobozeneckou frontou, která fungovala uvnitř i vně plotu. Od roku 1985 připomíná pamětní stezka místo, kde kdysi stálo železné oplocení. Poválečné odvety v Lublani měly za následek řadu hromadných hrobů.
Po druhé světové válce se Lublaň stala hlavním městem Socialistické republiky Slovinsko, součásti Socialistické federativní republiky Jugoslávie. Roku 1970 jí byl Josipem Titem udělen titul Město Hrdina, Tito zde v roce 1980 také zemřel. Tento status zůstal až do roku 1991, kdy se Slovinsko stalo nezávislým. Lublaň zůstala hlavním městem samostatného Slovinska, které v roce 2004 vstoupilo do Evropské unie.

## Geografie

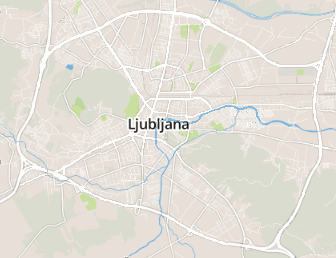
Mapa s městským dálničním obchvatem z mapy OpenStreetMap MapBox

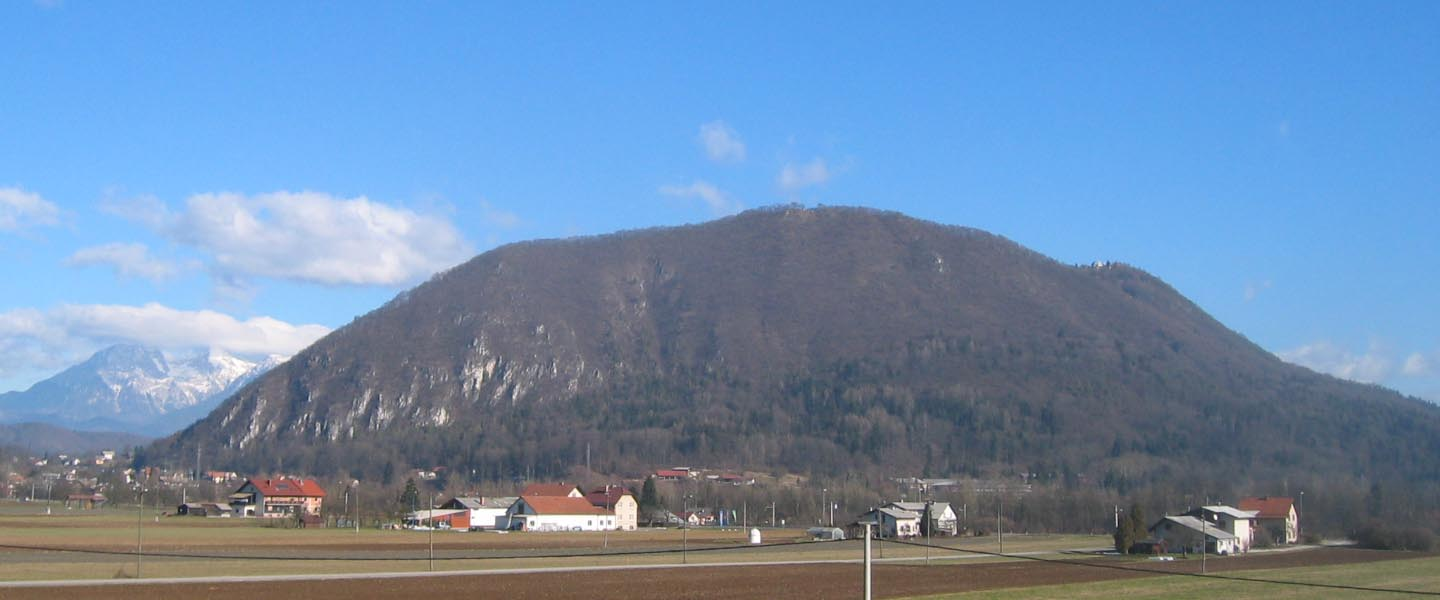
Grmada, nejvyšší hora v Lublani, dosahující výšky 676 m

Město s rozlohou 163,8 km2 se nachází v Lublaňské kotlině ve středním Slovinsku, mezi Alpami a Krasem. Lublaň leží asi 250 km východně od Benátek, 220 km jižně od Salcburku a 110 km západně od Záhřebu.

### Geologie
Město se rozprostírá na naplaveninové pláni pocházející z období čtvrtohor. Okolní nedaleké hory jsou starší, pocházejí z prvohor nebo triasu. Lublaň zničila řada zemětřesení, včetně těch z let 1511 a 1895.

### Topografie
Lublaň má nadmořskou výšku 295 metrů. Centrum města, ležící podél řeky Lublaňka, má výšku 298 metrů. Lublaňský hrad, který se nachází na vrcholku hradního kopce (Grajski grič) jižně od centra města, dosahuje nadmořské výšky 366 metrů. Nejvyšší bod města, nazvaný Grmada, má nadmořskou výšku 676 metrů, o 3 metry více než blízká Šmarna gora, oblíbená turistická destinace. Leží v severní části města.

### Vodstvo

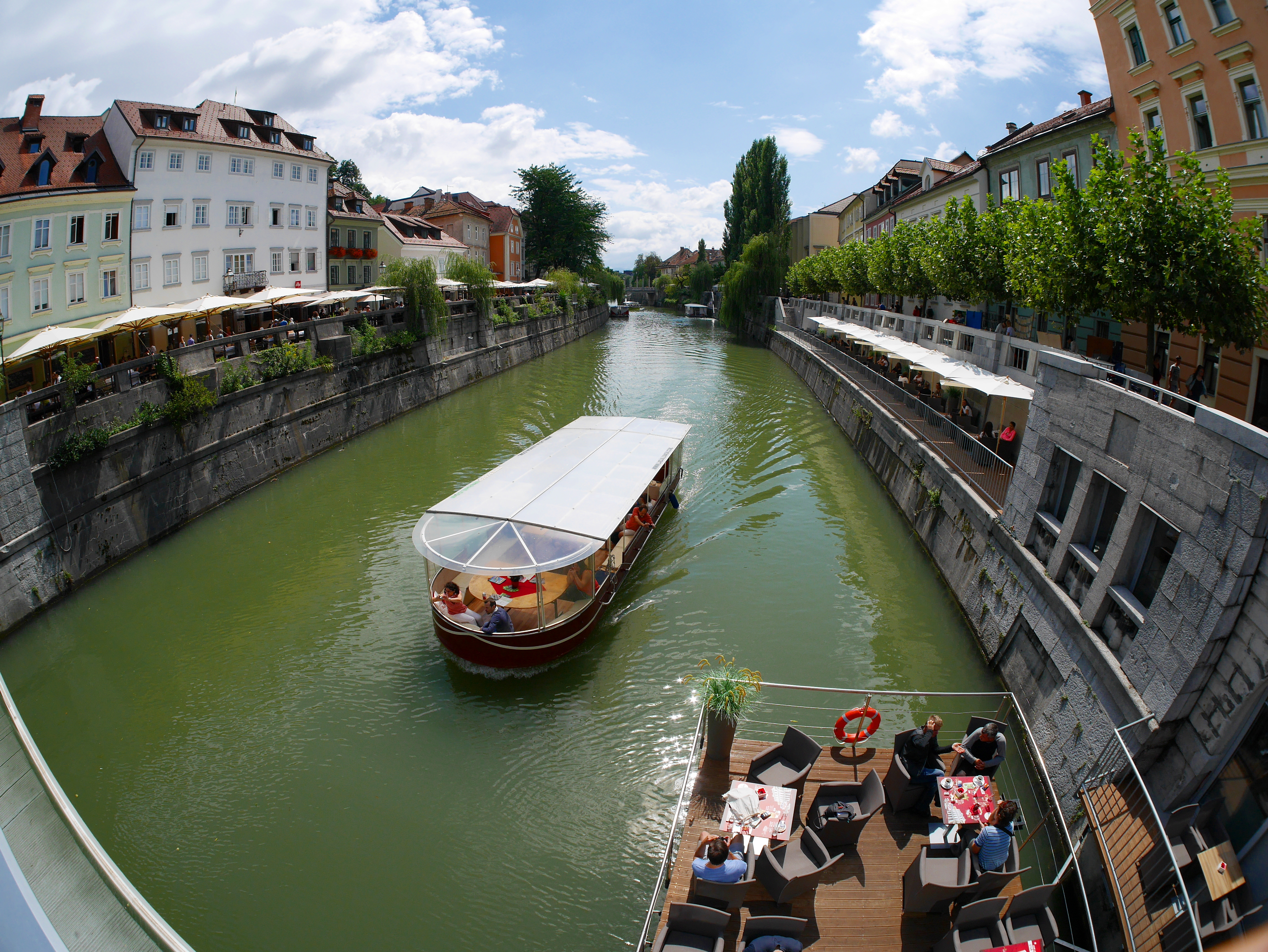
Řeka v centru Lublaně

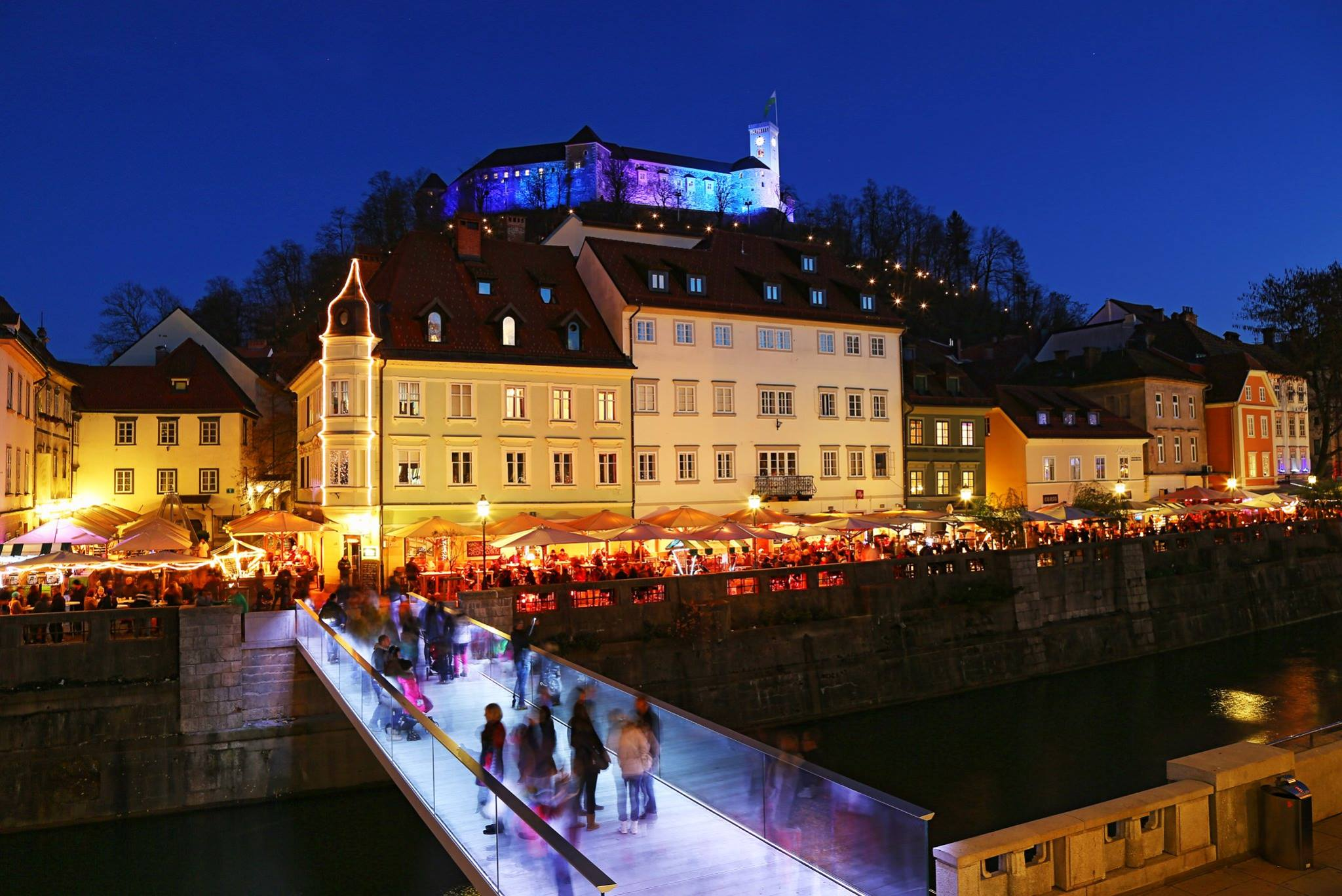
Řada mostů přes Lublaňku jsou oblíbené turistické atrakce

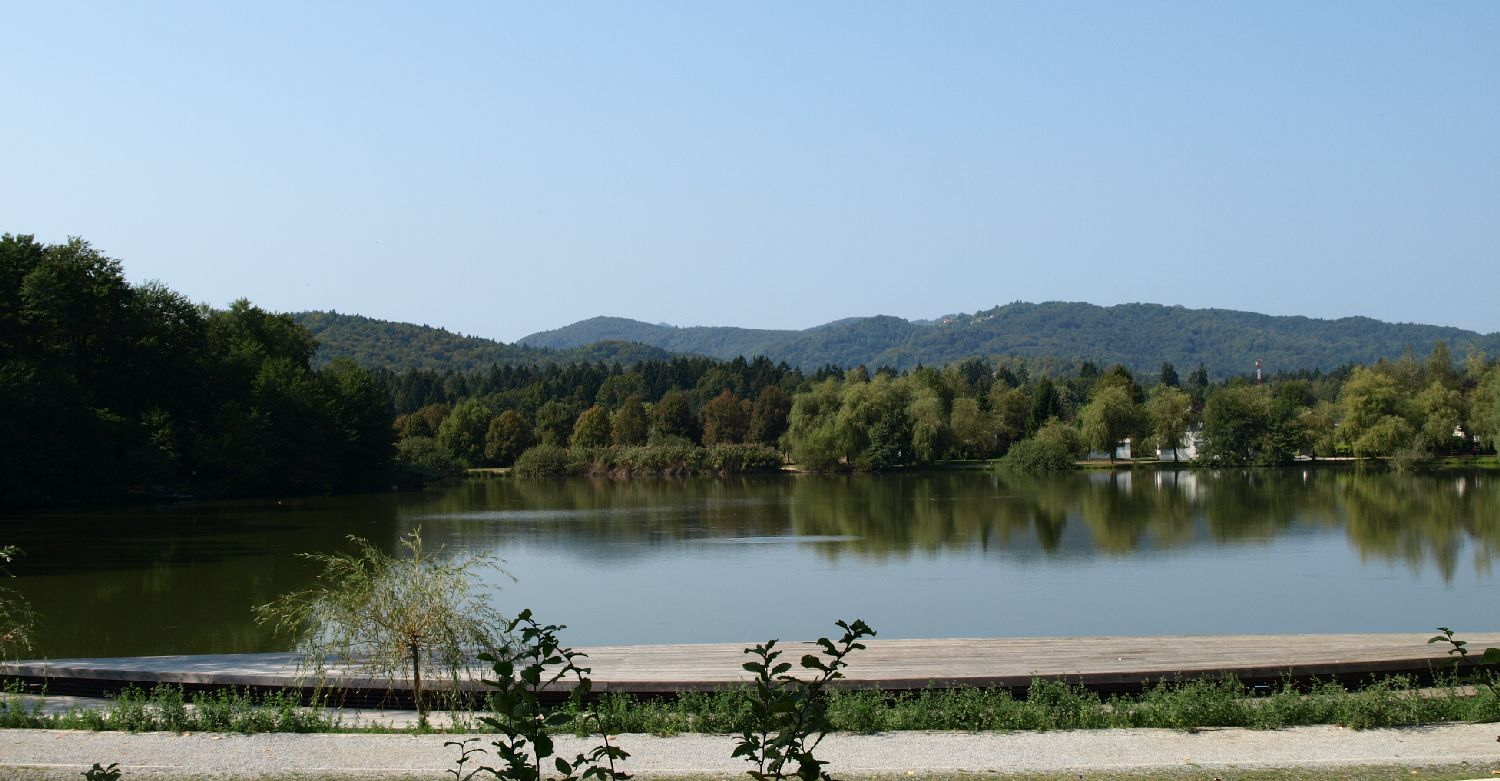
Koseški rybník se používá na veslování, rybaření a v zimě na bruslení

Hlavními vodními toky v Lublani jsou Lublaňka, Sáva, Gradaščica, Mali Graben, Iška a Iščica. Mezi čtvrtěmi Trnovo a čtvrtí Moste, kolem hradního kopce, protéká Lublaňka částečně Gruberským kanálem, postaveným podle plánů Gabriela Grubera mezi lety 1772 až 1780. U východního okraje města se stékají Lublaňka, Sáva a Kamnická Bistrica. Nejnižší bod Lublaně, s nadmořskou výškou 261 metrů, se nachází na jejich soutoku.
Během své historie byla Lublaň zasažena řadou povodní. Poslední povodně přišly v roce 2010. Jižní a západní části města jsou povodněmi více ohroženy než severní části. Gruberský kanál částečně snížil nebezpečí povodní na Lublaňských bažinách (Ljubljansko barje), největších bažinách ve Slovinsku, ležících jižně od Lublaně.
V Lublani jsou dva velké rybníky. Koseški bajer se nachází v části Šiška a Tivolski ribnik se nachází v jižní části parku Tivoli. Koseški bajer je domovem řady vzácných rostlinných a živočišných druhů a je oblíbeným místem setkávání a rekreace. Rybník Tivoli je mělký rybník s malým objemem, který byl původně používán pro plavbu lodí a pro bruslení, ale byl v průběhu let opuštěn, a nyní se používá pouze pro rybolov.

### Podnebí

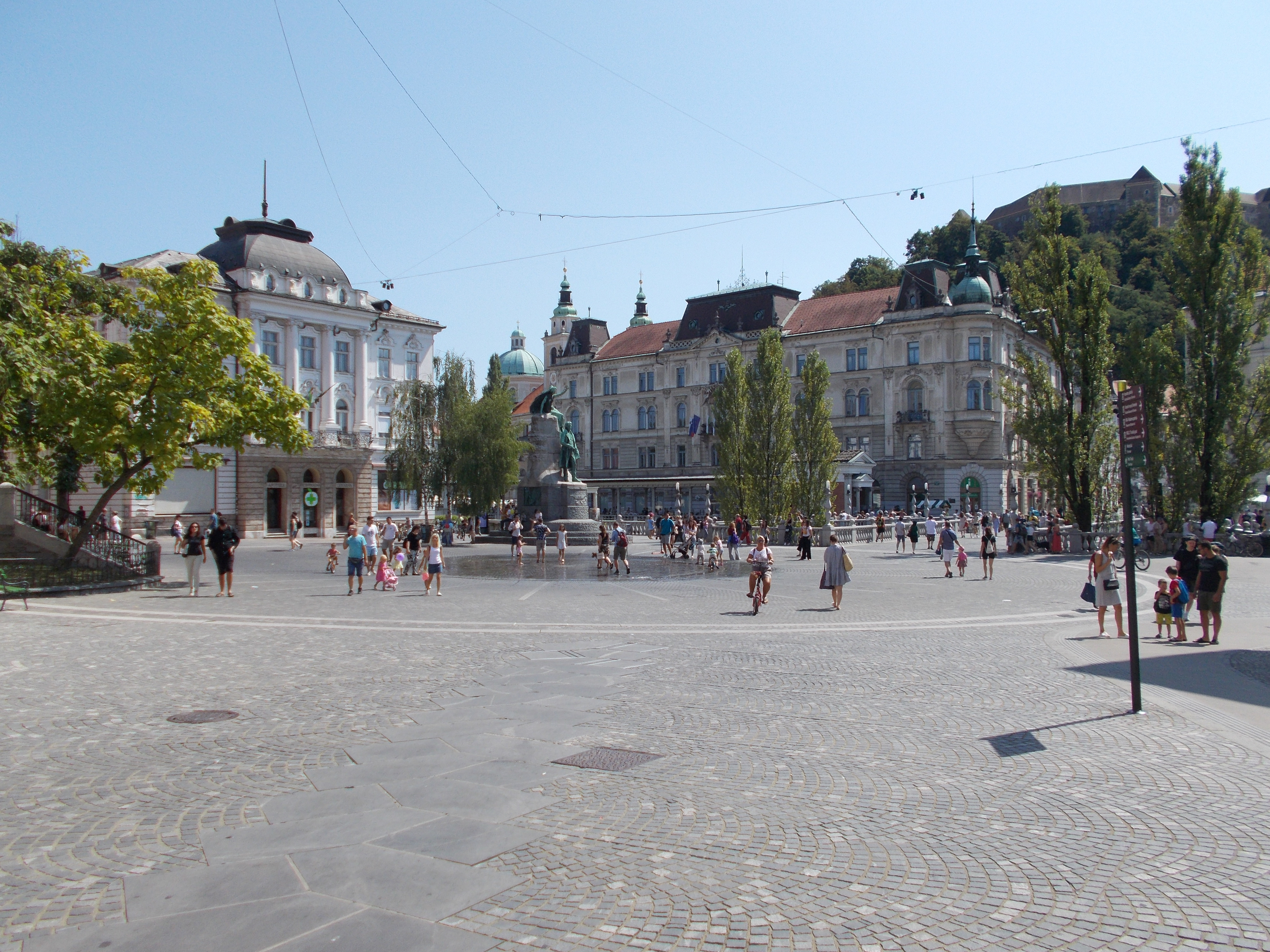
Prešerenovo náměstí v centru Lublaně

Podnebí v Lublani je oceánské (v Köppenově klasifikaci podnebí Cfb), hraničící s vlhkou subtropickou klimatickou oblastí (Köppenova klasifikace podnebí Cfa), s kontinentálními charakteristikami jako jsou teplé léto a mírně chladná zima.
Červenec a srpen jsou nejteplejší měsíce s denními maximy obecně mezi 25 a 30 °C a leden je nejchladnější měsíc s teplotami většinou oscilujícími okolo 0 °C. Ve městě je ročně 90 mrazových dní a 11 dnů s teplotami nad 30 °C. Srážky jsou poměrně rovnoměrně rozloženy po všechna roční období, ačkoli zimy a jara jsou spíše suchá oproti létům a podzimům. Roční srážky jsou kolem 1400 mm, což činí z Lublaně jedno z nejvlhčích evropských hlavních měst. Bouřky jsou velmi běžné od května do září. Sníh je obyčejně od prosince do února; v zimě je v průměru zaznamenána sněhová pokrývka 48 dní. Město je známé svou mlhou, která se vyskytuje v průměru 64 dní v roce, většinou na podzim a v zimě, a může obzvláště přetrvávat v podmínkách teplotní inverze. V létě je počasí ve městě pod vlivem středomořských proudů vzduchu, takže léto je slunečné a teplé.
| Lublaň – podnebí | Lublaň – podnebí | Lublaň – podnebí | Lublaň – podnebí | Lublaň – podnebí | Lublaň – podnebí | Lublaň – podnebí | Lublaň – podnebí | Lublaň – podnebí | Lublaň – podnebí | Lublaň – podnebí | Lublaň – podnebí | Lublaň – podnebí | Lublaň – podnebí |
| Období | leden            | únor             | březen           | duben            | květen           | červen           | červenec         | srpen            | září             | říjen            | listopad         | prosinec         | rok              |
| --- | ---------------- | ---------------- | ---------------- | ---------------- | ---------------- | ---------------- | ---------------- | ---------------- | ---------------- | ---------------- | ---------------- | ---------------- | ---------------- |
| Nejvyšší teplota [°C] | 15,8             | 19,7             | 24,3             | 27,8             | 32,4             | 35,6             | 37,1             | 40,2             | 30,3             | 25,8             | 20,9             | 16,7             | 40,2             |
| Průměrné denní maximum [°C] | 3,4              | 6,4              | 11,4             | 16,1             | 21,4             | 24,6             | 27,3             | 26,7             | 21,6             | 15,9             | 8,8              | 3,8              | 15,6             |
| Průměrná teplota [°C] | 0,3              | 1,9              | 6,5              | 10,8             | 15,8             | 19,1             | 21,3             | 20,6             | 16,0             | 11,2             | 5,6              | 1,2              | 10,9             |
| Průměrné denní minimum [°C] | −2,5             | −2,0             | 1,7              | 5,8              | 10,3             | 13,7             | 15,5             | 15,2             | 11,5             | 7,7              | 2,8              | −1,1             | 6,6              |
| Nejnižší teplota [°C] | −20,3            | −23,3            | −14,1            | −3,2             | 0,2              | 3,8              | 7,4              | 5,8              | 3,1              | −5,2             | −14,5            | −14,5            | −23,3            |
| Průměrné srážky [mm] | 69               | 70               | 88               | 99               | 109              | 144              | 115              | 137              | 147              | 147              | 129              | 107              | 1 362            |
| Dní s deštěm (≥ 0,1 mm) | 11               | 9                | 11               | 14               | 14               | 15               | 12               | 12               | 12               | 13               | 14               | 14               | 153              |
| Slunečných hodin | 71               | 114              | 149              | 178              | 235              | 246              | 293              | 264              | 183              | 120              | 66               | 56               | 1 974            |
| Zdroj 1: World Weather Information Service (ARSO) (data pro roky 1981–2010) 2014-12-02 Zdroj 2: Slovenian Environment Agency (ARSO) (některé extrémy pro 1948–2013) 2014-12-02 |                  |                  |                  |                  |                  |                  |                  |                  |                  |                  |                  |                  |                  |

## Pamětihodnosti
Architektura města je kombinací různých stylů. Navzdory přítomnosti vysokých budov zejména na okraji města, zůstává v Lublani neporušené historické centrum. Zbytky nejstarší architektury se zachovaly z římského období, centrum města však získalo svůj obrys ve středověku. Po zemětřesení z roku 1511 byla Lublaň přestavěna v barokním stylu podle italského vzoru, zejména benátského.
Po zemětřesení v roce 1895 byla znovu přestavěna, tentokrát ve stylu Vídeňské secese. Stavby z tohoto období dnes stojí vedle starších staveb z epochy baroka. Velké stavby v meziválečném období často nesou osobní stopu architektů Jože Plečnika a Ivana Vurnika. Ve druhé polovině 20. století byly části Lublaně přestavěny dle plánů Edvarda Ravnikara. Dílo Jože Plečnika v Lublani bylo v roce 2021 zapsáno na seznam světového kulturního dědictví UNESCO. Ve městě stojí Plečnikův dům.

### Hlavní památky
Ústředním náměstím v Lublani je Prešerenovo náměstí (Prešernov trg), na kterém leží františkánský kostel Zvěstování (Frančiškanska cerkev). Postaven byl v letech 1646 až 1660 (zvonice následovaly později), nahradil starý gotický kostel na stejném místě. Uspořádání má formu raně barokní baziliky s jednou lodí a dvěma řadami postranních kaplí. Barokní hlavní oltář je dílem sochaře Francesco Robby. Mnoho z původních fresek bylo zničeno trhlinami ve stropě způsobenými zemětřesením v roce 1895. Nové fresky namaloval slovinský impresionistický malíř Matej Sternen.
Lublaňský hrad je středověký hrad s románskými, gotickými a renesančními architektonickými prvky, který se nachází na vrcholu hradního vrchu a který dominuje centru města. Oblast kolem dnešního hradu byla nepřetržitě obývaná již kolem roku 1200 př. n. l. Hrad byl postaven v 12. století a byl sídlem markraběte, později tu sídlili kraňští vévodové. Pozorovací věž hradu pochází z roku 1848; ta byla obývána strážcem, jehož povinností bylo v případě požáru vypálit z děl varování pro město nebo oznamovat významné návštěvy nebo události; tyto dvě funkce si hrad stále drží. Konají se tu také kulturní akce a svatby. V roce 2006 propojila centrum města s hradem na kopci lanová dráha.

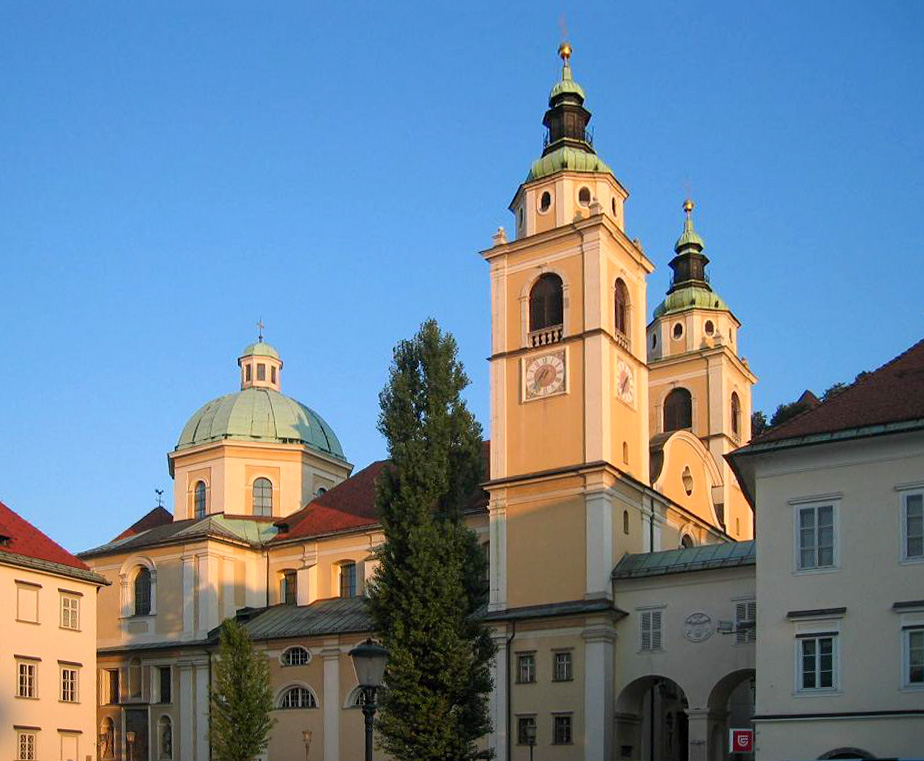
Lublaňská katedrála

Radnice (Mestna hiša, Magistrat), která se nachází na Náměstí (Mestni trg), je sídlem magistrátu města Lublaně. Původní budova byla postavena v gotickém stylu v roce 1484. Mezi lety 1717 a 1719 budovu do barokního slohu s benátskou inspirací upravil architekt Gregor Mačeka. Na náměstí blízko radnice stojí replika barokní Robbovy kašny. Originál byl v roce 2006 přemístěn do Národní galerie. Robbova kašna je zdobena obeliskem, na jehož podstavci jsou tři postavy z bílého mramoru, symbolizující tři hlavní řeky Kraňska. Je dílem Francesca Robby, který ve městě navrhl řadu dalších barokních soch.
Katedrála v Lublani (Ljubljanska stolnica), zvaná Katedrála svatého Mikuláše (Stolnica sv. Nikolaja), slouží Lublaňské arcidiecézi. Je snadno identifikovatelná díky zelené kopuli a dvojité věži a stojí na náměstí Cyrila a Metoděje (Ciril-Metodov trg), nazvaném po svatých Cyrilovi a Metodějovi, nedaleko Ústřední tržnice a radnice. Lublaňská diecéze byla založena v roce 1461. V letech 1701 až 1706 jezuitský architekt Andrea Pozzo navrhl barokní kostel ve tvaru latinského kříže se dvěma bočními kaplemi. Dóm v centru byl postaven v roce 1841. Interiér je zdoben barokními freskami namalovanými Giulio Quagliem mladším v letech 1703–1706 a 1721–1723.
Nebotičnik (česky mrakodrap) je třináctipatrová budova, která se zvedá do výšky 70 metrů. Kombinuje prvky architektury neoklasicismu a architektury art deco. Převážně jako místo pro podnikání je Nebotičnik domovem řady obchodů v přízemí a prvním patře; různé kanceláře se nacházejí ve druhém až pátém patře. Šesté až deváté patro jsou soukromé rezidence. V horních třech patrech se nachází kavárna, bar a vyhlídkové patro. Nebotičnik navrhl slovinský architekt Vladimír Šubic. Stavba byla zahájena v červenci 1930 a budova byla otevřena 21. února 1933. Po nějakou dobu byl nejvyšší obytnou budovou v Evropě.

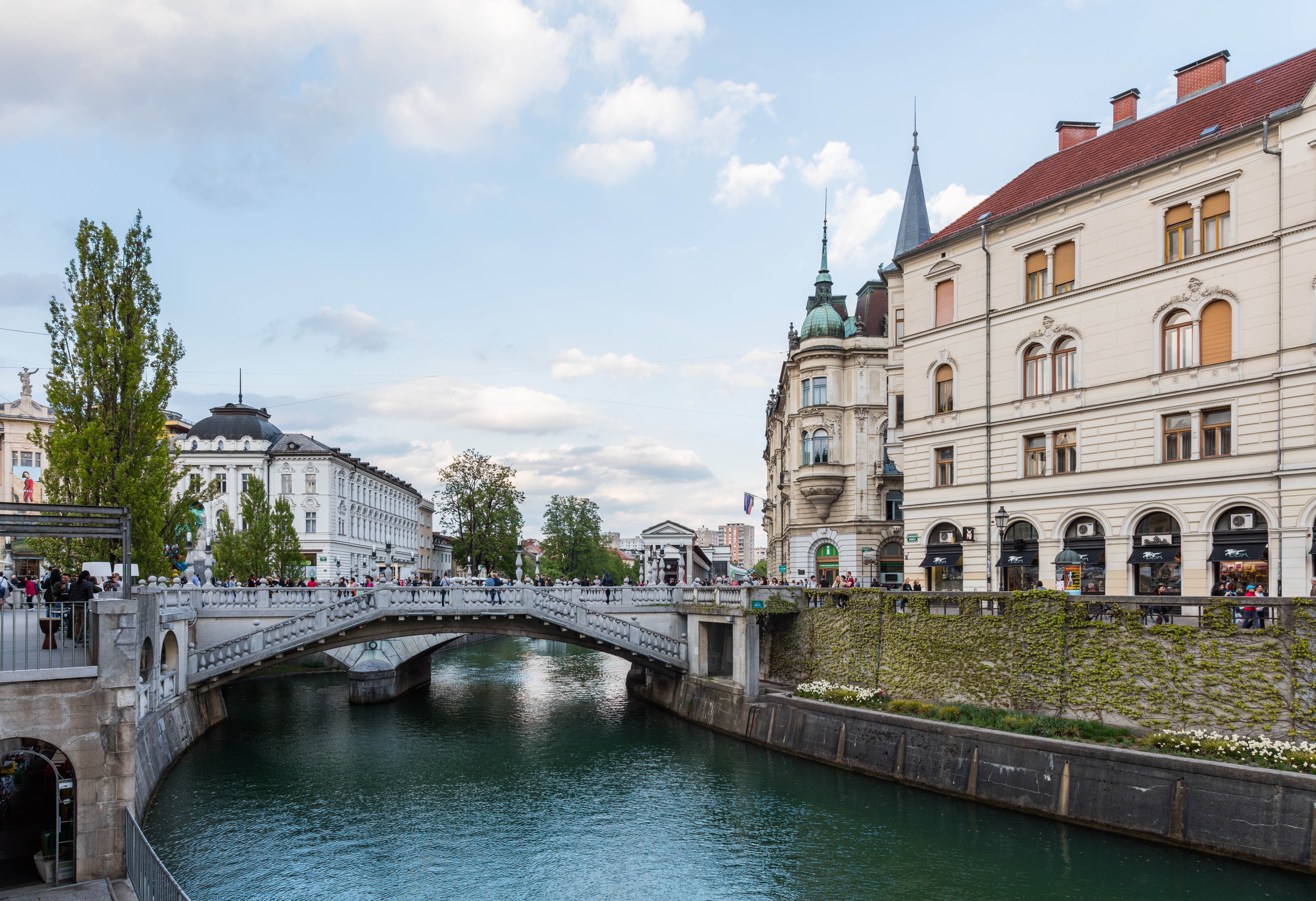
Řeka Lublaňka v centru Lublaně
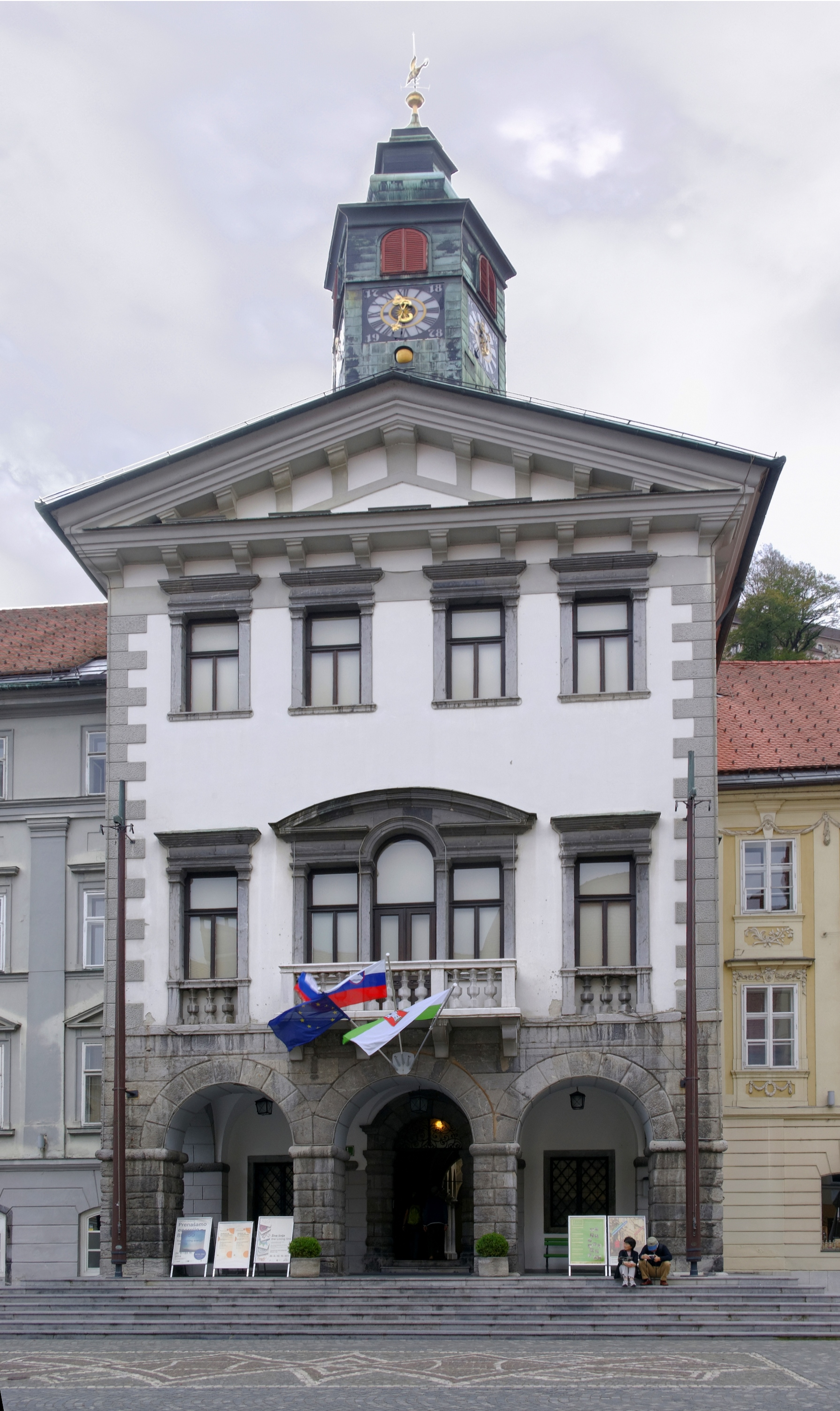
Radnice
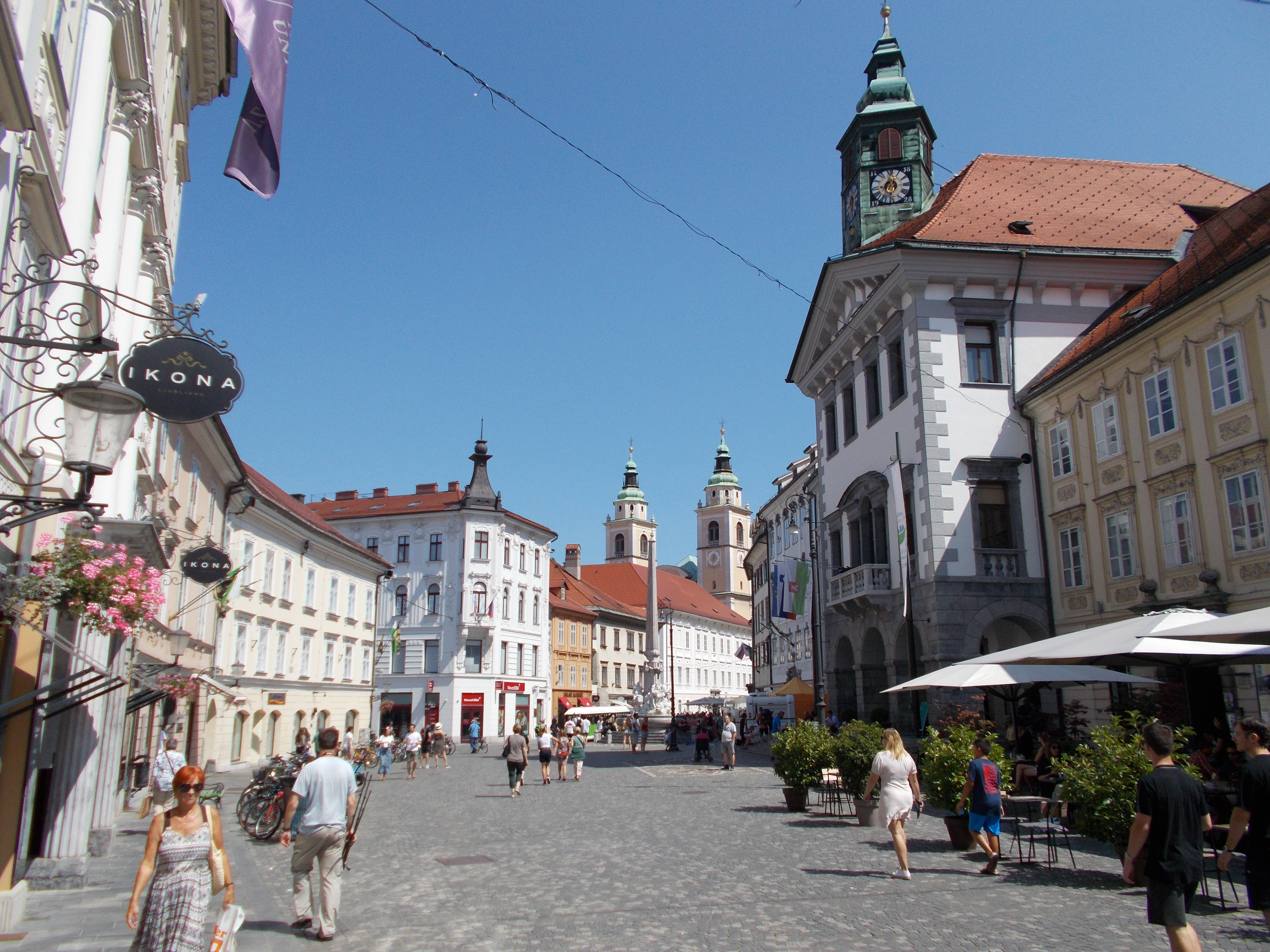
Městské náměstí
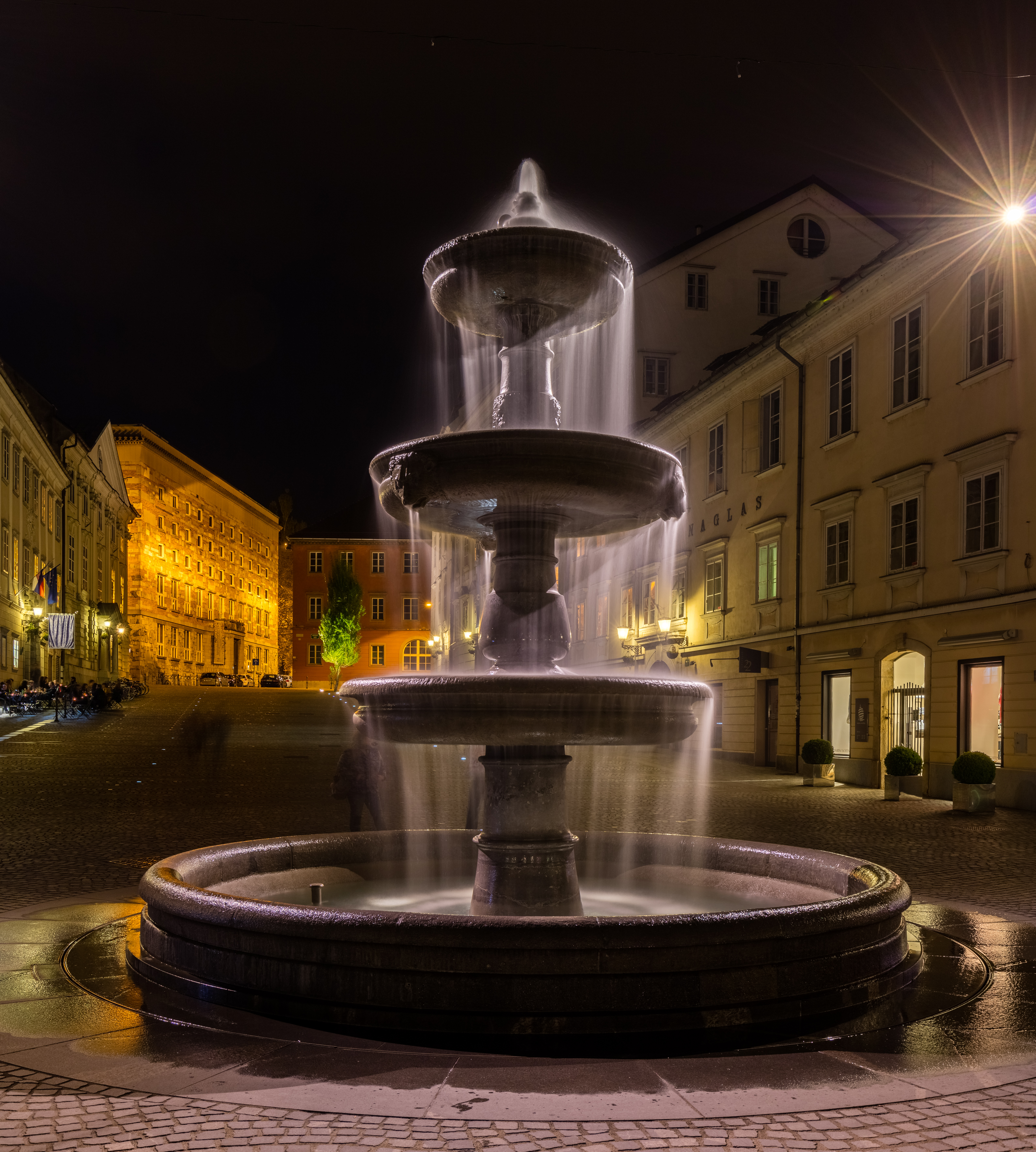
Kašna na novém náměstí
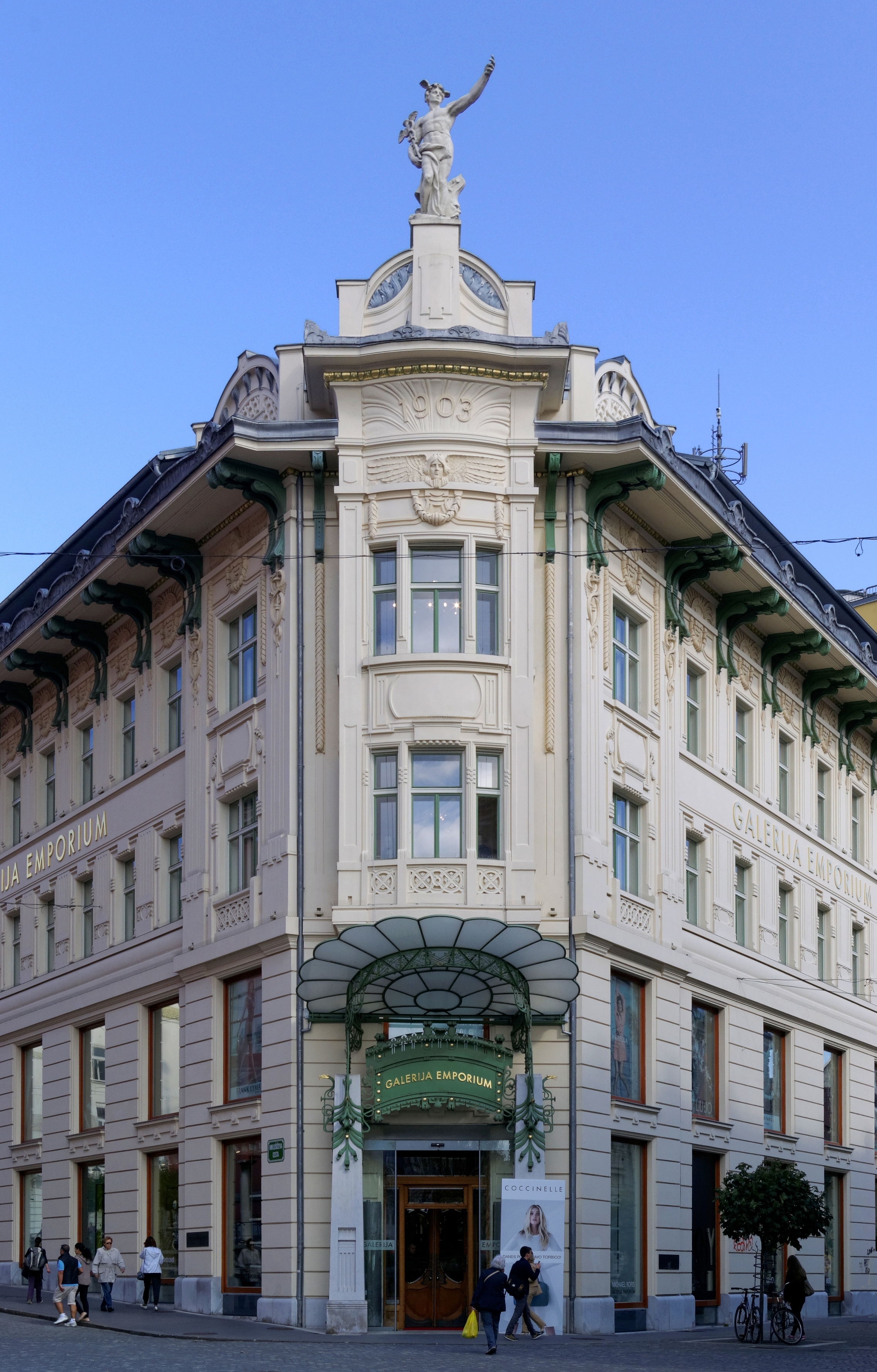
Prešerenovo náměstí
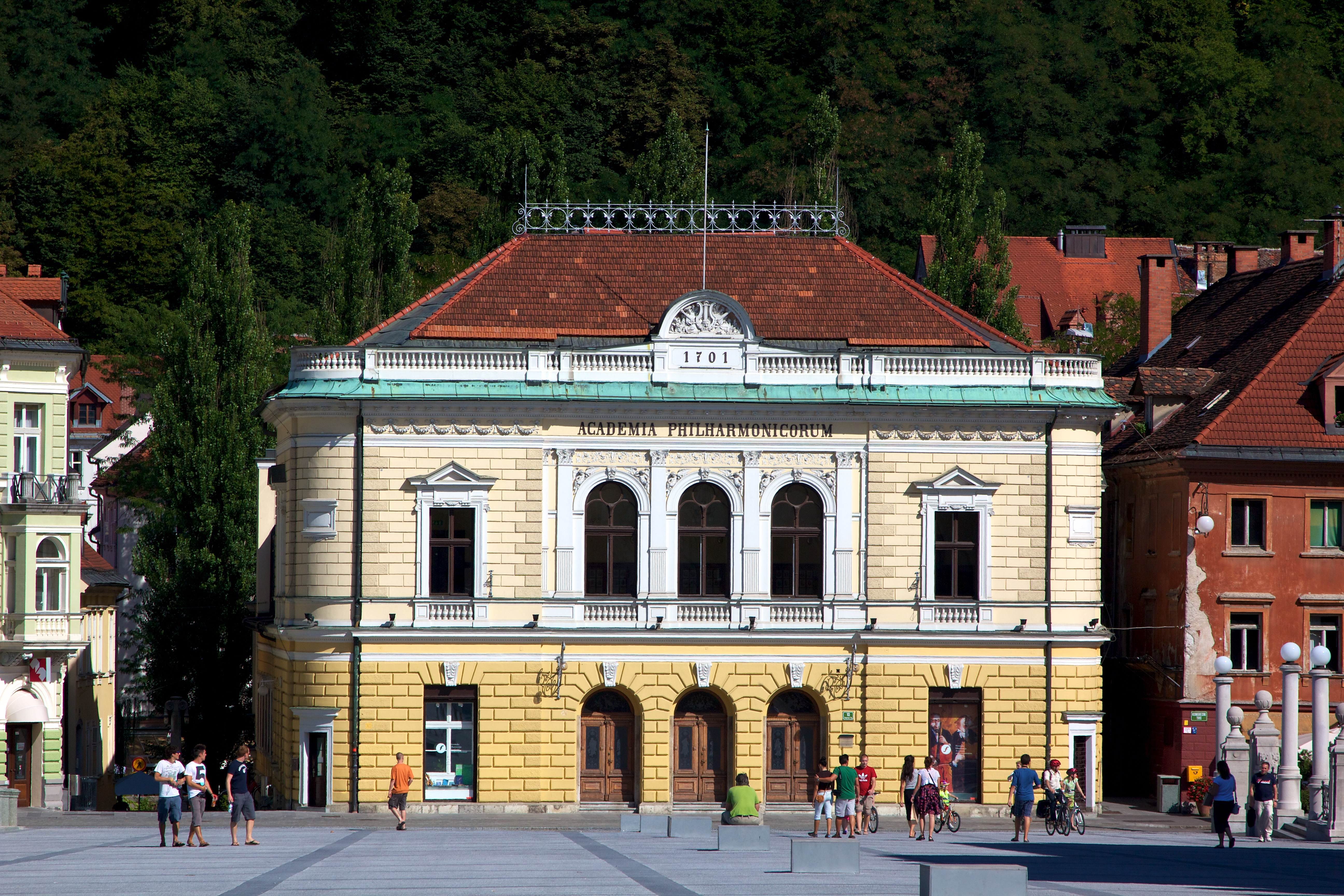
Budova slovinské filharmonie
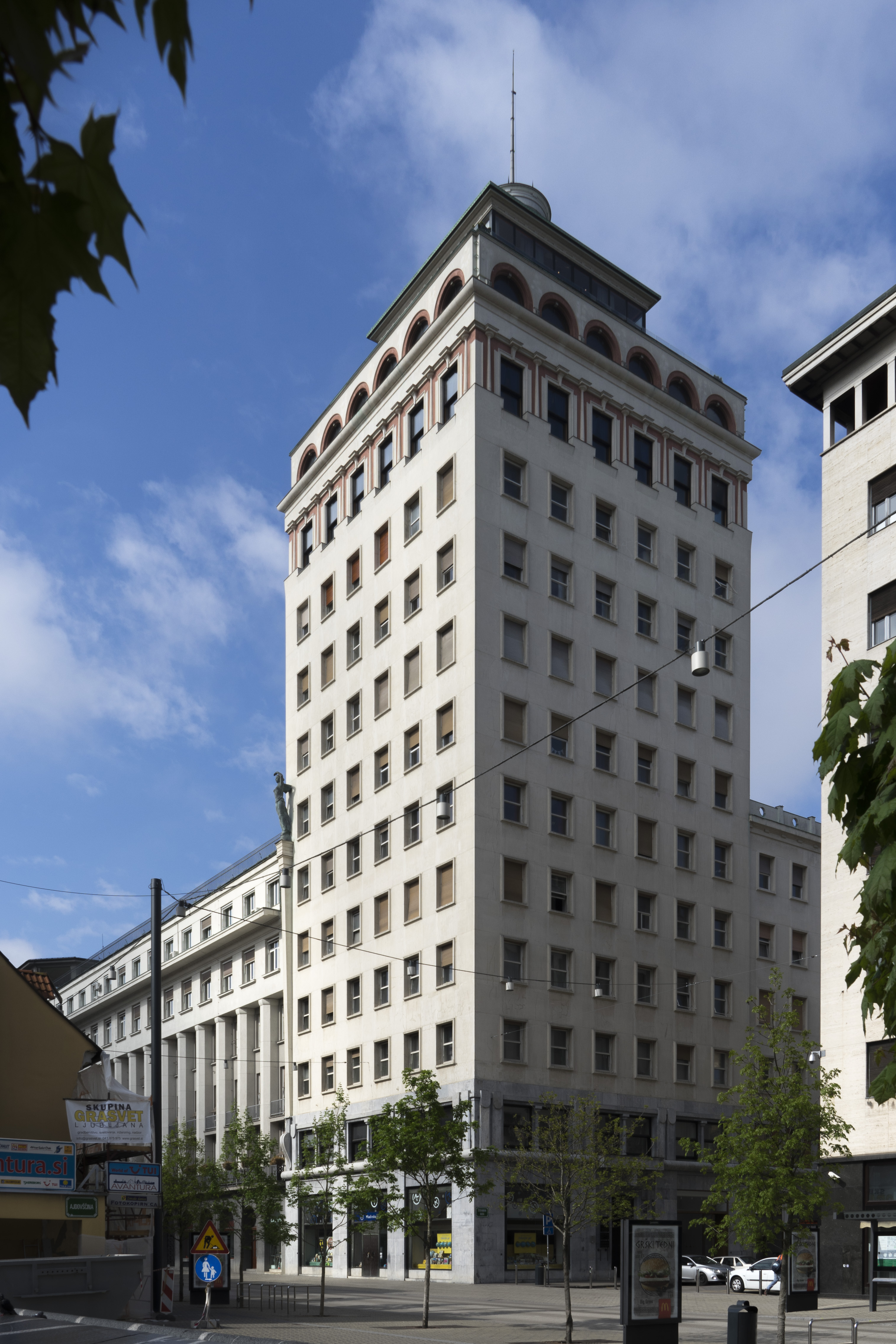
Nebotičnik
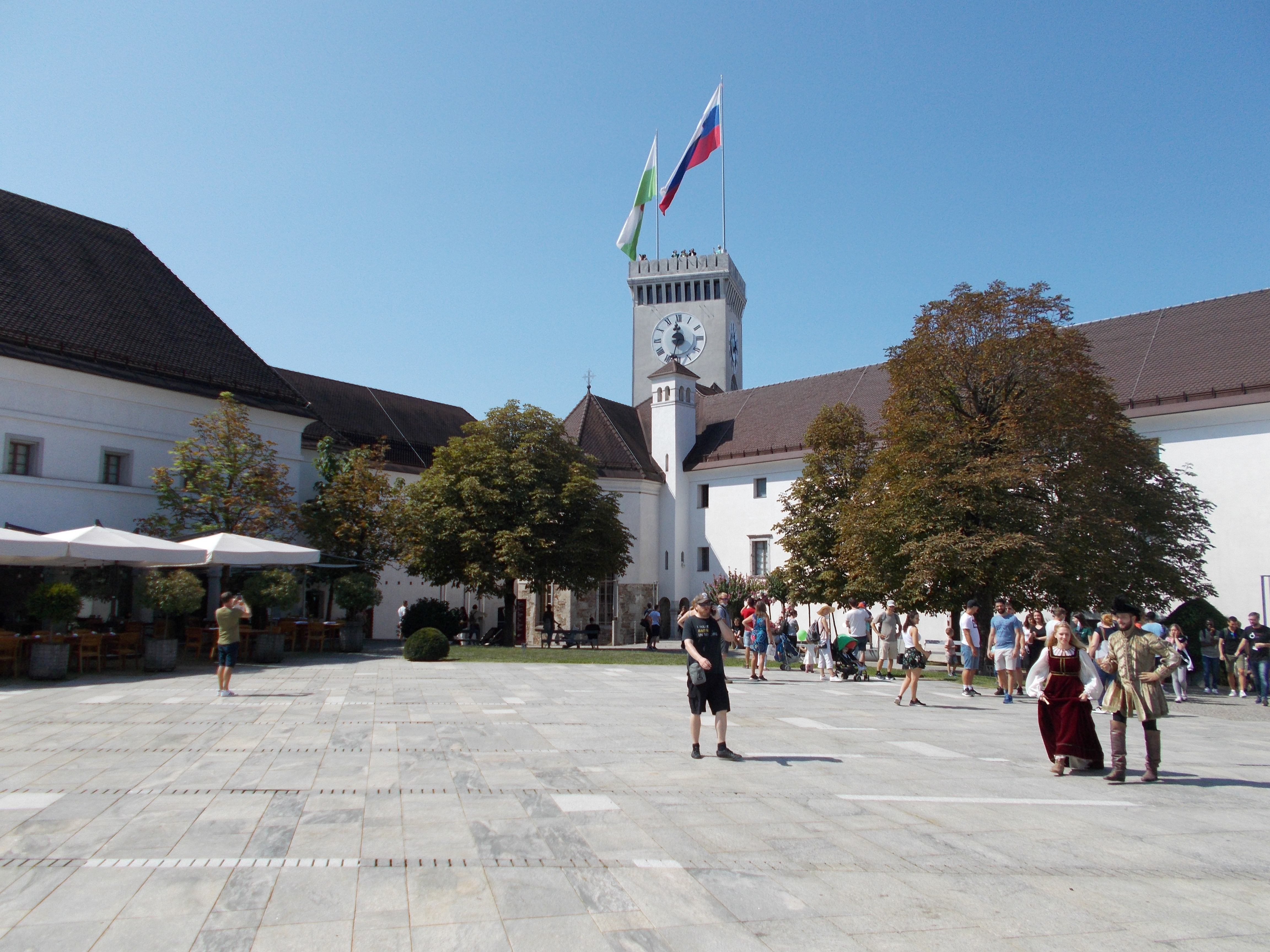
Lublaňský hrad

### Parky a další zeleň

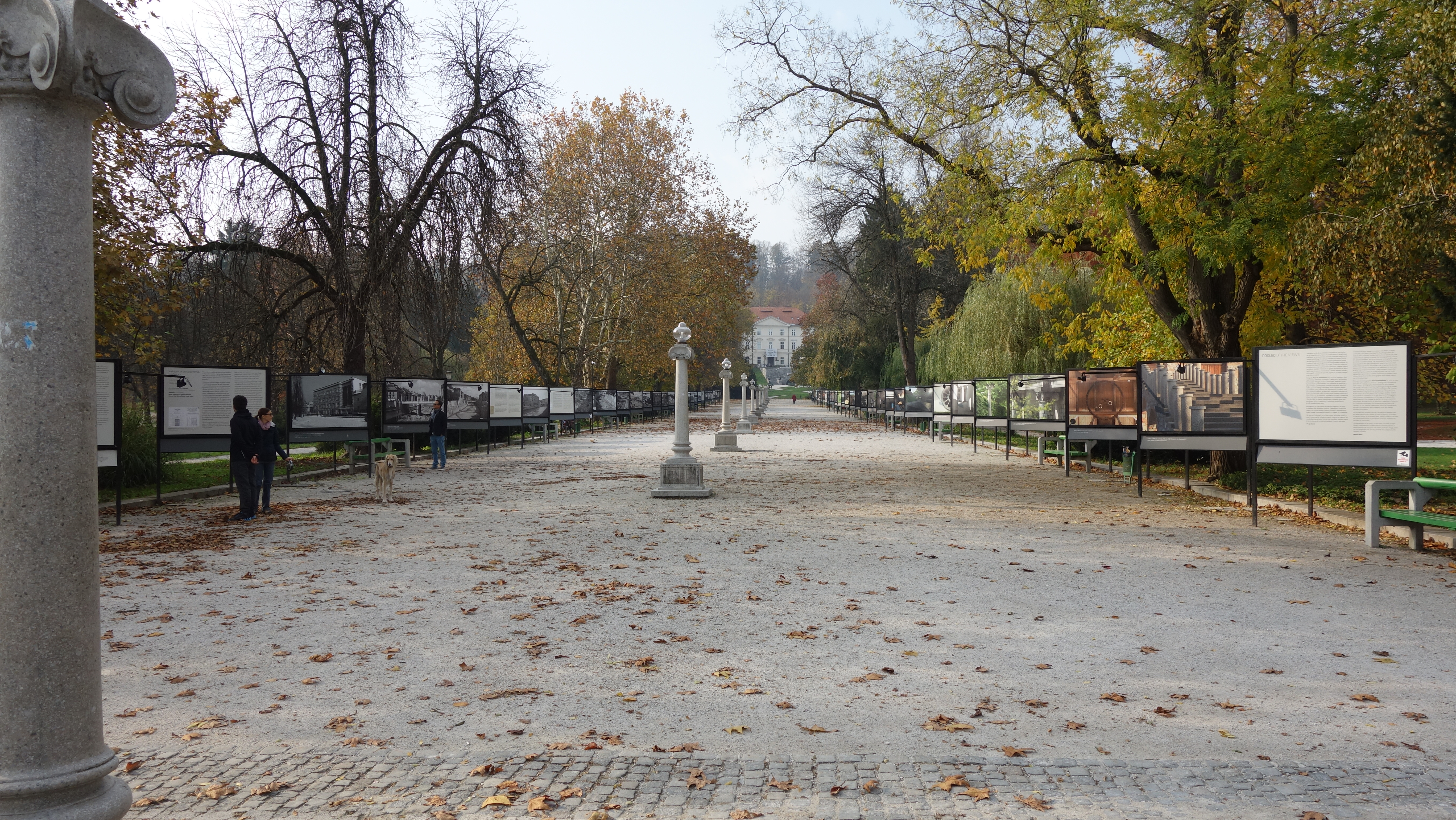
Městský park Tivoli

Městský park Tivoli (Mestni park Tivoli) je největším parkem v Lublani. Byl navržen v roce 1813 francouzským inženýrem Jeanem Blanchardem a nyní zaujímá plochu přibližně 5 km2. Mezi lety 1921 a 1939 byl renovován slovinským architektem Jožem Plečníkem, který vytvořil širokou centrální promenádu zvanou Jakopičova promenáda (Jakopičevo sprehajališče), nazvanou po předním slovinském impresionistickém malíři Rihardu Jakopiči. V parku jsou různé druhy stromů, květinové zahrady, řada soch a kašen. V parku stojí několik pozoruhodných staveb, mezi nimi zámek Tivoli, Národní muzeum současných dějin a sportovní hala Tivoli.
Krajinný park Tivoli (Rožnik in Šišenski hrib) se nachází v západní části města.
Lublaňská botanická zahrada (Ljubljanski botanični vrt) zabírá plochu 2,40 hektaru vedle křížení kanálu Gruber a řeky Lublaňky, jižně od starého města. Je centrální slovinskou botanickou zahradou a nejstarší kulturní, vědeckou a vzdělávací organizací v zemi. Začala fungovat v roce 1810 pod vedením France Hladnika. Z více než 4 500 druhů rostlin a poddruhů je zhruba třetina endemických pro Slovinsko, zbytek pochází z jiných evropských zemí a dalších kontinentů. Instituce je členem mezinárodní sítě Botanic Gardens Conservation International a spolupracuje s více než 270 botanickými zahradami po celém světě.
V roce 2014 za své environmentální úspěchy získala Lublaň cenu Evropské zelené hlavní město pro rok 2016.

### Ulice a náměstí

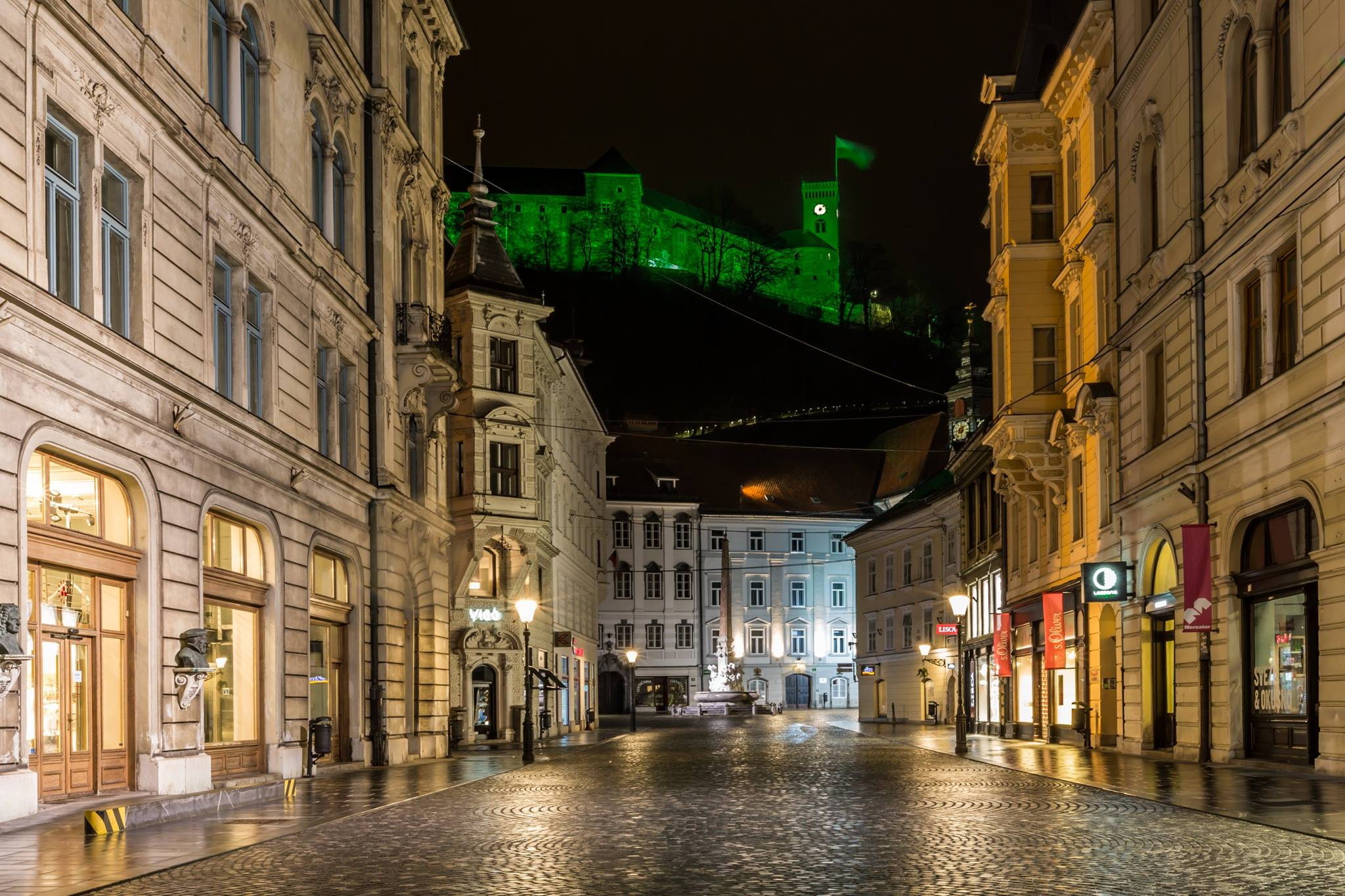
Stritarova ulice s Robbovou kašnou

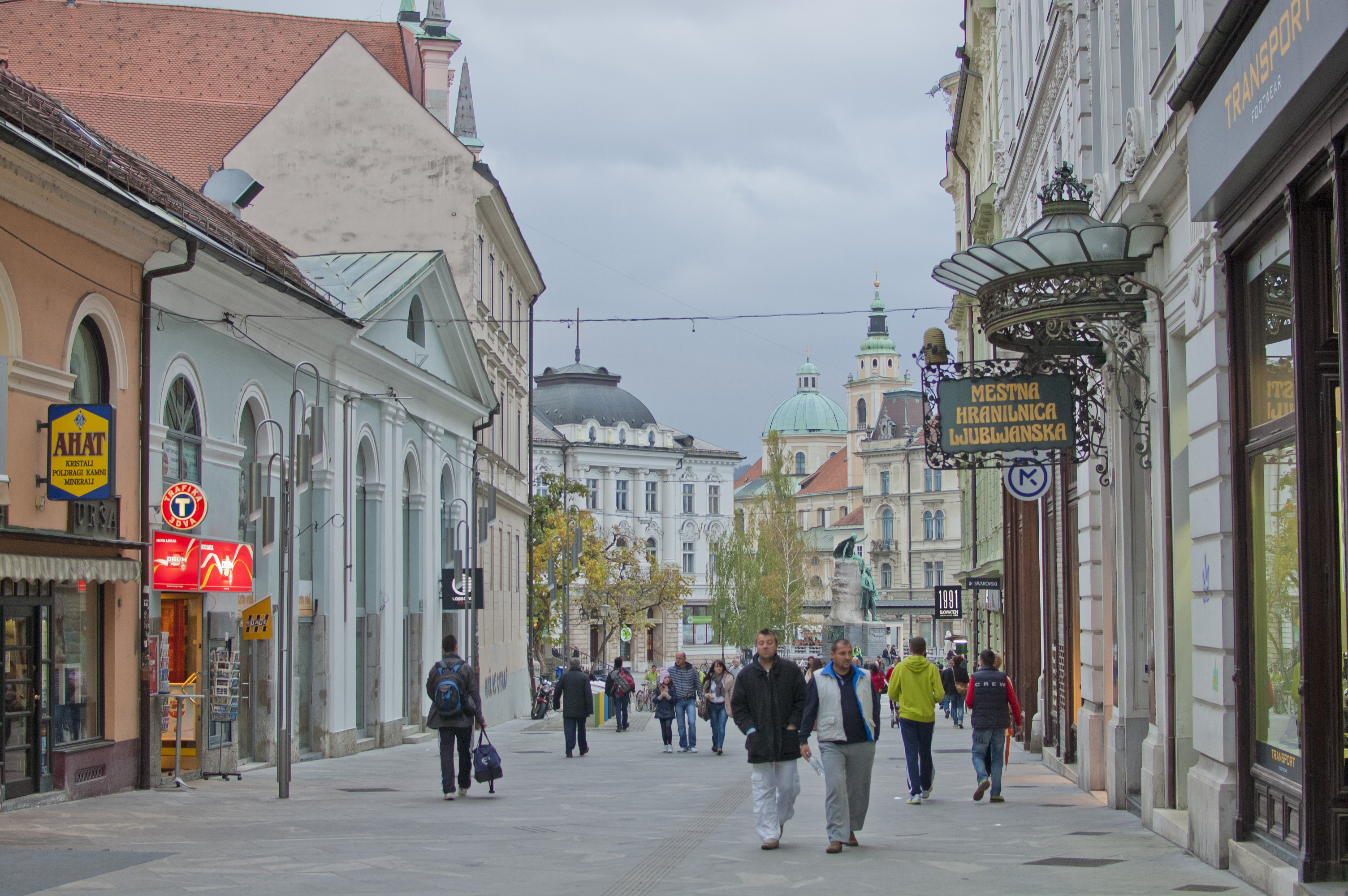
Čopova ulice

Lublaňské centrální náměstí, zvané Prešerenovo, existuje již od 18. století, ale moderní vzhled získalo až koncem 19. století. Po zemětřesení z roku 1895 navrhl Max Fabiani náměstí jako střed čtyř ulic a čtyř bank a v osmdesátých letech 20. století navrhl Edvard Ravnikar kruhový design a chodníky ze žulových bloků. Uprostřed náměstí stojí socha slovinského národního básníka France Prešerena s múzou. Prešerenský památník vytvořil v roce 1905 Ivan Zajec, zatímco podstavec navrhl Max Fabiani. Náměstí a okolí je od 1. září 2007 pěší zónou: přes náměstí jezdí pouze turistický vlak, který vozí turisty na Lublaňský hrad.
Náměstí republiky, dříve Náměstí revoluce, je největším náměstím v Lublani. V druhé polovině 20. století ho navrhl Edvard Ravnikar. Dne 26. června 1991 zde byla vyhlášena nezávislost Slovinska. Na severní straně stojí budova Národního shromáždění a na jižní straně Cankarův dům, největší slovinské kulturní a kongresové centrum. Na jeho východní straně stojí dvoupodlažní budova Maximarketu, také dílo Edvarda Ravnikara. Nachází se zde jeden z nejstarších obchodních domů v Lublani a kavárna, která je oblíbeným místem setkávání, místem politických rozhovorů a vyjednání.
Kongresové náměstí (Kongresni trg) je jedním z nejdůležitějších bodů města. Bylo postaveno v roce 1821 pro slavnostní účely, jako byl Lublaňský kongres, po kterém se jmenuje. Od té doby se stalo důležitým střediskem pro politické slavnosti, demonstrace a protesty, jako byla slavnost vzniku Království Jugoslávie, oslava osvobození Bělehradu, protesty proti jugoslávským orgánům v roce 1988 atd. Náměstí hostí také řadu významných budov, jako je palác Univerzity v Lublani, Filharmonická síň, Voršilský kostel Nejsvětější Trojice a budovu Matice slovinské. V centru náměstí leží Hvězdný park (Park Zvezda). V letech 2010 a 2011 bylo náměstí významně zrenovováno a nyní je většinou uzavřeno pro silniční dopravu na povrchu.
Čopova ulice (Čopova ulica) je hlavní třída v centru Lublaně. Ulice je pojmenována podle Matijovi Čopovi, literátovi z počátku 19. století a blízkém příteli slovinského romantického básníka France Prešerena. Vede od hlavní pošty (Glavna pošta) na Slovinské ulici (Slovenska cesta) směrem dolů na Prešerenovo náměstí a je lemována bary a obchody. Funguje jako pěší zóna a je považována za centrální promenádu hlavního města.

### Mosty

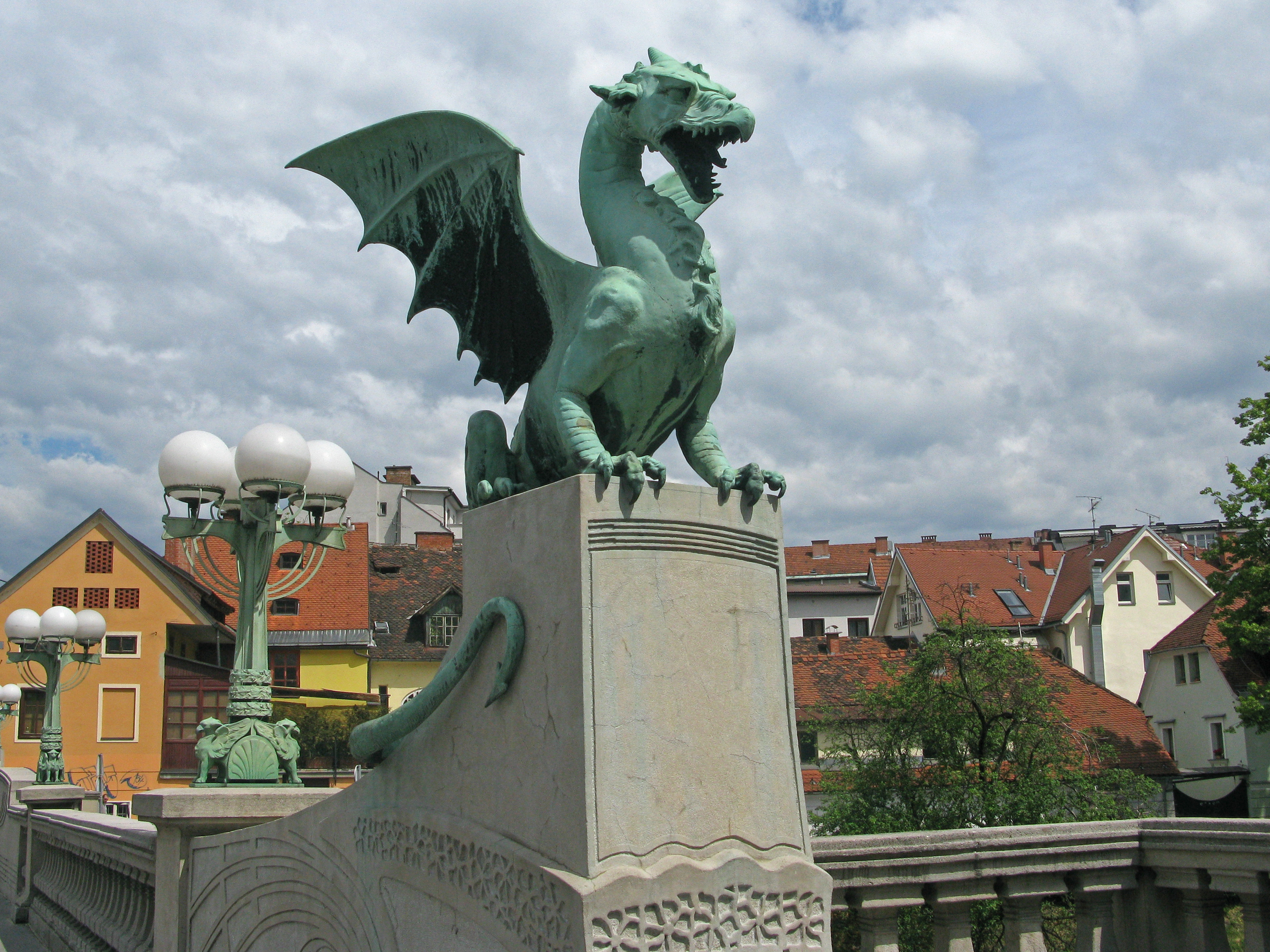
Dračí socha na Dračím mostě

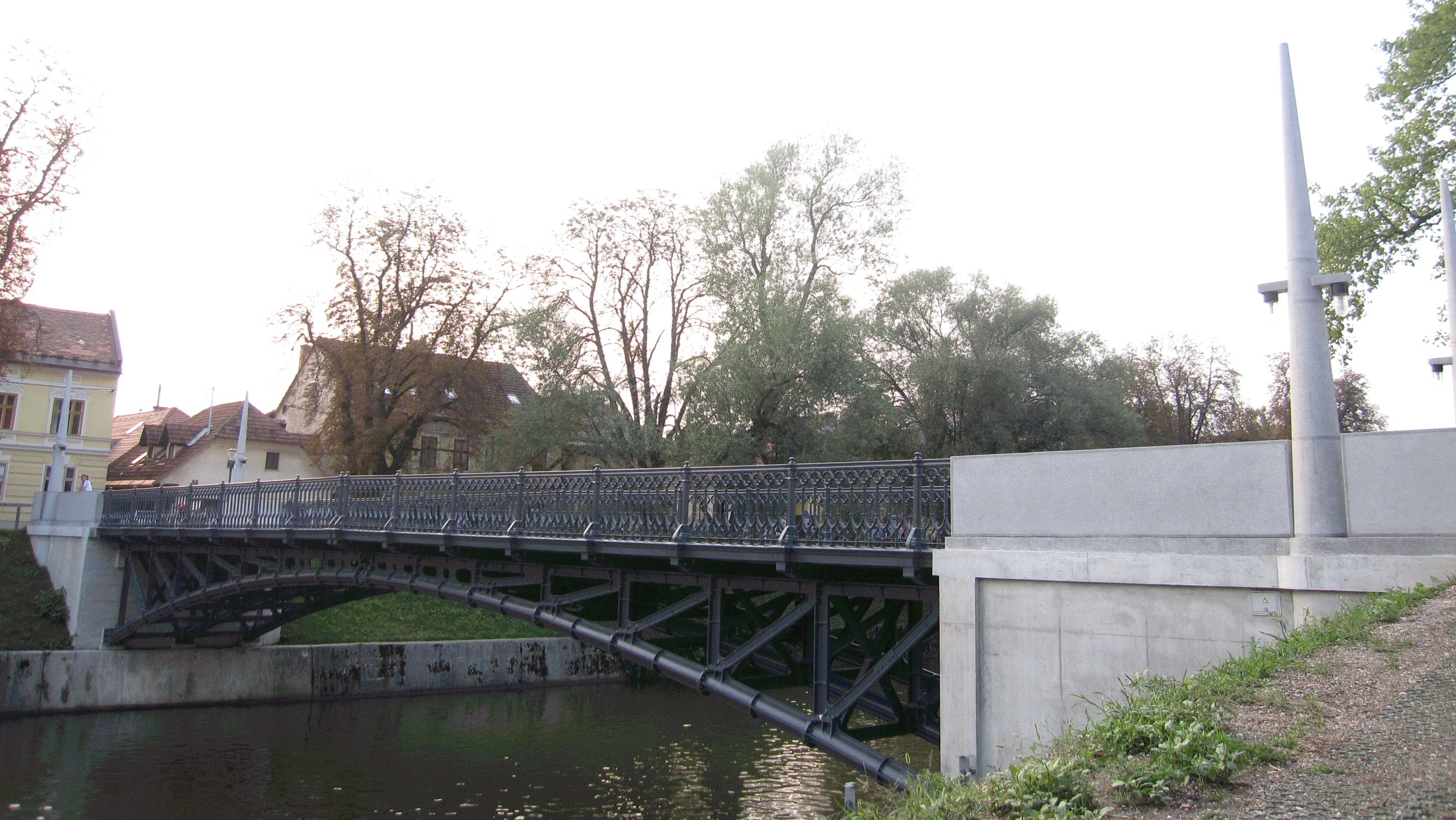
Kloubový Hradecký most

Mezi nejznámější mosty v Lublani, vyjmenované od severu k jihu, patří Dračí most (Zmajski most), Řeznický most (Mesarski most), Trojmostí (Tromostovje), Rybářská lávka (Ribja brv), Čevljarski most (Šuštarski most), Hradecký most (Hradeckega most) a Trnovský most (Trnovski most). Posledně zmíněný most vede přes řeku Gradaščicu, všechny ostatní vedou přes řeku Lublaňku.
Dračí most (Zmajski most) postavený v roce 1901 a zdobený dračími sochami na podstavcích ve čtyřech rozích mostu se stal symbolem města a je považován za jeden z nejkrásnějších příkladů mostů postavených ve stylu Vídeňské secese. Má rozpětí 33,34 metrů a jeho oblouk byl v době otevření třetí největší v Evropě. Je chráněn jako technická památka.

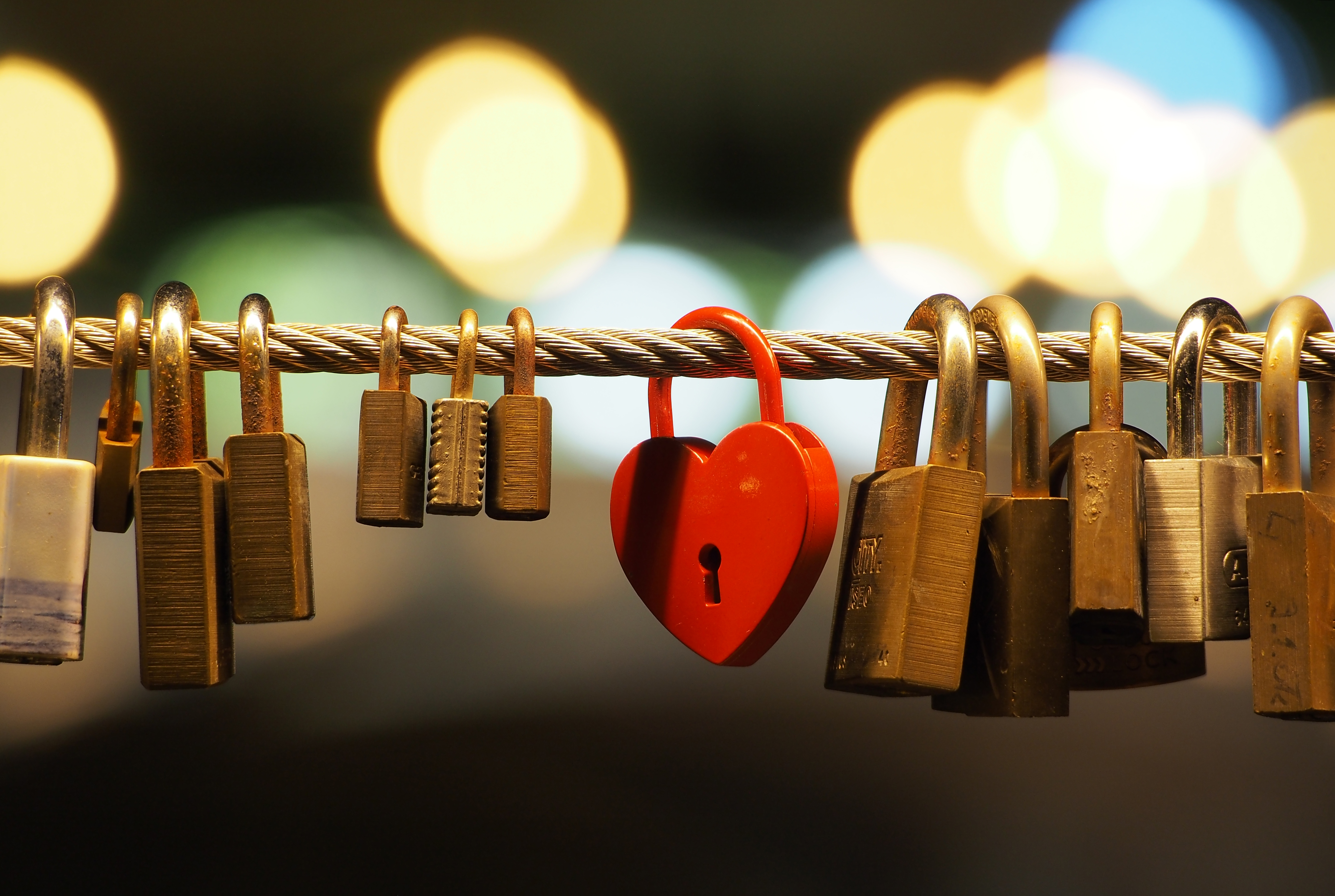
Zámky lásky na Řeznickém mostě

Ozdobený mytologickými bronzovými sochami, vytvořenými Jakovem Brdarem ze starověké řecké mytologie a biblických příběhů, Řeznický most (Mesarski most) spojuje ústřední tržnici a Petkovškovo nábřeží (Petkovškovo nabrežje). V Lublani je také znám jako most |zámků lásky.

Trojmostí (Tromostovje) je zdobeno kamennými balustrádami a kamennými lampami na všech třech mostech a vede k terasám s výhledem na řeku. Vytváří centrální bod na východozápadní ose, spojující městský park Tivoli s kopcem Rožnik na jedné straně a Lublaňský hrad na straně druhé, a severojižní ose jdoucí přes město, reprezentované řekou. Aby se odstranil úzký profil, byl mezi lety 1929 a 1932 zvětšen tím, že k historickému střednímu mostu byly přidány dva boční mosty pro pěší.
Rybářská lávka nabízí krásný výhled na sousední Trojmostí na severu a na jih na Čevljarski most. Jde o průhledný skleněný most, který je v noci osvětlený vestavěnými LED diodami. Původně šlo od roku 1991 o most dřevěný a zdobený květinami, přestavěn ze skla byl při rekonstrukci v roce 2014. Již v roce 1895 plánoval Max Fabiani na tomto místě stavbu mostu, v roce 1913 zde plánoval Alfred Keller schodiště, později jej zapracoval do svých plánů Jože Plečnik, nebyly však realizovány.
Ševcovský most či Šuštarski most (Čevljarski most, Šuštarski most, od německého Schuster – obuvník) z roku 1930 je další Plečnikovo dílo spojující dvě hlavní oblasti středověké Lublaně. Je vyzdoben dvěma typy sloupů, korintskými pilíři, které vymezují tvar samotného mostu, a ionickými pilíři sloužícími jako stojany pro pouliční svítilny.

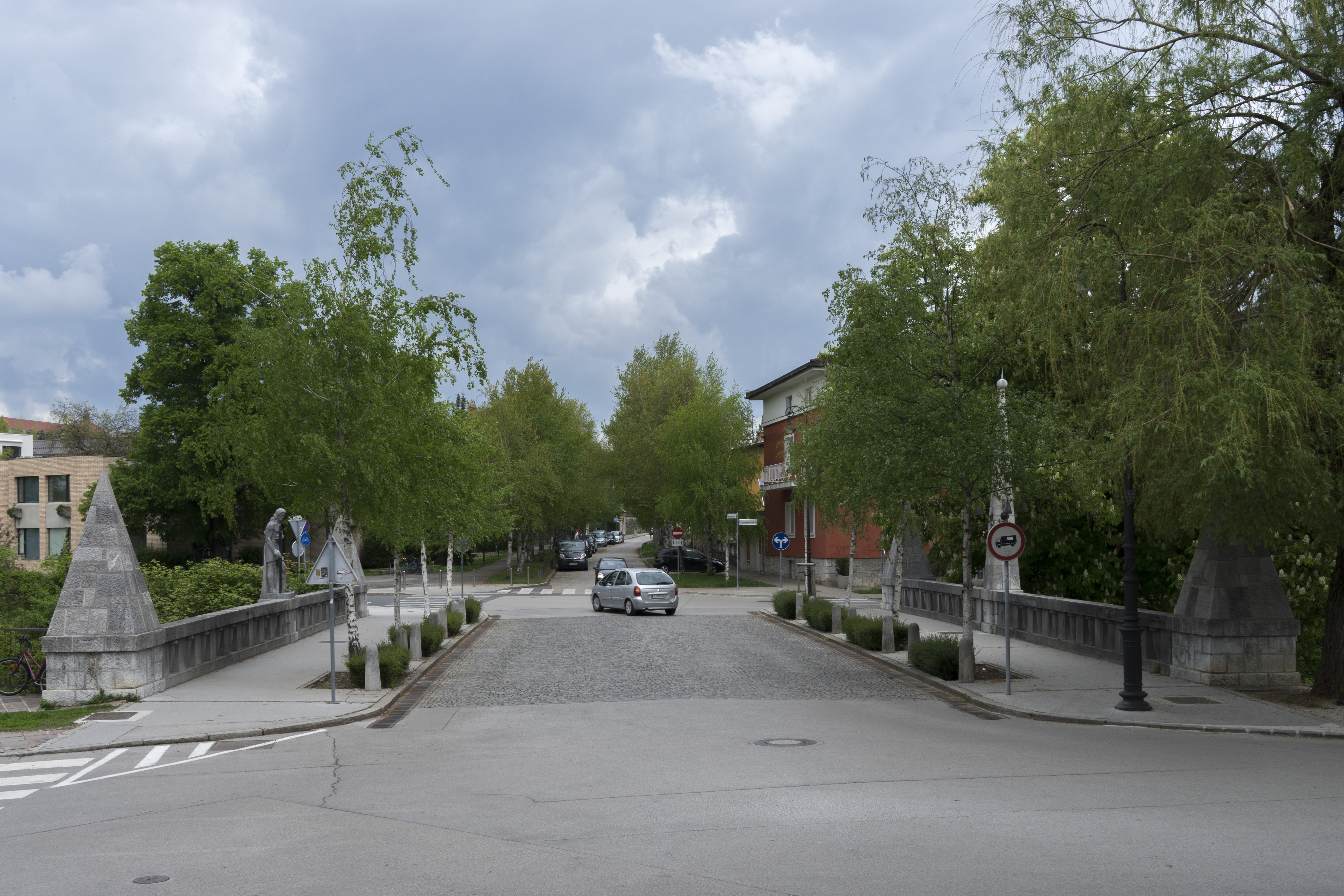
Trnovský most

Trnovský most (Trnovski most) je nejvýznamnějším objektem Plečnikovy rekonstrukce břehů Gradaščice. Nachází se před Trnovským kostelem, jižně od centra města. Spojuje blízké Krakovo a Trnovo, nejstarší lublaňská předměstí, známá svými zahradami a kulturními akcemi. Byl postaven v letech 1929 až 1932. Je význačný svou šířkou a dvěma řadami bříz, které nese, protože měl sloužit jako veřejný prostor před kostelem. Každý roh mostu je uzavřen malou pyramidou, Plečnikovým podpisovým vzorem, zatímco v polovině rozpětí se nachází sochy dvou mužů ve stylu art deco. Na mostě je také socha sv. Jana Křtitele, patrona trnovského kostela. Socha byla navržena Nikolajem Pirnatem.
Hradecký most (Hradeckega most) je jedním z nejstarších zavěšených mostů na světě, je nejstarším zachovalým litinovým mostem ve Slovinsku a jedním z nejhodnotnějších svými technickými vymoženostmi. Je umístěn na prodloužení Hrenovi ulice (Hrenova ulica), mezi Krakovským (Krakovski nasip) a Grudnovým nábřežím (Grudnovo nabrežje), spojujícím čtvrtě Trnovo a Prule s centrální částí. Hradecký most byl vyroben podle plánů vedoucího inženýra Johanna Hermanna z Vídně a původně instalován v Lublani v roce 1867 na místě dnešního Ševcovského mostu (Čevljarski most); v roce 2011 byl přemístěn na současnou lokalitu.

## Kultura
Lublaňský dialekt (ljubljanščina) je součástí skupiny horno gorenských nářečí. Lublaňské nářečí je použito i v literatuře, např. v románu Nekdo Druk od Branka Gradišnika a v básni Pika Nogavička Andreje Rozmana.
Lublaň v knihách též vystupuje, např. v románu The Historian Elisabeth Kostové (kde je nazývána svým římským jménem Emona) či v románu Paula Coelha Veronika se rozhodla zemřít.

### Festivaly
Každoročně se ve městě koná více než 10 000 kulturních akcí, včetně deseti mezinárodních divadelních, hudebních a uměleckých festivalů. Lublaňský festival (věnovaný převážně vážné hudbě), založený v roce 1953, je jedním z nejstarších festivalů v bývalé Jugoslávii. Mezi hosty patřili Dubravka Tomšičová, Marjan Lipovšeková, Tomaž Pandur, Katia Ricciarelliová, Grace Bumbry, Yehudi Menuhin, Mstislav Rostropovič, José Carreras, Slid Hampton, Zubin Mehta, Vadim Repin, Valeriy Gergiev, Andrew Davis, Danjulo Ishizaka, Midori, Jurij Bashmet, Ennio Morricone či Manhattan Transfer. Z orchestrů vystoupily Newyorská filharmonie, Izraelská filharmonie, britská Královská filharmonie, orchestr Velkého divadla z Moskvy, La Scala z Milána a Mariinské divadlo z Petrohradu. V posledních letech se uskutečnilo 80 různých typů akcí a navštívilo je 80 000 návštěvníků ze Slovinska a ze zahraničí.
V létě se v Lublani pravidelně koná jazzový festival, člen Evropské jazzové sítě. Například v roce 2015 představil 19 koncerty umělce z 19 zemí, včetně oslavy 75. narozenin bluesového kytaristy Jamese Blood Ulmera. V roce 2018 proběhl 59. ročník tohoto festivalu.
Během Týdne knihy se každý rok na Světový den knihy konají různé akce a i prodej knih na Kongresovém náměstí. Bleší trh se koná každou neděli ve Starém městě. Navečer Svátku práce se na kopci Rožnik koná oslava s ohněm.

### Muzea a umělecké galerie

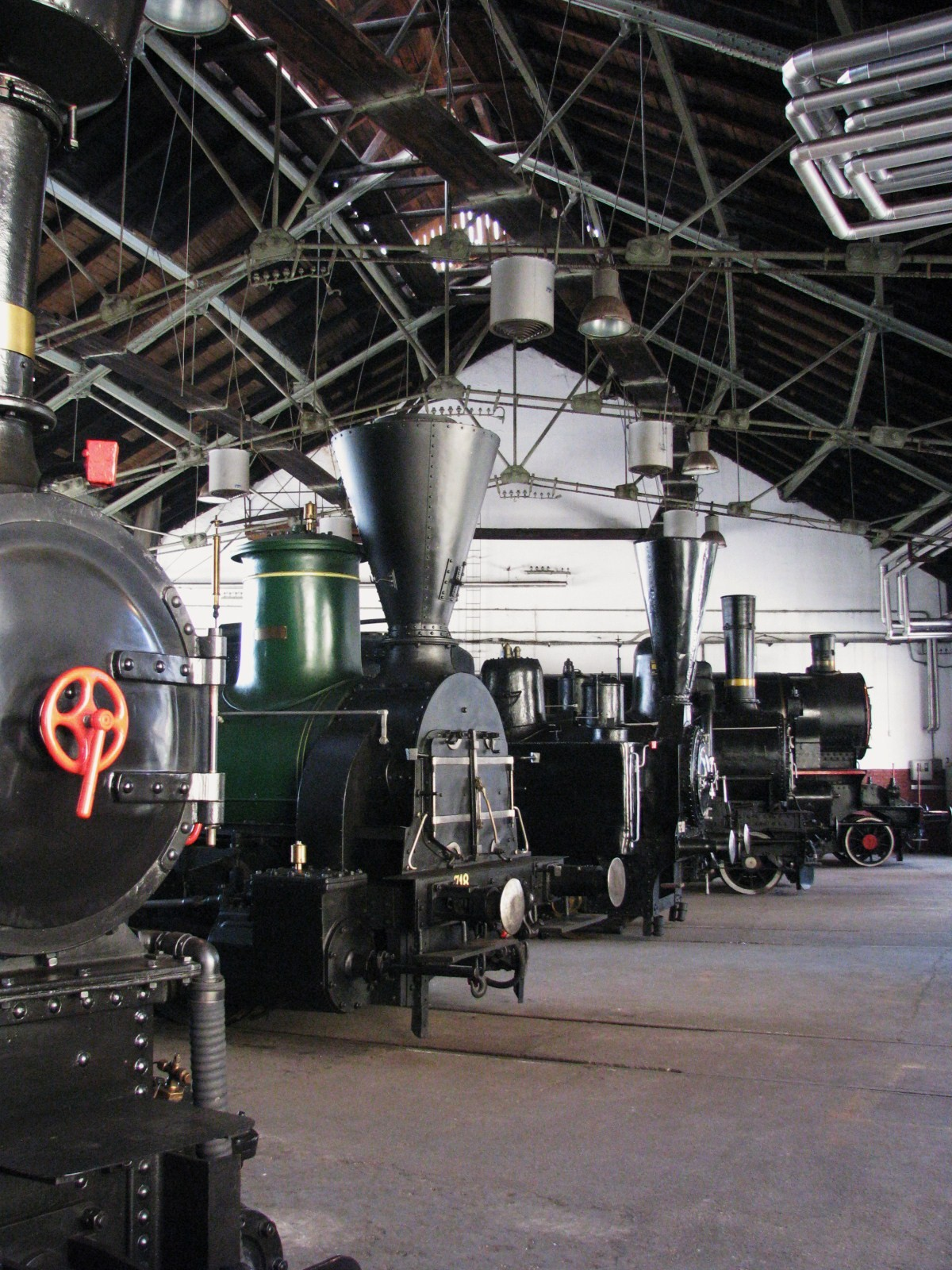
Interiér slovinského železničního muzea

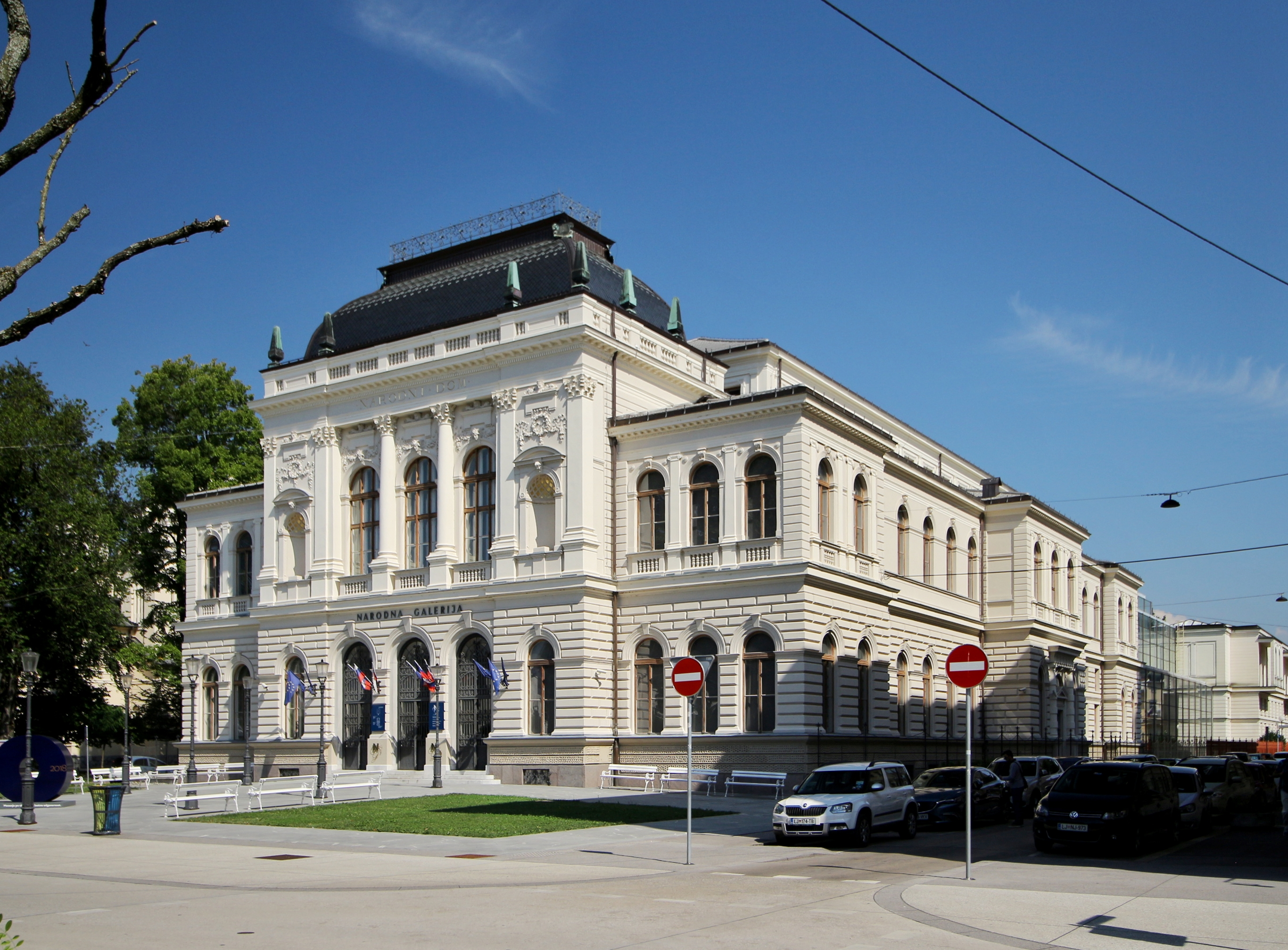
Hlavní budova Slovinské národní galerie

V Lublani je mnoho historických a uměleckých muzeí a galerií. První muzeum bylo založeno roku 1821 a jeho pokračovatelem je dnešní Slovinské národní muzeum. První galerií soudobého umění byl Jakopičův pavilon, který byl v první polovině 20. století ústředním výstavním místem slovinských umělců. Na začátku šedesátých let jej následovala Městská umělecká galerie v Lublani, která vystavuje řadu moderních slovinských i zahraničních umělců. K roku 2018 bylo v Lublani 13 muzeí a uměleckých galerií. Je zde například architektonické muzeum, železniční muzeum, sportovní muzeum, muzeum moderního umění, muzeum současného umění, Slovinské přírodovědecké muzeum a Slovinské etnografické muzeum.
Slovinská národní galerie (Narodna galerija), založená v roce 1918, a Muzeum moderního umění (Moderna galerija) ukazují nejvlivnější slovinské umělce. V roce 2006 muzea navštívilo 264 470 návštěvníků, galerie 403 890 a divadla 396 440. Metelkovo muzeum současného umění (Muzej sodobne umetnosti Metelkova), otevřené v roce 2011, hostí řadu souběžných výstav, vědeckou knihovnu, archivy a knihkupectví.

### Zábava a divadelní umění

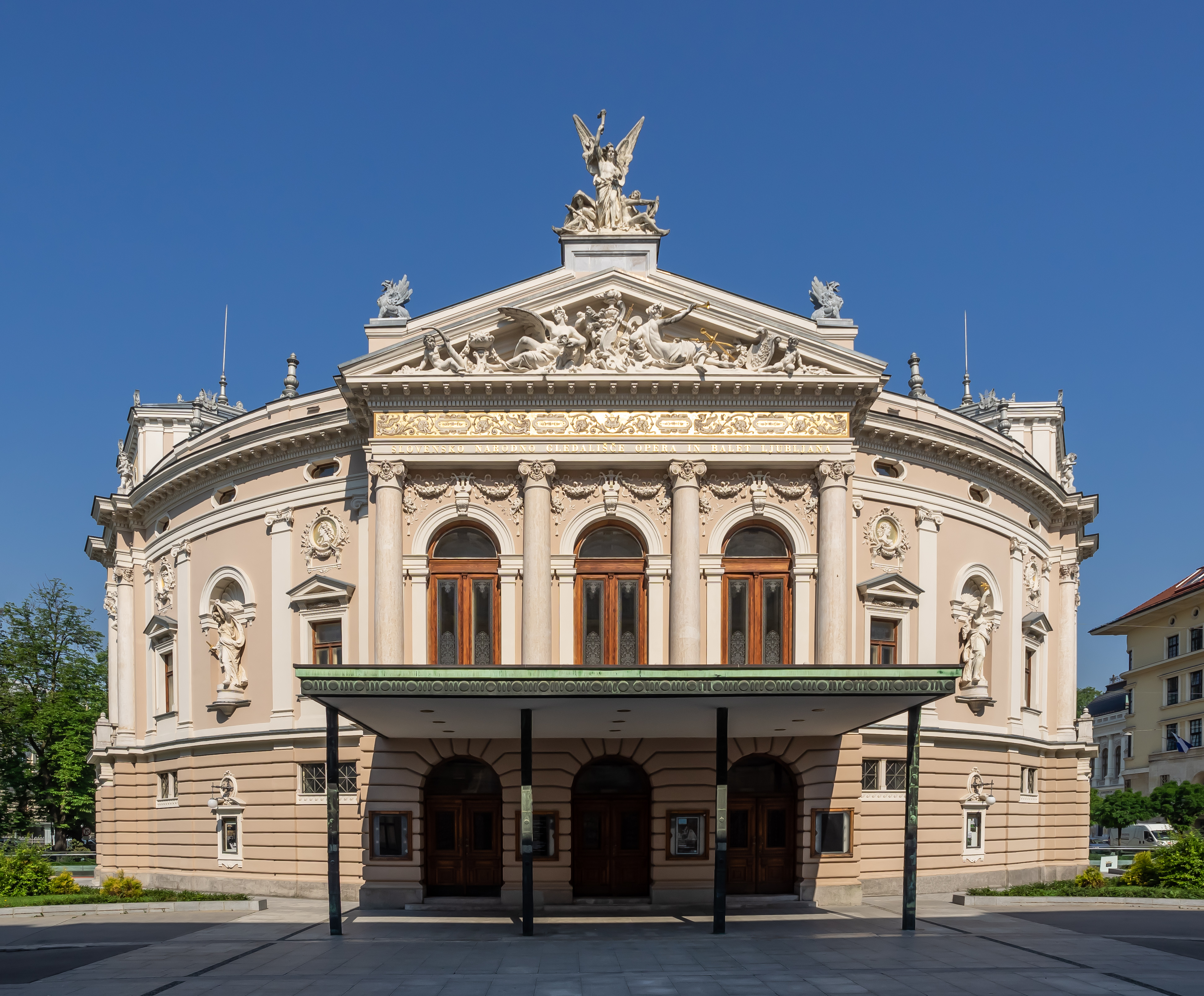
Průčelí Divadla opery a baletu, architekt Jan Vladimír Hráský

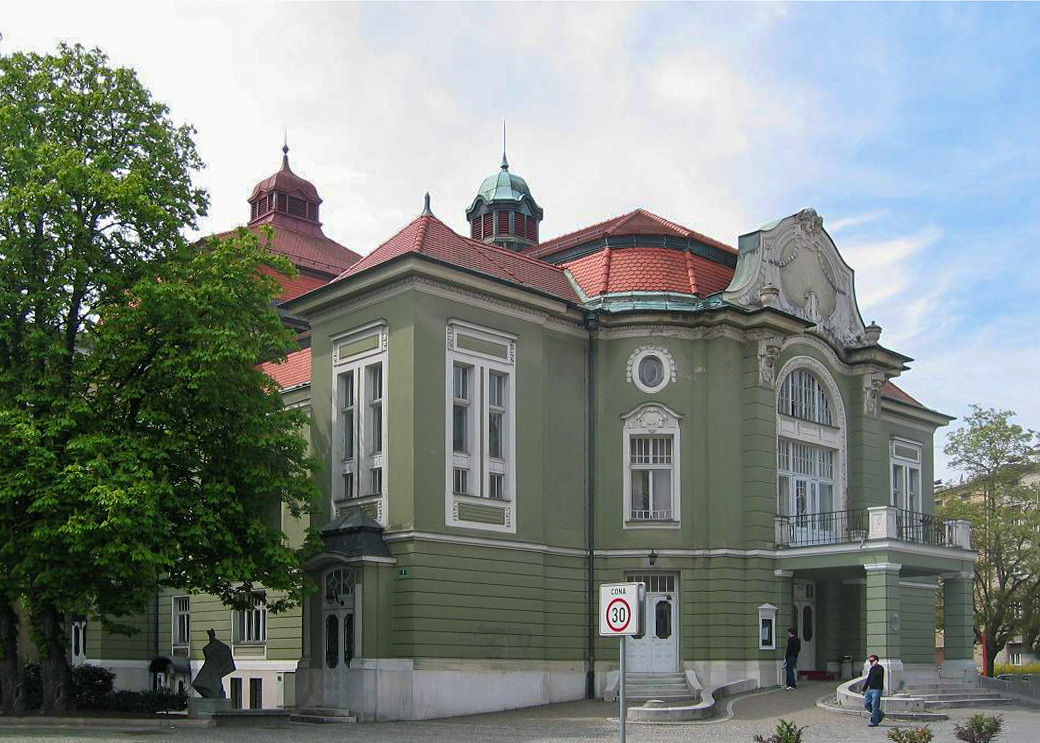
Slovinské národní divadlo

Cankarův dům je největší slovinské kulturní a kongresové centrum s několika sály a velkým foyerem, v němž se konají umělecké festivaly, umělecká představení, knižní veletrhy a další kulturní akce.
Kino
Kino se v Lublani objevilo poprvé na přelomu 19. a 20. století a mezi obyvateli rychle získalo oblibu. Po druhé světové válce byla založena Kinofilmová společnost Lublaň později přejmenovaná na Jugoslovanska kinoteka, která začala spravovat řadu v té době fungujících kin v Lublani. V šedesátých letech se konala řada filmových festivalů a v roce 1963 se otevřela filmotéka. S příchodem televize, videa a internetu byla většina kin v Lublani uzavřena a kino se převážně přesunuto do Koloseje, multiplexu v obchodním centru BTC City. Je tvořen dvanácti filmovými sály. Zbývajícími kiny jsou Kino Komuna, Kinodvor, kde se promítají umělecké filmy s doprovodným programem, a Slovenska kinoteka.
Klasická hudba, opera a balet
Slovinská filharmonie je ústřední hudební institucí v Lublani a ve Slovinsku. Pořádá koncerty vážné hudby domácích i zahraničních umělců, stejně jako vychovává mladé lidi. Byla založena v roce 1701 jako součást Academia Operosorum Labacensium (předchůdce Slovinské akademie věd a umění) a je jednou z nejstarších takových institucí na světě.
Slovinské národní divadlo (Slovensko narodno gledališče Drama Ljubljanat) také sídlí v Lublani a uvádí širokou škálu domácích i zahraničních, moderních a klasických, operních, baletních a koncertních děl. Jeho součástí je i Divadlo opery a baletu (Slovensko narodno gledališče Opera in balet Ljubljana), které slouží jako národní operní a baletní dům. Jeho neorenesanční budovu navrhli čeští architekti Jan Vladimír Hráský a Antonín Hrubý.
Divadlo
Divadlo má v Lublani bohatou tradici, počínaje prvním divadelním představením ve slovinštině v roku 1867. Vedle Slovinského národního divadla působí v Lublani řada drobných souborů, které se zabývají především fyzickým divadlem (např. Betontanc), pouličním divadlem (např. Ana Monro Theatre), improvizačními zápasy (Impro liga) a improvizačním divadlem (např. Divadlo IGLU). Oblíbenou formou je loutkové divadlo, převážně v Loutkovém divadle Lublaň (Lutkovno gledališče Ljubljana).
Tanec
Moderní tanec byl poprvé předveden v Lublani koncem 19. století a od konce dvacátých let se rychle rozvinul. Od konce dvacátých let 20. století, kdy byla v Lublani založena první škola moderního tance ve Slovinsku, taneční škola Mary Wigmanové, byla tato oblast úzce spojena s rozvojem v Evropě a ve Spojených státech. Plesni teater Ljubljana je dnes jediným místem v Lublani věnovaným modernímu tanci. V ulicích se navíc provozuje velmi populární společenský tanec.
V Lublani působí také několik lidových tanečních skupin.

### Populární městská kultura a alternativní scéna

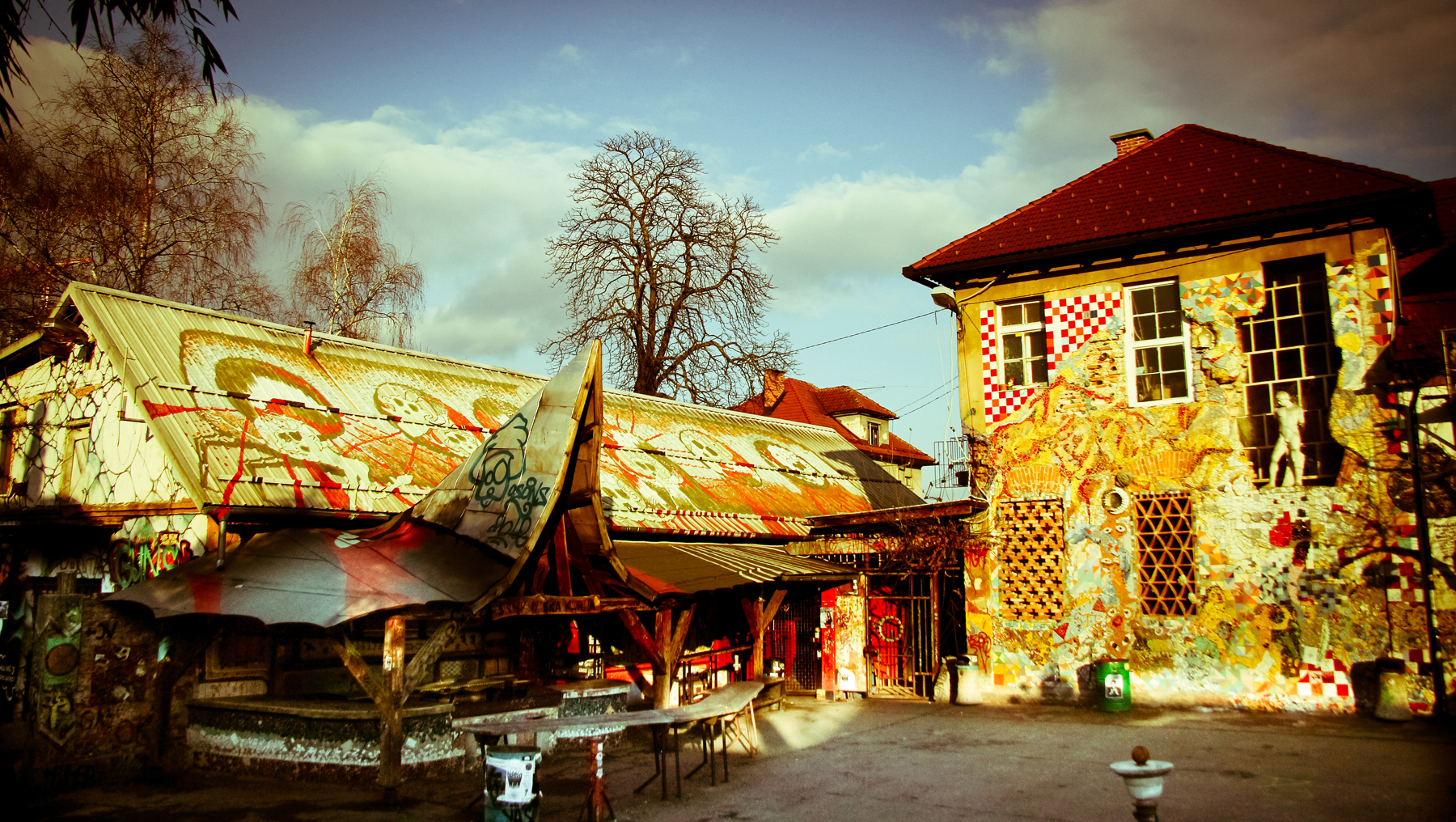
Budova Barn v Metelkově

Příliv mladých lidí do centra města v 80. letech 20. století spoluzpůsobil nástup subkultur a začala se rozvíjet také alternativní kultura, organizovaná kolem dvou studentských organizací (ŠKUC a ŠKD Forum). Spolupřispěla k politickým a společenským změnám a k založení alternativních center umění.
Metelková a Rog
Lublaňským ekvivalentem kodaňské Christiánie je samozvaná autonomní Metelkova čtvrť, která vznikla v bývalých rakousko-uherských kasárnách postavených v roce 1882 (dokončeny v roce 1911). V roce 1993 bylo sedm budov a 12 500 m² ploch přeměněno na umělecké galerie, umělecká studia a sedm nočních klubů, včetně dvou homosexuálních, kde se hraje celé spektrum hudby od hardcore přes jazz, dub, až po techno. Nedaleko Metelkova se nachází Celica hostel se všemi pokoji vyzdobenými uměleckými díly Metelkových umělců a nová část Muzea současného umění.
Další alternativní kulturní centrum se nachází v bývalé továrně Rog.
Kulturní čtvrť Šiška

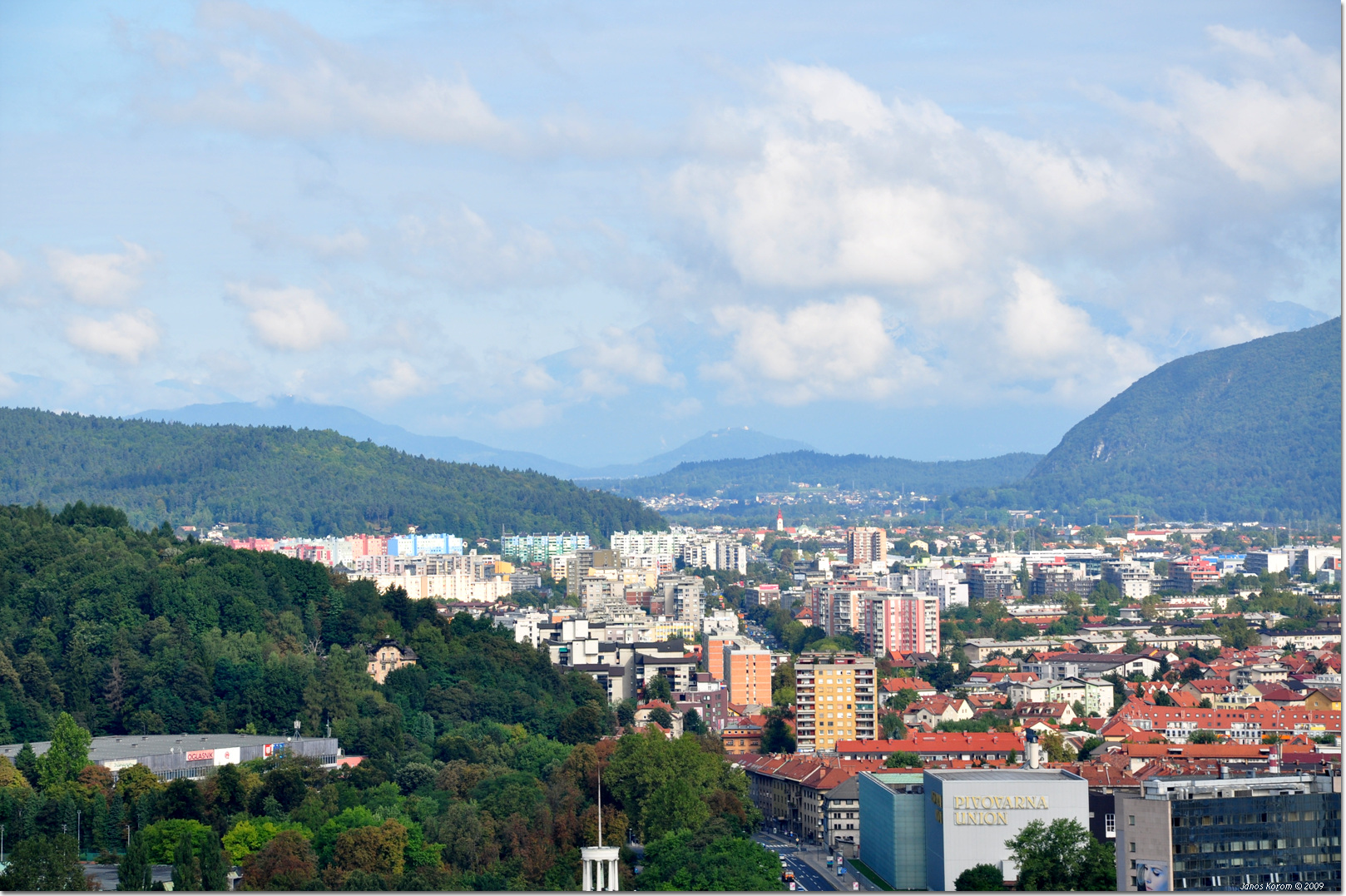
čtvrť Šiška

Kulturní čtvrť Šiška hostí řadu uměleckých skupin a kulturních organizací věnovaných současnému a avantgardnímu umění. Součástí je také Centrum pro městskou kulturu Kino Šiška (Center urbane kulture Kino Šiška), kde se konají hudební koncerty indie, punk a rockových kapel, stejně jako výstavy. Muzej tranzitorne umetnosti (MoTA) je muzeum bez stálé sbírky nebo pevného prostoru. Místo toho se jeho program realizuje v různých lokalitách a kontextech v dočasných fyzických a virtuálních prostorech, které jsou zaměřeny na podporu výzkumu, produkce a prezentace přechodných, experimentálních a živých uměleckých forem. Umělecká a vědecká laboratoř Ljudmila (Ljudmila, laboratorija za znanost in umetnost) se od roku 1994 snaží spojit výzkumné postupy, technologie, vědu a umění.

## Sporty

### Kluby
Vývoji sportu v Lublani v 19. století dominovalo napětí mezi Němci a Slovinci. Prvními sportovními klubu v Lublani byly Gimnastično društvo Južni Sokol z roku 1863 a Lublaňský Sokol (Ljubljanski Sokol) z roku 1868, založené dle vzoru českého Sokola. Druhý z nich byl mateřským klubem všech slovinských sokolských klubů, stejně jako inspiroval vznik Chorvatského sokolského klubu v Záhřebu. Členové Sokola byli aktivní i v kultuře a v politice, usilovali o větší integraci Slovinců z různých korunních zemí Rakousko-Uherska a o svou kulturní, politickou a ekonomickou nezávislost.
V roce 1885 založili Němci první sportovní klub na území dnešního Slovinska, Laibacher Byciklistischer Club. V roce 1887 slovinští cyklisté založili Slovinský cyklistický klub (Slovenski biciklistični klub). V roce 1893 následoval Slovinský alpský klub (Slovensko planinsko društvo), později ho následovala Alpská asociace Slovinska (Planinska zveza Slovenije). V Lublani působí několik poboček, z nichž největší je Alpský klub Lublaň (Planinsko društvo Ljubljana-Matica)
V roce 1900 byl německými obyvateli města založen Laibacher Sportverein (Lublaňský sportovní klub), jenž fungoval až do roku 1909. V roce 1906 se Slovinci zorganizovali v jeho slovinském protějšku, zvaném Ljubljanski športni klub. Jeho členové se zajímali především o veslování, ale i plavání a fotbal. V roce 1911 začal ve městě působit první slovinský fotbalový klub Ilirija. Zimní sporty se začaly v oblasti dnešní Lublaně rozvíjet před druhou světovou válkou. V roce 1929 byl ve Slovinsku (tehdy v Jugoslávii) založen první hokejový klub SK Ilirija.
Dnešní fotbalový tým města, který hraje ve slovinské první lize, je NK Olimpija Ljubljana. Lublaňské hokejové kluby jsou HK Slavija Ljubljana a HK Olimpija. Oba soutěží ve slovinské hokejové lize. Basketbalové týmy jsou KD Slovan a KK Olimpija. AMTK Ljubljana je nejúspěšnějším plochodrážním klubem ve Slovinsku. Sportovní klub Lublaň byl následován klubem Kajak kanu klub Ljubljana.

### Masové sportovní aktivity
Každý rok od roku 1957 se ve dnech 8.–10. května koná tradiční rekreační pochod Pot ob žici (Cesta kolem drátů) na počet osvobození Lublaně 9. května 1945. Při stejné příležitosti se o několik dní později koná studentský běh z Prešerenova náměstí na Lublaňský hrad. Poslední neděli v říjnu probíhá Lublaňský maraton, který každoročně přiláká několik tisíc běžců.

### Sportoviště

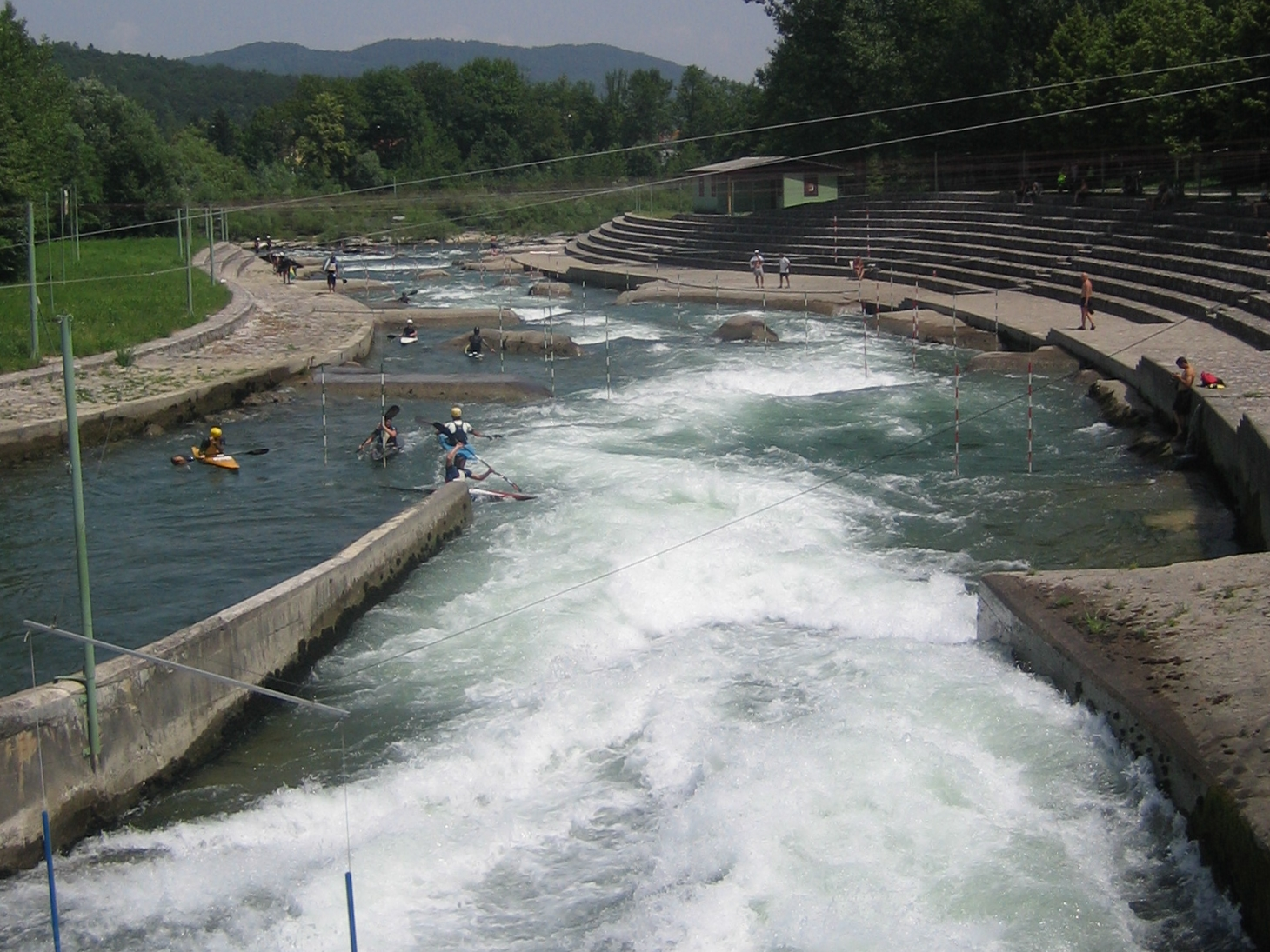
Tacen kurz na divoké vodě na Sávě

Stadion Stožice, který byl otevřen v srpna 2010, se nachází ve Sportovním parku Stožice ve čtvrti Bežigrad a je největším fotbalovým stadionem v zemi a sídlem klubu NK Olimpija Ljubljana. Jedná se o jedno ze dvou hlavních hřišť Slovinské fotbalové reprezentace. V parku se také nachází kryté sportoviště, která se používá pro vnitřní sporty, jako je basketbal, házená a volejbal a mimo jiné je domácím místem pro KK Olimpija, RK Crimea a ACH Volley Bled. Kromě fotbalu je stadion také určen k pořádání kulturních akcí. Další stadion ve čtvrti Bežigrad je Bežigradský stadion, který je od roku 2008 uzavřen a chátrá. Byl postaven podle plánů Joža Plečnika a byl domovem NK Olimpija Ljubljana, zrušeného v roce 2005 (který se jmenoval stejně jako výše zmíněný klub sídlící na stadionu Stožice). Slovinský multimilionář Joc Pečečnik plánuje jeho obnovu.
Sportovní park Ljubljana, který se nachází ve Spodnje Šišce, součásti čtvrtě Šiška, zahrnuje fotbalový stadion s pěti hřišti, atletickou halu, venkovní atletické areály, tenisové kurty, hřiště na pétanque a hřiště na plážový volejbal. Většina závodů, které se zde konají, jsou v atletice. Dalším sportovním parkem ve Spodnje Šišce je Sportovní park Ilirija, známý především plochodrážním stadionem. Na severním konci Tivoliho parku stojí bazénový komplex Iliria, který byl postaven jako část plaveckého a atletického závodiště podle plánů slovinského projektanta Stanka Bloudka ve třicátých letech minulého století. Řadu let chátral, ale prošel renovací a v roce 2016 byl znovuotevřen.
V parku Tivoli se nachází řada sportovišť. Venkovní bazén v Tivoli, postavený v roce 1929 Bloudkem, byl prvním bazénem olympijské velikosti v Jugoslávii. V současné době je rekreační středisko v Tivoli největším rekreačním střediskem v Lublani, jsou zde tři bazény, sauny, hřiště na koulové sporty, klub zdraví a další zařízení. K dispozici jsou dvě kluziště, basketbalové hřiště, zimní stadion a deset venkovních tenisových kurtů. Hala Tivoli se skládá ze dvou hal: menší pojme až 4 050 diváků a používá se pro basketbalové zápasy, větší jich pojme až 6 000 a používá se hlavně pro hokej, ale i pro basketbalové zápasy. Haly se také používají pro koncerty a jiné kulturní akce. V budově sídlí Slovinský olympijský výbor.
Kajak kanu center Tacen se nachází na toku řeky Sávy 8 kilometrů severozápadně od centra města; téměř každoročně hostí významnou mezinárodní kanoistickou nebo kajakovou slalomářskou soutěž, mistrovství světa ve vodním slalomu se zde konalo v letech 1955, 1991 a 2010.
Od 40. let 20. století funguje v Guncle, severní části lublaňské občiny (ale už za hranicí vlastního města Lublaň) sjezdovka. Je dlouhá 600 metrů, má dva lyžařské vleky, maximální sklon je 60 ° a výškový rozdíl je 155 metrů. Poblíž stojí pět lyžařských skokanských můstků. Trénovalo zde a soutěžilo několik slovinských olympijských a světových pohárových medailistů. Ve čtvrti Šiška se dále nachází areál Triglav se šesti skokanskými můstky. Další skokanský můstek, postavený v roce 1954 podle plánů Stanka Bloudka, se nacházel v Šišce poblíž Vodnikovi ulice (Vodnikova cesta) až do roku 1976. Konaly se zde mezinárodní soutěže Kongsberg Cup, kterých se účastnily tisíce diváků. Kluziště v Lublani zahrnují Koseški bajer a Halu Tivoli. Tivolski ribnik a bažinatá louka v části Trnovo zvaná Kern se ještě v 19. a na počátku 20. století používaly pro bruslení.

## Hospodářství

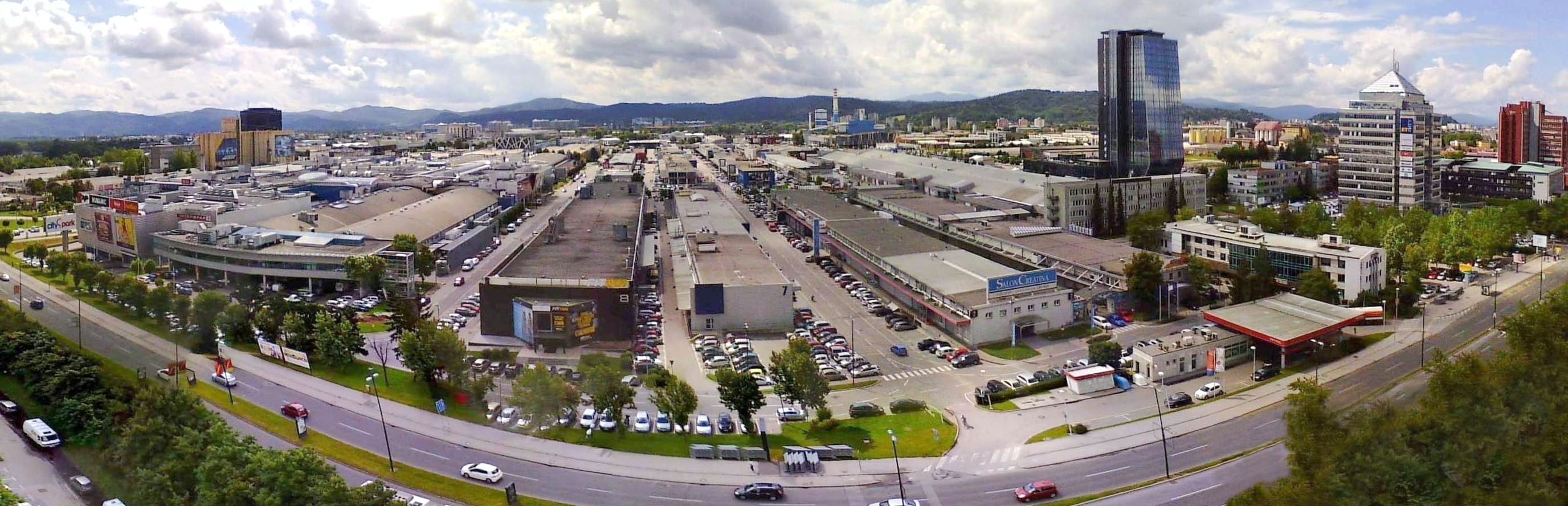
BTC City je největší nákupní centrum, sportovní, zábavní a obchodní oblast v Lublani

Průmysl zůstává nejdůležitějším zaměstnavatelem, zejména díky farmaceutickému, petrochemickému a potravinářskému průmyslu. Další oblasti zahrnují bankovnictví, finance, dopravu, stavebnictví, řemeslné služby a služby a cestovní ruch. Veřejný sektor poskytuje pracovní místa ve vzdělávání, kultuře, zdravotní péči a místní správě.
Na Lublaňské burze (Ljubljanska borza), koupené v roce 2008 burzou Vídeňskou a následně v roce 2015 burzou Záhřebskou, se obchoduje s velkými slovinskými společnostmi. Některé z nich mají sídlo v hlavním městě: například maloobchodní řetězce Mercator, ropná společnost Petrol nebo telekomunikační koncern Telekom Slovenije. Ve městě funguje více než 15 000 podniků, většina v terciárním sektoru.
V BTC City, největším obchodním, nákupním, rekreačním, zábavním a kulturním středisku ve Slovinsku, sídlí řada firem a funguje více než 450 obchodů. Každoročně jej navštíví 21 milionů lidí. Zabírá plochu 475 000 m2 a leží ve čtvrti Moste ve východní části Lublaně.
Asi 74 % domácností v Lublani je připojeno na dálkové vytápění z lublaňské elektrárny.

## Vláda

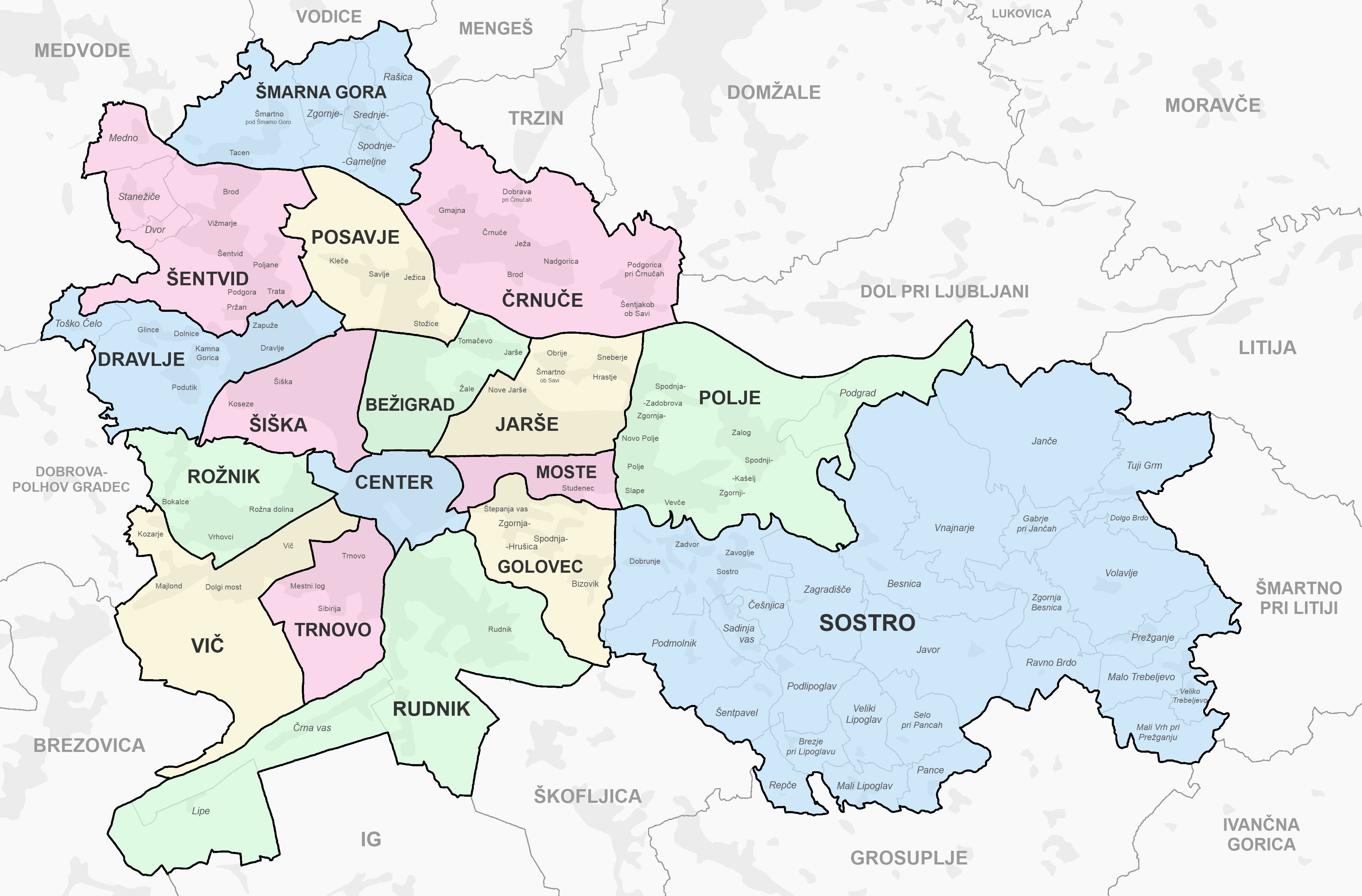
Městské částí Lublaně

Město Lublaň je řízeno Magistrátem města Lublaň (Mestna občina Ljubljana), který je veden městským zastupitelstvem, jehož hlavou je župan. Členové městského zastupitelstva i župan jsou voleni v komunálních volbách, které se konají každé čtyři roky. Zastupitelstvo mimo jiné vytváří obecní rozpočet a pomáhá v oblasti zdraví, sportu, financí, vzdělávání, ochrany životního prostředí a cestovního ruchu. Město je rozděleno do 17 čtvrtí zastupovaných zastupitelstvy jednotlivých čtvrtí. Tato zastupitelstva spolupracují s městským zastupitelstvem, seznamují se s návrhy obyvatel a připravují aktivity na svém území.
Mezi roky 2002 a 2006 byla županem města Danica Simsic. Od komunálních voleb v říjnu 2006 až do jeho potvrzení za náměstka v Národním shromáždění Slovinska v prosinci 2011 byl županem Lublaně Zoran Janković, předtím generální ředitel obchodního řetězce Mercator. V roce 2006 získal 63 % hlasů. Dne 10. října 2010 byl Jankovič znovu zvolen za další čtyřleté období s 65 % hlasy. Od roku 2006 do října 2010 měla většinu městského zastupitelstva (23 z 45 míst) Listina Zorana Jankoviće (Lista Zorana Jankovića). V říjnu 2010 získala Jankovićova Lista 25 z 45 míst v městském zastupitelstvu. Od prosince 2011, kdy Jankovićova Lista vyhrála předčasné parlamentní volby, byl pověřen vedením města náměstek župana Aleš Čerin, který ale funkci starosty neudržel. Poté, co Janković nebyl zvolen předsedou vlády v Národním shromáždění, se v březnu 2012 zúčastnil obecních voleb a byl zvolen již potřetí s 61 % hlasy. Přijal znovu vedení městské rady v dubnu 2012. V letech 2014 a 2018 svůj mandát župana obhájil.
Dodržování veřejného pořádku v Lublani hlídá policejní ředitelství v Lublani (Policijska uprava Ljubljana). Lublaň se dělí na pět správních policejních okrsků. Veřejný pořádek a městská doprava jsou také pod dohledem městské dopravní policie (Mestno redarstvo). Lublaň má pověst klidného a bezpečného města.

## Obyvatelstvo
V roce 1869 měla Lublaň přibližně 22 600 obyvatel, toto číslo vzrostlo téměř na 60 000 do roku 1931 a na 293 000 k roku 2019.
Lublaň je rozdělena na 17 městských částí neboli čtvrtí (četrtna skupnost). Městské části jsou: Bežigrad, Center, Črnuče, Dravlje, Golovec, Jarše, Moste, Polje, Posavje, Rožnik, Rudnik, Sostro, Šentvid, Šiška, Šmarna gora, Trnovo a Vič.
Při sčítání lidu v roce 2002 bylo mezi obyvateli Lublaně (přesněji stejnojmenné městské občiny, kde žije přibližně o 2–3 % více obyvatel; údaje za obec nejsou k dispozici) 39 % – katolíků; 30 % neuvedlo žádné náboženství, neznámé náboženství nebo neodpovědělo; 19 % bylo ateistů; 6 % uvedlo východně ortodoxní; 5 % – muslimské; a zbývající 0,7 % protestantské nebo jiné náboženství.
Přibližně 91 % obyvatel má slovinštinu jako svůj primární mateřský jazyk. Druhým nejčastěji používaným jazykem je bosenština a třetí nejrozšířenější je srbochorvatština (údaje opět za celou občinu).

## Vzdělávání

### Základní vzdělávání
V Lublani v současnosti existuje více než 50 veřejných základních škol s více než 20 000 žáky, jednou z nich je i mezinárodní základní škola pro zahraniční žáky. Mimo to existují dvě soukromé základní školy: Waldorfská a katolická. Kromě toho existuje několik základních hudebních škol.
První škola v Lublani byla založena ve 13. století německými rytíři. Původně přijímala pouze chlapce; dívky byly přijímány od počátku 16. století. Farní školy jsou doloženy v 13. století, v kostele sv. Petra a kostele sv. Mikuláše, pozdější Lublaňské katedrále. Od roku 1291 se v Lublani nacházely také soukromě zaměřené obchodní školy. Na počátku 17. století bylo v Lublani šest škol a později tři školy. Dívčí škola byla založena Chudými sestrami svaté Kláry, následována v roce 1703 Voršilkami. Jejich škola byla asi 170 let jedinou veřejnou dívčí školou v Kraňsku. Tyto školy byly většinou soukromé nebo založené městem.
V roce 1775 rakouská císařovna Marie Terezie zavedla povinné základní vzdělání a Lublaň měla svůj Učitelský ústav, určený jako učební místo pro učitele. V roce 1807 byla v Lublani založena první státní hudební škola. V době Ilyrských provincií (1809–1813) byla založena école primaire, jednotný čtyřletý program základních škol s větším důrazem na slovinštinu.

### Střední vzdělání

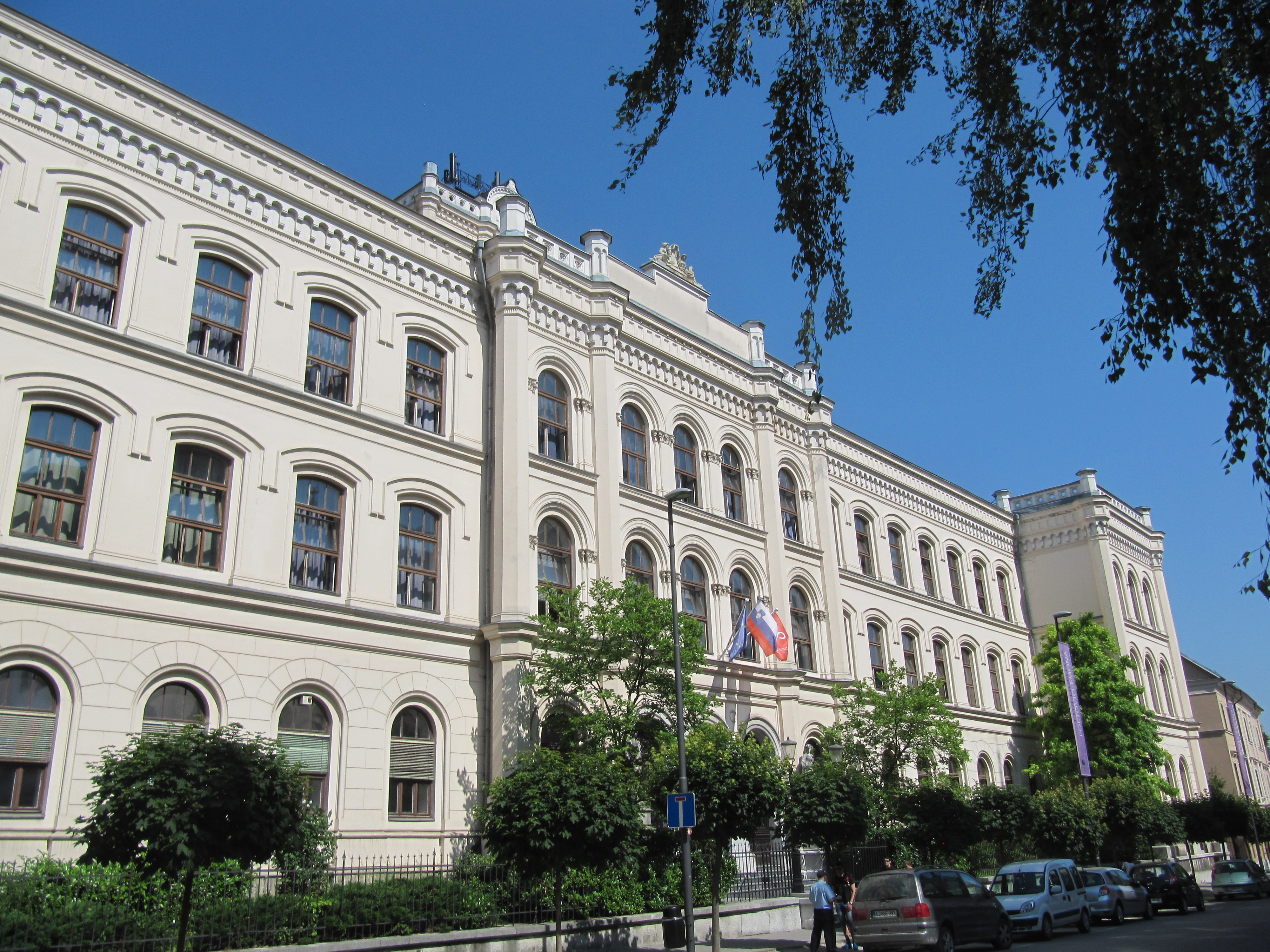
V roce 1871 byla v Lublani založena první úplná reálka (technická střední škola)

Jako historicky první střední škola byla na základě návrhu Primože Trubara v období slovinské reformace založena Kraňská škola (1563–1598). Vyučovala převážně v latině a řečtině, ale také v němčině a slovinštině a byla otevřená pro obě pohlaví a všechny společenské vrstvy. V roce 1597 jezuité založili jezuitskou kolej (1597–1773), jejímž cílem bylo předat všeobecné vzdělání. V roce 1773 se střední vzdělávání dostalo pod kontrolu státu. V 19. století bylo provedeno několik reforem; byl kladen větší důraz na všeobecné znalosti a ze středních škol byla odstraněna náboženská výchova. V roce 1910 bylo v Lublani 29 středních škol, mezi nimi klasická a reálná gymnázia a reálky (technické střední školy).
K roku 2017 bylo v Lublani 32 středních škol (srednja šola). Středoškolské vzdělávání trvá dva roky až pět let, typický věk studentů je 15 až 19 let. Vzdělávací programy jsou odborné (poklicni), technické (strokovni) a gymnaziální, které poskytují všeobecné vzdělání.

### Terciární vzdělávání

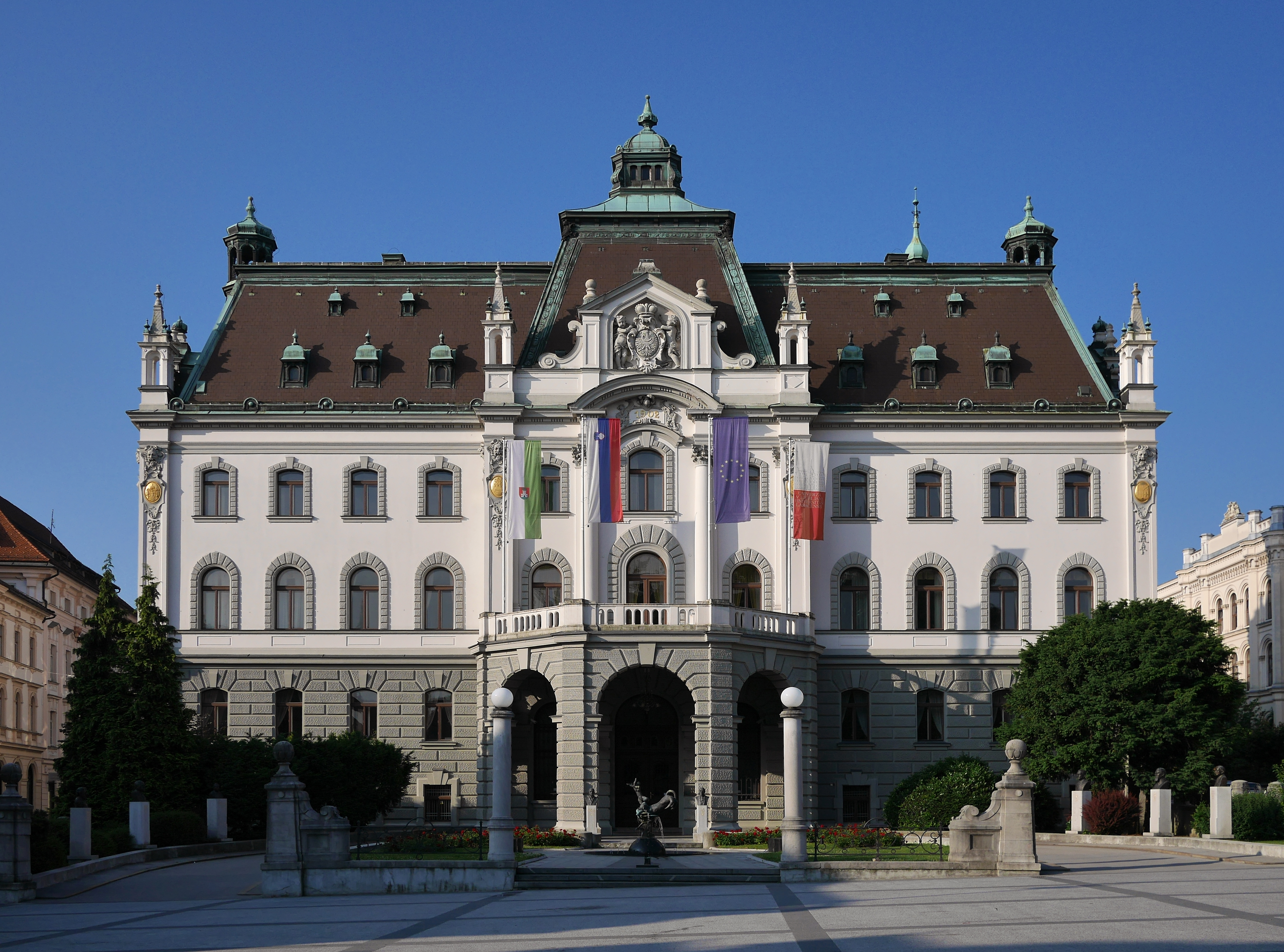
Hlavní budova Lublaňské univerzity, bývalé sídlo Kraňského parlamentu

K roku 2019 měla Univerzita v Lublani 23 fakult a tři akademie, které se nacházejí v různých částech Lublaně. Ve slovinštině nabízejí kurzy lékařství, aplikované vědy, umění, práva, administrativy, přírodních věd a dalších předmětů. Univerzita má více než 38 000 studentů a asi 5 900 pedagogických pracovníků. Studenti této univerzity tvoří jednu sedminu obyvatel Lublaně a dávají městu mladistvý charakter.
Historicky v Lublani byly během francouzské okupace slovinských zemí v letech 1810–1811 otevřeny vyšší školy nabízející studium obecné medicíny, chirurgie, architektury, práva a teologie. Rakousko-Uhersko nikdy nepovolilo Slovinsku založit svou univerzitu v Lublani, takže Lublaňská univerzita, dnes nejvýznamnější slovinská univerzita, byla založena až v roce 1919 poté, co se Slovinci stali součástí Jugoslávie. Při založení byla tvořena pěti fakultami: práva, filozofie, technika, teologie a medicíny. Od počátku bylo sídlo univerzity na Kongresovém náměstím, v budově, která sloužila jako sídlo Kraňského parlamentu od roku 1902 do roku 1918.

### Knihovny
Nejstarší knihovny v Lublani byly umístěny v klášterech. V roce 1707 byla založena Seminární knihovna (Semeniška knjižnica), která je první a nejstarší veřejnou vědeckou knihovnou ve Slovinsku. Kolem roku 1774 po zrušení Jezuitů byla ze zbytků jezuitské knihovny a několika klášterních knihoven vytvořena knihovna Lycea.
Slovinská národní a univerzitní knihovna (Narodna in univerzitetna knjižnica) je konstruktivistická budova z let 1930-1931, kterou projektoval Jože Plečnik. Knihovna měla na konci roku 2018 přibližně 2 900 000 inventárních položek, z toho 1 400 000 monografií, 12 300 rukopisů a řadu dalších textových, vizuálních a multimediálních zdrojů. Druhou největší univerzitní knihovnou v Lublani je Centrální technická knihovna (Centralna tehniška knjižnica Univerze v Ljubljani), je hlavním knihovní centrum v oblasti přírodních věd a techniky.
Vedle dvou největších univerzitních knihoven existuje řada knihoven na jednotlivých fakultách, odděleních a institucích Lublaňské univerzity. Největší z nich je Centrální humanistická knihovna v oblasti humanitních věd, Centrální společenskovědní knihovna, Centrální ekonomická knihovna v oboru ekonomie, Ústřední lékařská knihovna v oboru lékařských věd a Knihovny biotechnické fakulty v oboru biologie a biotechnologie.
Městská knihovna v Lublani (Mestna knjižnica Ljubljana) byla založena v roce 2008 a je ústřední regionální knihovnou a největší slovinskou veřejnou knihovnou. K roku 2016 měla 1 722 000 svazků, z toho 1 475 000 knih a řadu dalších zdrojů ve 34 pobočkách. Celkem se v Lublani nachází 5 všeobecných veřejných knihoven a více než 140 specializovaných knihoven.

## Věda
První společnost předních vědců a veřejných pracovníků v Kraňsku bylo Dismasovo bratrství (latinsky Societas Unitorum), které se v Lublani zformovalo v roce 1688. V roce 1693 byla založena Academia Operosorum Labacensium, která existovala s přerušením až do konce 18. století. Další akademie v Lublani, Slovinská akademie věd a umění (Slovenska akademija znanosti in umetnosti), byla založena až v roce 1938.

## Doprava

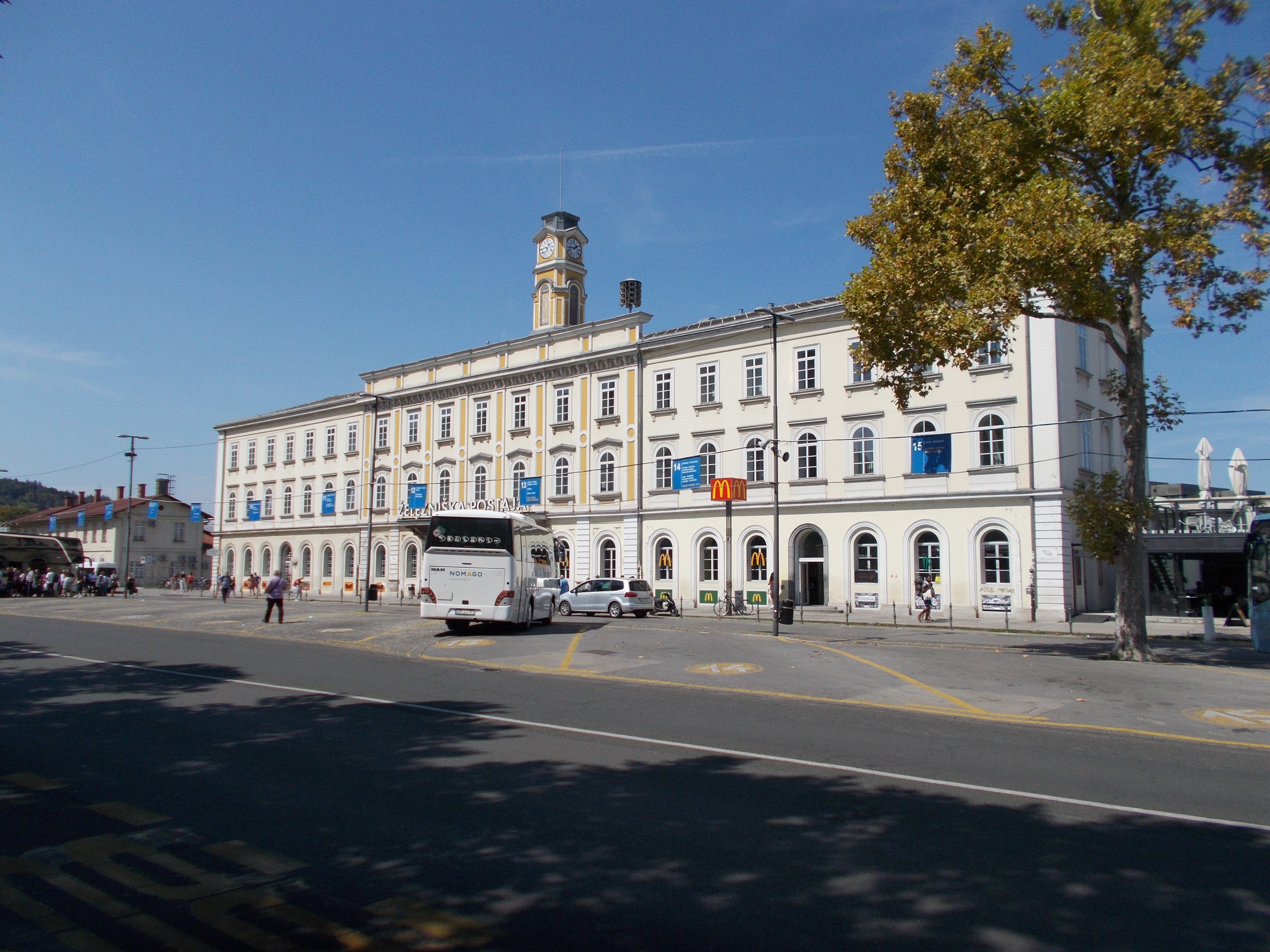
Autobusové nádraží v Lublani a budova hlavního lublaňského vlakového nádraží v pozadí

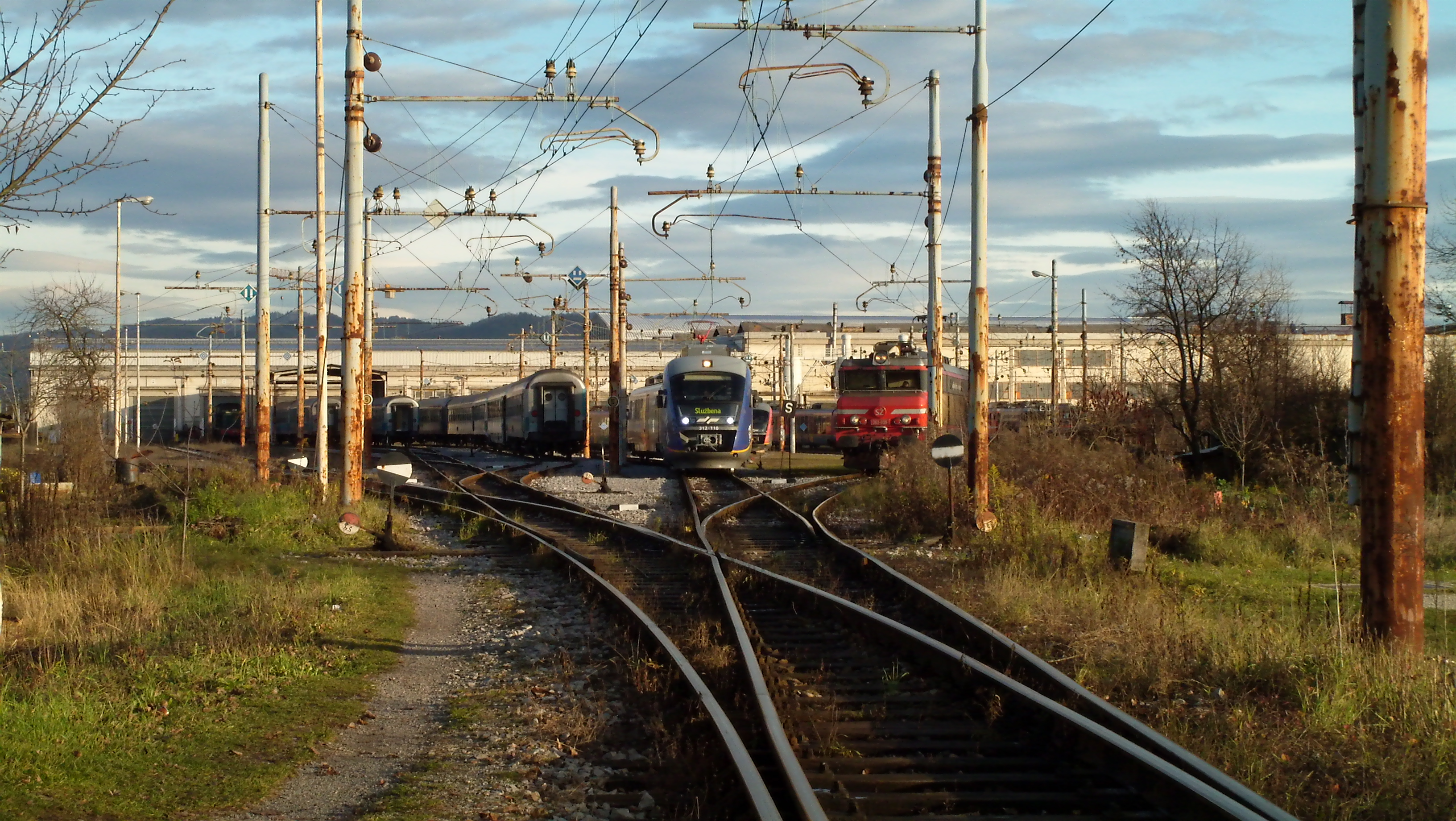
Železnice poblíž centrální dílny v Moste

### Letecká doprava
Z Mezinárodního letiště Jože Pučnika (IATA kód LJU), ležícího 26 km severozápadně od města (na území města Zgornji Brnik, u města Kranj, létají např. společnosti Adria Airways, Air France, Air Serbia, easyJet, Finnair, Montenegro Airlines, Turkish Airlines a Wizz Air. Cíle jsou většinou evropské.
Toto letiště nahradilo původní letiště v Lublani, které fungovalo od roku 1933 do roku 1963. Bylo umístěna v obci Polje (dnes čtvrť Moste), na rovině mezi řekami Lublaňka a Sáva, vedle železnice v Moste. Mezi roky 1918 a 1929 fungovalo v Šišce vojenské letiště.

### Kolejová doprava
V železničním uzlu se v Lublani protínají panevropské železniční koridory číslo V (nejrychlejší spojení mezi severním Jadranem a střední a východní Evropou) a X (spojující střední Evropu s Balkánem) a hlavní evropské tratě E 65, E 69, E 70. Veškeré mezinárodní tranzitní vlaky ve Slovinsku jezdí přes Lublaň a zastavují zde všechny osobní mezinárodní vlaky.
V oblasti Lublaně je šest železničních stanic a devět zastávek. Společnost Slovenske železnice nabízí pro využití železnice na území města denní i měsíční jízdenky. Ústředním nádražím je Železniční stanice Lublaň (Železniška postaja Ljubljana). Železniční stanice Lublaň Moste je největším slovinským nádražím pro nakládku a vykládku zboží. Železniční stanice Lublaň Zalog má největší kolejiště ve Slovinsku. V Lublani existuje také řada vleček.
Na konci roku 2006 začala fungovat pozemní lanová dráha. Vede z Krekova náměstí (Krekov trg) poblíž Lublaňské ústřední tržnice na Lublaňský hrad. Je zvláště populární mezi turisty. Celá cesta trvá 60 sekund.
Historický tramvajový systém v Lublani byl vytvořen v roce 1901 a v roce 1928 byl nahrazen autobusy, které byly v roce 1931 zrušeny a nahrazeny opět tramvajemi. Délka tramvajových kolejí dosáhla v roce 1940 celkem 18,5 km. V roce 1959 byl systém tramvají zrušen ve prospěch automobilů; koleje byly demontovány a tramvaje převezeny do Osijeku a Subotice. Opětovné zavedení moderního tramvajového systému v Lublani bylo opakovaně navrhováno v nultých letech 21. století.

### Silniční doprava
Lublaň se nachází v místě, kde se protínají dvě hlavní slovinské dálnice, dálnice z východu na západ v linii s celoevropským koridorem V a dálnice sever-jih v linii celoevropského koridoru X. Město je spojeno k jihozápadu dálnicí A1 (E70) s italskými městy Terst a Benátky a s chorvatským přístavem Rijeka. Na sever vede A1 (E57) do Mariboru, Grazu a do Vídně. Na východ ji spojuje A2 (E70) s chorvatským hlavním městem Záhřeb, odkud lze pokračovat do Maďarska nebo do důležitých měst bývalé Jugoslávie, např. do Bělehradu. K severozápadu vede dálnice A2 (E61) do rakouských měst Klagenfurt a Salcburk, která jsou důležitými výchozími body pro turisty ze severní Evropy.
Od roku 2008 se na lublaňském obchvatu používá systém dálničních nálepek. Centrum města je obtížněji přístupné zejména ve špičkách kvůli dlouhým kolonám na silnicích se semafory a velkému množstvím denně dojíždějících osob. Jádro centra města je od roku 2007 uzavřeno pro provoz motorových vozidel (s výjimkou obyvatel s povolením) a tvoří tak pěší zónu kolem Prešerenova náměstí.

#### Veřejná silniční doprava

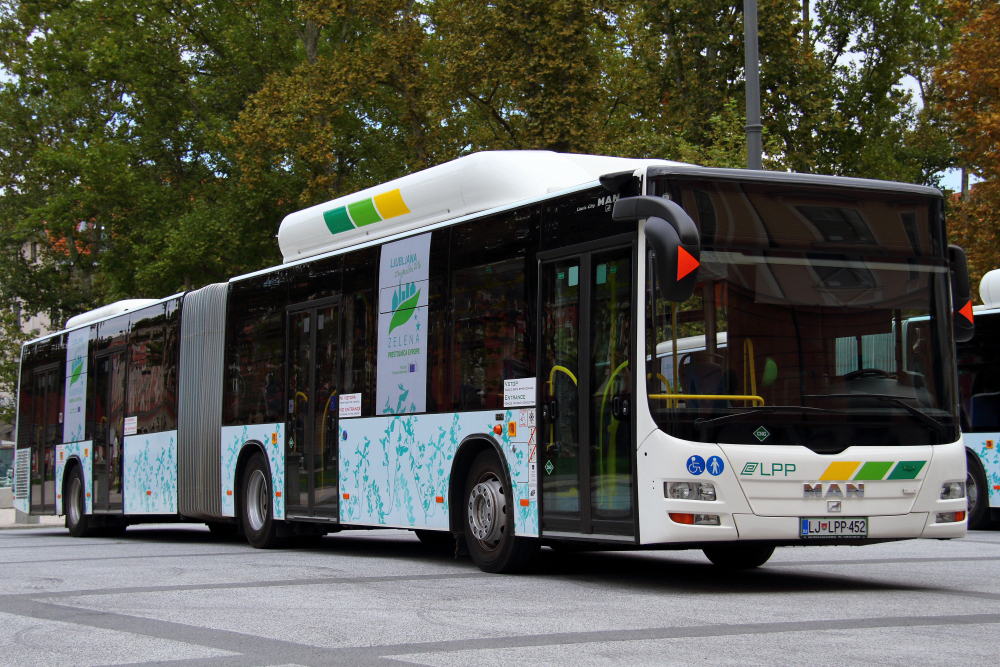
Městský autobus v ulicích Lublaně

Hlavní Autobusové nádraží Lublaň (Avtobusna postaja Ljubljana) se nachází hned vedle hlavního lublaňského vlakového nádraží. Městská autobusová síť, provozovaná společností Ljubljanski potniški promet, je nejrozšířenějším prostředkem veřejné dopravy v Lublani. Flotila autobusů má průměrné stáří 8 let, v podstatě všechny autobusy z celkových více než 200 jsou klimatizované. Počet vyhrazených jízdních pruhů pro autobusy je omezen, což může způsobit problémy ve špičkách, kdy dochází k přetížení dopravy.
Jízdu autobusem lze platit pomocí karty Urbana (platí i na lanovce) nebo mobilním telefonem. Autobusy se někdy nazývají „trole“ (s odkazem na trolejové vedení), jehož vznik se datuje do let 1951–71, kdy v Lublani právě trolejbusy jezdily. V Lublani bylo pět trolejbusových linek, až do roku 1958 spolu s tramvajemi.
V městě existuje mnoho společností poskytujících taxislužby. V Lublani jezdí také traktor s vozíky ozdobenými jako vlak pro turisty, který spojuje náměstí Cyrila a Metoděje v centru města s Lublaňským hradem.
Posledním prostředkem veřejné silniční dopravy v centru města je Kavalír (Kavalir), elektrické vozidlo od května 2009 provozované společností LPP. V Lublani existují tři takové vozy. Jízda je zadarmo a neexistují stanice, protože je možné si ho nechat zastavit kdekoli. Pojme až pět cestujících; většina z nich jsou starší lidé a turisté. Kavalír jezdí po pěší zóně v centru Lublaně. První trasa spojuje Čopovu ulici, Wolfovu ulici a Hribarovo nábřeží (Hribarjevo nabrežje), zatímco druhá trasa spojuje Městské náměstí, Horní náměstí a Staré náměstí.

#### Jízdní kola

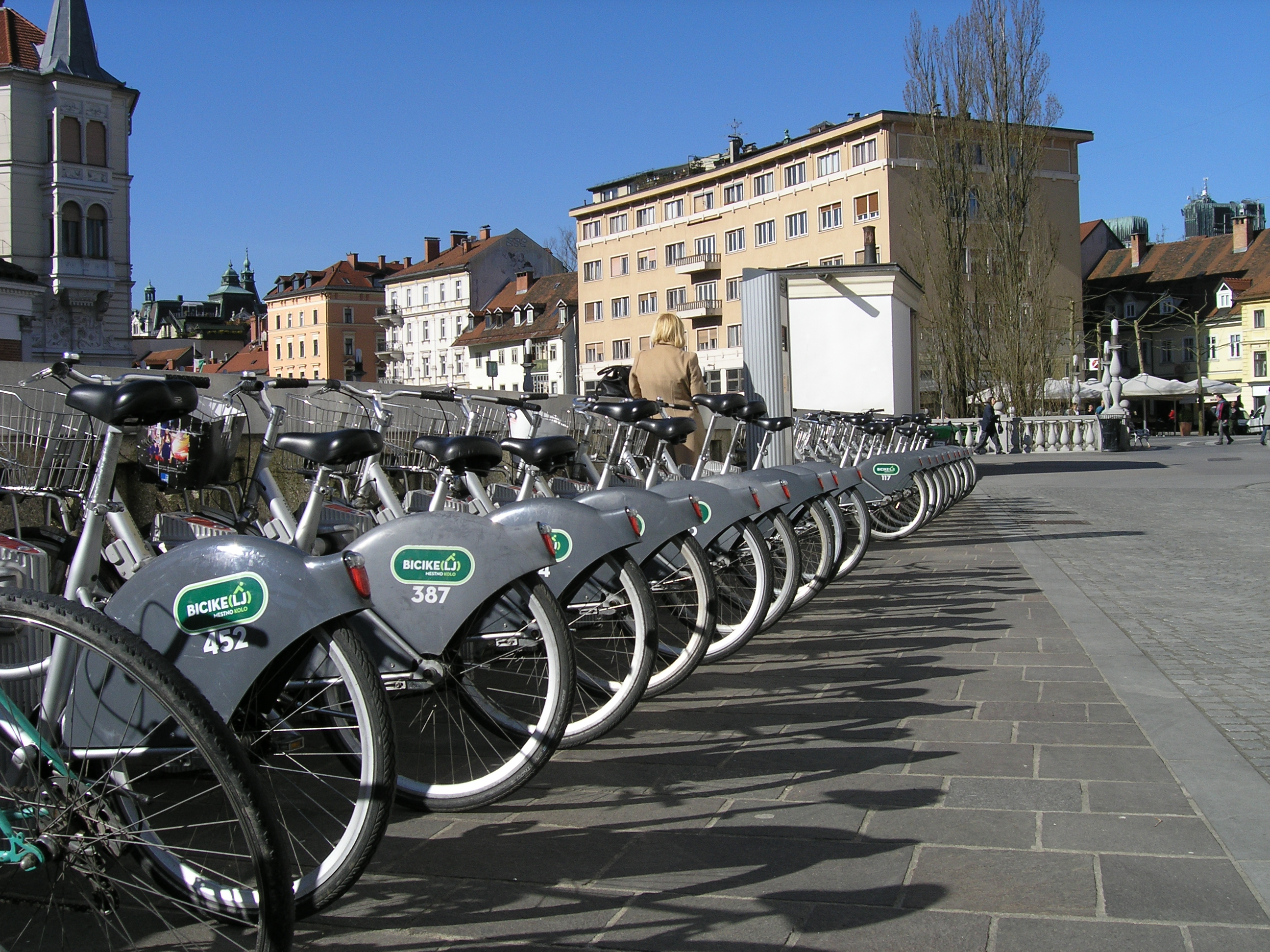
BicikeLJ, samoobslužná cyklistická síť založená v Lublani, první hodina použití je zdarma

V Lublani je silná cyklistická doprava, obzvláště v teplejších měsících roku. Je také možnost si kolo vypůjčit. Od května 2011 nabízí BicikeLJ, samoobslužný systém půjčování jízdních kol, obyvatelům a návštěvníkům Lublaně 510 kol a více než 600 parkovacích míst na 51 místech v širším centru města. Denní počet pronájmů činí přibližně 2 500 osob. I před zavedením systému BicikeLJ nabízelo město možnost pronajmutí kola.
Některé okolnosti cyklodopravy jsou dodnes kritizovány. To se týká cyklostezek ve špatném stavu a konstruovaných tak, že je motorizovaná doprava privilegovaná. Existuje také mnoho jednosměrných ulic, které nelze použít jako alternativní trasu, takže je na kole obtížné legálně cestovat přes centrum města. Během let byly některé zákazy částečně zrušeny vyznačením cyklistického pruhu na chodníku. Situace se neustále zlepšuje a v roce 2015 se Lublaň umístila na 13. místě v žebříčku nejvíce cyklopřátelských měst na světě. O rok později byla Lublaň na seznamu již osmá za vítěznou Kodaní.

### Vodní doprava
Říční doprava na Lublaňce a na Sávě byla hlavním prostředkem nákladní dopravy do města a z města až do poloviny 19. století, kdy se začala budovat železnice. Dnes je Lublaňka využívána množstvím turistických lodí, jejich přístaviště jsou mj. pod Řeznickým mostem, Rybářským náměstím, Dvorským náměstím, Bregem a Poljanským nábřežím (Poljanski nasip).

### Geografie
Větší města v okolí Lublaně:
| Růžice kompasu | Kranj (~27 km)   | Klagenfurt (~84 km) | Maribor (~128 km)  | Růžice kompasu |
| Růžice kompasu | Gorizia (~90 km) | Sever               | Záhřeb (~139 km)   | Růžice kompasu |
| Růžice kompasu | Gorizia (~90 km) | Lublaň              | Záhřeb (~139 km)   | Růžice kompasu |
| Růžice kompasu | Gorizia (~90 km) | Jih                 | Záhřeb (~139 km)   | Růžice kompasu |
| Růžice kompasu | Terst (~94 km)   | Rijeka (~116 km)    | Karlovac (~145 km) | Růžice kompasu |

## Zdravotnictví
Lublaň má bohatou historii objevů v oblasti medicíny a v inovacích v lékařských technologiích. Většina sekundární a terciární péče se ve Slovinsku odehrává v Lublani. Lékařské centrum Lublaňské university (Univerzitetni klinični center Ljubljana) je největším nemocničním centrem ve Slovinsku. Lékařská fakulta Lublaňské univerzity a Lublaňský onkologický institut jsou dalšími dvěma hlavními léčebnými zařízeními ve Slovinsku. Komunitní zdravotní středisko v Lublani je největším zdravotním střediskem ve Slovinsku: má sedm poboček na 11 místech. Od roku 1986 je Lublaň součástí sítě Zdravých měst (pod Světovou zdravotnickou organizací).

## Mezinárodní vztahy
Lublaň má následující partnerská města:
- Ankara, Turecko (2015)
- Athény, Řecko (2000)
- Baku, Ázerbájdžán (2013)
- Bělehrad, Srbsko (2003)
- Bratislava, Slovensko (1967)
- Brusel, Belgie (2004)
- Čcheng-tu, Čína (1981)
- Cleveland, Spojené státy americké (1975)
- Fudžajra, Spojené arabské emiráty (2014)
- Leverkusen, Německo (1979)
- Moskva, Rusko (2000)
- Moskevská oblast, Rusko (2001)
- Parma, Itálie (1964)
- Pesaro, Itálie (1964)
- Ploče, Chorvatsko (1982)
- Rijeka, Chorvatsko (1979)
- Sarajevo, Bosna a Hercegovina (2002)
- Saská Kamenice, Německo (1966)
- Skopje, Severní Makedonie (2007)
- Súsa, Tunisko (1969)
- Štýrský Hradec, Rakousko (2001)
- Tbilisi, Gruzie (1977)
- Wiesbaden, Německo (1977)
- Záhřeb, Chorvatsko (2001)

## Rodáci
- Janez Vajkard Valvasor (1641–1693), slovinský přírodopisec, nakladatel a učenec
- Francesco Pollini (1762–1846), zpěvák, klavírista, hudební skladatel a pedagog
- Anastasius Grün (1806–1876), básník, epický básník a překladatel rakouské národnosti
- Carl Wurzbach-Tannenberg (1809–1886), politik, poslanec Říšské rady, zemský hejtman Kraňska, kraňský zemský prezident rakouské národnosti
- Constantin von Wurzbach (1818–1893), bibliograf, lexikograf a spisovatel rakouské národnosti
- Vinzenz Ferrer Klun (1823–1875), rakouský historik, geograf, pedagog a politik z Kraňska, poslanec Říšské rady.
- Zeno Welsersheimb (1835–1921), rakousko-uherský, respektive předlitavský šlechtic, generál a politik, ministr zeměbrany Předlitavska.
- Heinrich von Pitreich (1841–1920), rakousko-uherský generál, politik a ministr války
- Ivana Kobilca (1861–1926), slovinská malířka, především portrétistka období realismu
- Adolf Hauffen (1861–1930), literární historik, spisovatel, profesor
- Rihard Jakopič (1869–1943), slovinský a jugoslávský malíř, průkopník neoimpresionismu ve své vlasti
- Fritz Pregl (1869–1930), chemik rakouské národnosti
- Waldemar Titzenthaler (1869–1937), fotograf německé národnosti
- Rado Murnik (1870–1932), slovinský prozaik, novinář, humorista, satirik a dramatik
- Jože Plečnik (1872–1957), slovinský architekt a urbanista
- Zofka Kveder (1878–1926), slovinská spisovatelka a publicistka
- Fran Vesel (1884–1944), slovinský fotograf
- Milan Vidmar (1885–1962), slovinský elektroinženýr, šachista, šachový teoretik, filosof a spisovatel
- Ferdo Kozak (1894–1957), slovinský spisovatel, dramatik a politik
- Svatopluk Innemann (1896–1945), český režisér, scenárista, kameraman a herec, jeden z průkopníků české kinematografie.
- Edvard Kardelj (1910–1979), slovinský marxistický teoretik, politik a státník, blízký spolupracovník maršála Josipa Broze Tita
- Vida Tomšič (1913–1998), slovinská politička a právnička
- Pepca Kardelj (1914–1990), slovinská národněosvobozeneckého boje boje za druhé světové války a manželka vysokého stranického funkcionáře a jugoslávského politika Edvarda Kardelje
- Karel Lewit (1916–2014), neurolog, zakladatel moderní funkční diagnostiky a léčby vertebrogenních onemocnění a manuální a reflexní terapie
- Stane Kavčič (1919–1987), slovinský politik
- Libuše Rogozová-Kocourková (1921–2016), bývalá česká herečka
- Janez Stanovnik (1922–2020), slovinský politik, právník a ekonom
- Vid Pečjak (1929–2016), slovinský spisovatel, psycholog a vysokoškolský pedagog
- Franc Rodé (* 1934), slovinský římskokatolický kněz, kardinál
- Majda Sepe (* 1937–2006), slovinská zpěvačka
- Miroslav Cerar (* 1939), bývalý slovinský gymnasta
- Niko Grafenauer (* 1940), slovinský básník, esejista, literární historik a překladatel
- Peter Jambrek (* 1940), slovinský právník, politik, publicista a sociolog
- Andrej Bajuk (1943–2011), slovinský ekonom a politik
- Damjan Prelovšek (* 1945), slovinský historik umění, bývalý diplomat a vodní slalomář
- Branko Oblak (* 1947), bývalý slovinský fotbalista
- Ciril Ribičič (* 1947), bývalý slovinský politik
- Dragica Wedam Lukić (* 1949), slovinská právnička
- Slavoj Žižek (* 1949), slovinský filosof a kulturní teoretik
- Mitja Gaspari (* 1951), slovinský ekonom, bankéř a politik.
- Viktor Grošelj (* 1952), slovinský horolezec
- Barbara Brezigar (* 1953), slovinská právnička a politička
- Franc Križanič (* 1954), slovinský ekonom a politik
- Peter Lovšin (* 1954), slovinský zpěvák populární hudby
- Željko Ivanek (* 1957), slovinsko americký herec
- Janez Janša (* 1958), slovinský politik, předseda vlády Slovinska
- Marko Elsner (1960–2020), bývalý slovinský fotbalista
- Anton Rop (* 1960), slovinský politik
- Aleš Debeljak (1961–2016), slovinský spisovatel
- Aleš Hojs (* 1961), slovinský politik
- Vasja Bajc (* 1962), slovinský skokan na lyžích, reprezentant Jugoslávie a skokanský trenér
- Žiga Turk (* 1962), slovinský politik
- Primož Ulaga (* 1962), bývalý slovinský skokan na lyžích
- Andrej Blatnik (* 1963), slovinský spisovatel, překladatel a editor
- Miro Cerar (* 1963), slovinský politik, právník a univerzitní profesor
- Alenka Ermencová (* 1963), slovinská vojačka, generálmajorka Slovinské armády, náčelnice Generálního štábu Slovinské armády
- Violeta Bulcová (* 1964), slovinská podnikatelka a politička
- Janez Šušteršič (* 1966), slovinský ekonom a politik
- Alenka Župančičová (* 1966), slovinská filozofka
- Aleksander Čeferin (* 1967), fotbalový funkcionář
- Andrej Ermenc Skubic (* 1967), slovinský spisovatel a překladatel
- Željko Milinovič (* 1969), bývalý slovinský fotbalista
- Gregor Virant (* 1969), slovinský politik
- Brigita Bukovecová (* 1970), bývalá slovinská reprezentantka v běhu na 100 metrů překážek
- Andraž Vehovar (* 1972), bývalý slovinský vodní slalomář a kajakář
- Katarina Kresal (* 1973), slovinská politička
- Uroš Umek (* 1976), slovinský hudebník, producent a diskžokej elektronické taneční hudby
- Milenko Ačimovič (* 1977), bývalý slovinský fotbalista
- Marjan Šarec (* 1977), slovinský herec a politik
- Jasmin Handanović (* 1978), je slovinský fotbalový brankář a reprezentant
- Milivoje Novakovič (*1979), slovinský fotbalový útočník a reprezentant
- Primož Peterka (*1979), bývalý slovinský skokan na lyžích
- Raša Sraková (*1979), slovinská reprezentantka v judu
- Teja Gregorinová (* 1980), slovinská biatlonistka a bývalá běžkyně na lyžích
- Boštjan Cesar (* 1982), slovinský fotbalový obránce a reprezentant
- Zlatan Ljubijankić (* 1983), slovinský fotbalový útočník a reprezentant
- Samir Handanović (* 1984), je slovinský fotbalový brankář a reprezentant
- Andrej Hočevar (* 1984), slovinský hokejový brankář
- Olmo Omerzu (* 1984), slovinský režisér
- Andraž Kirm (* 1984), slovinský fotbalový záložník a reprezentant
- Klemen Bauer (* 1986), slovinský reprezentant v biatlonu
- Goran Dragić (* 1986), slovinský profesiolnální basketbalista
- Blaž Kavčič (* 1987), slovinský profesionální tenista
- Aljaž Bedene (* 1989), slovinský profesionální tenista
- Žiga Pance (* 1989), profesionální lední hokejista
- Matevž Vukotič (* 1990), slovinský horolezec a horský vůdce, bývalý reprezentant v ledolezení a ve sportovním lezení
- Kenan Bajrić (* 1994), slovinský fotbalový obránce či záložník a bývalý mládežnický reprezentant
- Žiga Smrtnik (* 1994), slovinský fotbalový útočník a mládežnický reprezentant
- Domen Škofic (* 1994), slovinský reprezentant ve sportovním lezení a první slovinský vítěz světového poháru (v lezení na obtížnost)
- Andraž Šporar (* 1994), slovinský fotbalový útočník a reprezentant
- Katja Kadič (* 1995), slovinská reprezentantka ve sportovním lezení
- Anamarija Lampičová (* 1995), slovinská běžkyně na lyžích
- Maruša Štangarová (* 1998), slovinská zápasnice–judistka
- Luka Dončić (* 1999), slovinský basketbalista